# Singapour
Cette page contient des caractères spéciaux ou non latins. S’ils s’affichent mal (▯, ?, etc.), consultez la page d’aide Unicode.
Pour les articles homonymes, voir Singapour (homonymie).
République de Singapour
(en) Republic of Singapore 
(ms) Republik Singapura 
(zh) 新加坡共和国 
(ta) சிங்கப்பூர் குடியரசு 
Singapour, en forme longue la république de Singapour (en anglais : Singapore et Republic of Singapore, en chinois : 新加坡 (Xīnjiāpō) et 新加坡共和国 (Xīnjiāpō Gònghéguó), en malais : Singapura et Republik Singapura, en tamoul : சிங்கப்பூர் (Ciṅkappūr) et சிங்கப்பூர் குடியரசு (Ciṅkappūr Kudiyarasu)), est un pays d'Asie du Sud-Est. La superficie de cette cité-État est de 724,2 km2. Elle comprend 63 îles, dont la principale est Pulau Ujong (584,8 km2). Cette île est très densément urbanisée, mais la végétation luxuriante – même en plein centre-ville – a valu à Singapour le surnom de « ville jardin ». Cette abondance de verdure découle en partie d'un climat équatorial, uniformément chaud et orageux tout au long de l'année. Sa densité de population est la deuxième plus élevée au monde parmi les États indépendants (après Monaco).
Singapour est une cité-État autoritaire d'apparence démocratique,,,.
L'État de Singapour est situé au sud de l'extrémité méridionale de la péninsule Malaise, dont il est séparé au nord par le détroit de Johor. Il borde au sud le détroit de Singapour. Cet État est connu et souvent montré en exemple pour son extraordinaire réussite économique. Après son autonomie avec sa propre constitution au sein de l'Empire britannique en 1959, le rattachement à la Malaisie en 1963, puis l'indépendance en 1965, Singapour a su devenir, avec très peu de ressources naturelles et des problèmes socio-économiques importants – émeutes raciales, chômage massif, difficultés de logement et d'accès à l'eau –, l'un des pays les plus développés et les plus prospères du monde, en matière d'économie, d'éducation, de santé, de sécurité et d'urbanisme. Cette prospérité repose toutefois en partie sur l'exploitation de la main d'œuvre immigrée (40 % de la population active) qui ne bénéficie généralement en rien de ces conditions de vie. La ville, cité souveraine, est un réduit chinois au cœur même du monde malais : la population est majoritairement composée de Chinois (74,3 %). De cette confrontation ethnique sont nés en partie les troubles qui ont accéléré son retrait de la Malaisie, le 9 août 1965.
Dans les années 1980, le pays fait partie, avec Hong Kong, la Corée du Sud et Taïwan, des quatre dragons asiatiques, des États en transition et au développement économique effréné. En 2011, Singapour est le troisième pays au monde en termes de produit intérieur brut à parité de pouvoir d'achat (PPA) par habitant après le Qatar et le Luxembourg. Plaque tournante commerciale et financière entre la zone Pacifique et l'Europe, la ville doit son essor à sa situation maritime exceptionnelle à l'extrémité est du détroit de Malacca, qui lui vaut le surnom de : « Cité marchande aux confins de l'Orient ». Elle possède le deuxième port au monde (après Shanghai) en matière d'exportations et de trafic maritime. La population singapourienne dispose d'un très haut niveau de vie et la Cité-État est souvent surnommée « La Suisse d'Asie ». En 2009, Singapour affichait ainsi la plus forte concentration de millionnaires rapportés à la population totale devançant Hong Kong (Chine), la Suisse, le Qatar et le Koweït.
Présentant une stabilité politique remarquable, Singapour est considérée aujourd'hui comme une « démocratie autoritaire » ou « dictature bienveillante ». En plus de soixante-dix ans, Singapour n'a connu que quatre premiers ministres, dont Lee Kuan Yew (de 1959 à 1990), son fils Lee Hsien Loong (2004-2024), Goh Chok Tong (1990 à 2004) et Lawrence Wong en poste depuis 2024. La cité-État est donc considérée comme un pays pratiquant le libéralisme économique sans le libéralisme politique.
Le centre-ville est situé dans le sud de l'île de Pulau Ujong, à l'embouchure de la rivière Singapour (Singapore River). Il comprend un centre d'affaires qui a fait de la ville la quatrième place financière au monde, ainsi que différents quartiers ethniques (chinois, malais, et indien) et une grande zone commerciale autour d'Orchard Road.

## Histoire
« Tumasik » (de « tasik », « mer » en javanais), l'ancien nom de l'île où se trouve Singapour, est attesté dès le XIVe siècle. Le Nagarakertagama, un poème épique écrit en 1365 dans le royaume javanais de Majapahit, le mentionne parmi les quelque cent « contrées tributaires » du royaume. En réalité, le territoire contrôlé par Majapahit ne s'étendait que sur une partie de l'est et du centre de Java. Les « contrées tributaires » étaient en fait des comptoirs formant un réseau commercial dont Majapahit était le centre. Majapahit y envoyait des dignitaires dont le rôle était de s'assurer que ces comptoirs ne s'adonnaient pas à un commerce privé qui échapperait au royaume.
Il semble que Tumasik ait été un objet de contentieux entre Majapahit et le royaume d'Ayutthaya (l'actuelle Thaïlande), auquel la ville finit par prêter allégeance. À la fin du XIVe siècle Parameswara, un prince de Palembang dans le sud de l'île indonésienne de Sumatra qui refusait la suzeraineté de Majapahit après une attaque de celui-ci en 1377, se serait exilé à Tumasik. Il aurait assassiné le gouverneur de la cité et rebaptisé la cité « Singapura » (« ville du lion » en sanskrit). En fait, il n'y a jamais eu de lion sur l'île, mais des tigres. Les explorateurs étaient probablement tombés sur un fauve de la jungle et l'ont assimilé à un lion. L'animal symbolique de Singapour est d'ailleurs un lion à queue de poisson, le Merlion. Ayutthaya serait ensuite intervenu, obligeant Parameswara à quitter la cité.

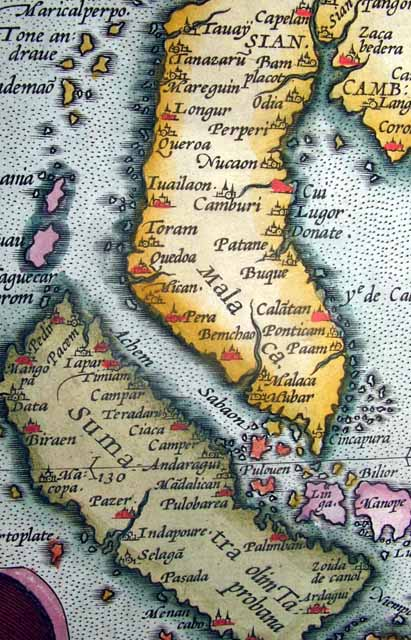
Carte de 1603 mentionnant le nom de Cincapura.

Après cette attaque d'Ayutthaya, l'activité commerciale de Singapour cesse. L'île devient un repaire de pirates qui entretient des relations avec le sultanat de Malacca fondé par Parameswara, et sombre dans l'oubli, presque vide d'habitants. Elle entre dans le domaine colonial néerlandais vers 1685 (Indes orientales néerlandaises). Mais le territoire n'est pas mis en valeur, les Néerlandais se concentrent alors sur Malacca.
Un capitaine britannique, Alexander Hamilton, raconte qu'en 1703, le sultan Abdul Jalil de Johor lui offre l'île de Singapura. Hamilton décline l'offre. Parmi les motivations supposées derrière cette offre, sont évoqués la nouvelle situation créée par l'assassinat du précédent sultan en 1699, la détérioration des liens entre le sultanat et leurs alliés traditionnels, les Orang Laut (gens de la mer) et le désir de contrebalancer la domination des Hollandais de la VOC dans la région.
En 1810-1811, quand le royaume des Pays-Bas tombe sous domination napoléonienne, Singapour, l'actuelle Malaisie, ainsi que certaines parties de l'Indonésie (ces dernières pour une très courte période), dont Java et surtout la côte ouest de Sumatra, sont occupées par la Grande-Bretagne. Singapour et ses environs furent dans l'Empire colonial néerlandais de 1684 à 1811.
Après le traité de Vienne de 1815, les régions au sud de Singapour (Indes néerlandaises, actuelle Indonésie) sont restituées aux Pays-Bas (confirmation par le traité de Londres de 1824), tandis que les régions au nord (Singapour et future Malaisie), passent sous contrôle britannique, ce qui est effectif dès 1817. L'île passe alors nominalement sous le contrôle du sultan de Johor. Les militaires britanniques envisagent de construire un port, fondations de la future ville que sera Singapour.

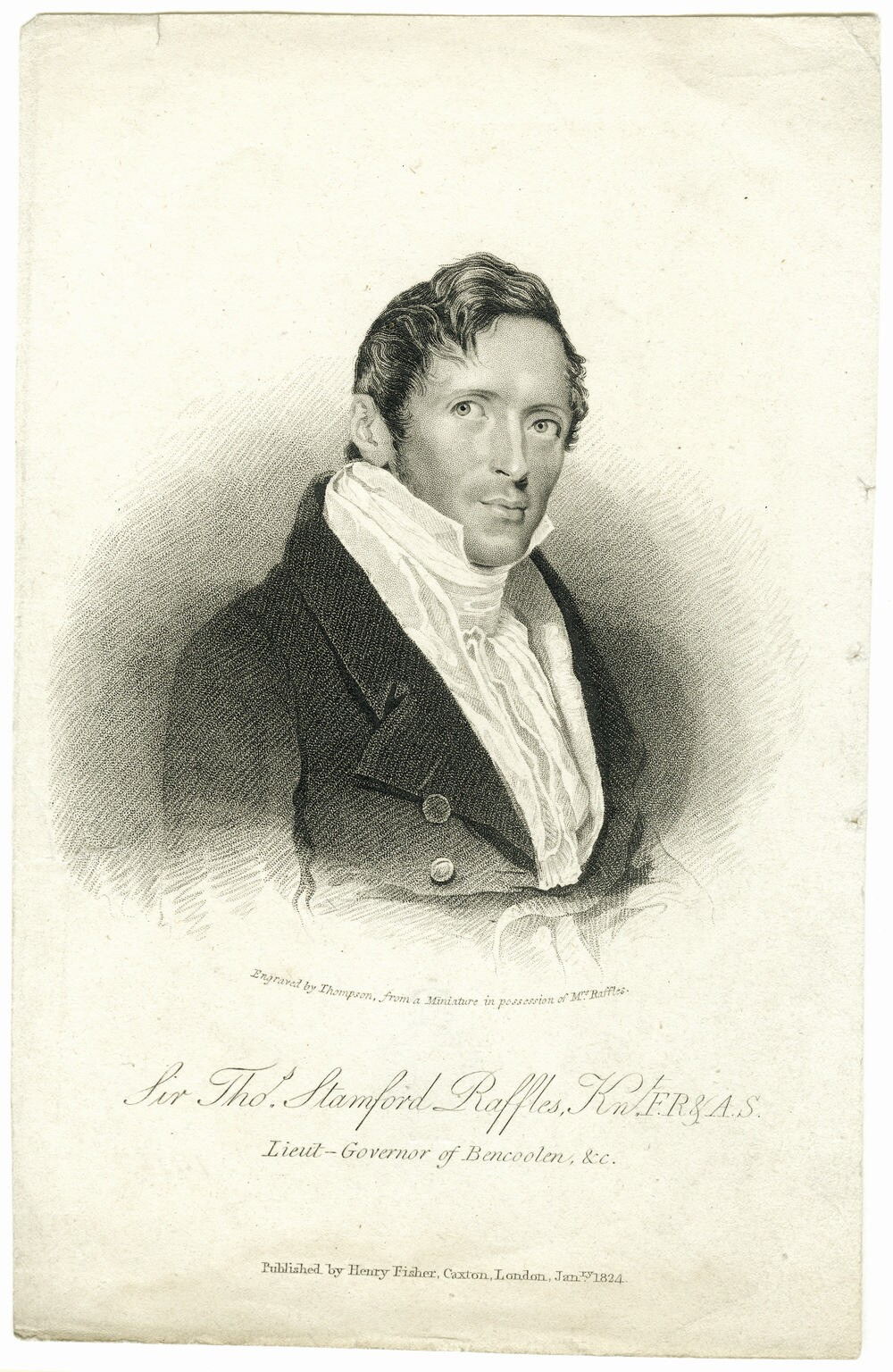
Le 29 janvier 1819, Sir Thomas Stamford Raffles fonde un poste de commerce qui deviendra Singapour.

En 1819, le britannique sir Thomas Stamford Raffles achète — pour 33 000 dollars espagnols (pesos) — l'île au Sultan de Johor, Hussein Shah, et en prend le contrôle pour faire face à une éventuelle domination commerciale des Néerlandais dans la région. En 1824, le traité de Londres entre les Britanniques et les Néerlandais accorde à ces derniers le contrôle des territoires revendiqués par les Européens au sud de Singapour. En 1826, Singapour, Malacca et Penang constituent les colonies des détroits ou Straits Settlements. Ainsi, Singapour devint une base navale britannique importante, qui permettait de contrôler le passage à travers le détroit de Malacca tandis que les Néerlandais reviennent définitivement dans certaines zones de Java et Sumatra au début de 1826. En effet, une grande part des ressources économiques des Indes néerlandaises est sous contrôle des Britanniques, dont les investissements sont les plus visibles à Sumatra (surtout sur la côte ouest). Les Néerlandais seront, en effet, durant quelques années maintenus plus au sud, pour éviter toute tentative colonialiste française. Les Britanniques renonceront définitivement à la colonisation de Sumatra vers 1850, au bénéfice des Néerlandais. Ces derniers, très fragilisés, ne seront pleinement maîtres de l'Indonésie qu'au début du XXe siècle.
Plus au nord, on retrouve donc les colonies de Malaya (Malaisie) et Singapour, qui deviennent une seule colonie (Straits Settlements = établissements du détroit).
Cependant, cet arrangement plaça la colonie sous la bureaucratie étendue et la hiérarchie complexe de la Compagnie britannique des Indes orientales. Plus tard, des commerçants firent pression sur les Britanniques pour réformer la législation, car il y avait un besoin croissant de nouvelles mesures contre le crime et la piraterie. Singapour a été déclarée « colonie de la couronne » en 1867, ce qui signifie une domination de la couronne britannique sur Singapour qui durera jusqu'à l'indépendance en 1965, hormis la parenthèse de l'occupation japonaise.

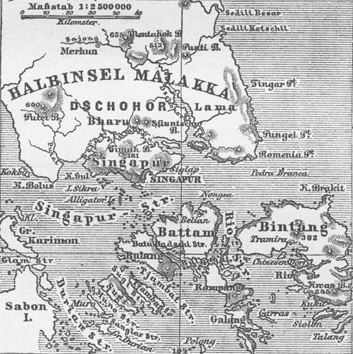
Carte allemande de Singapour, du sud de l'État malaisien de Johor et des îles indonésiennes de Batam et Bintan en 1888.

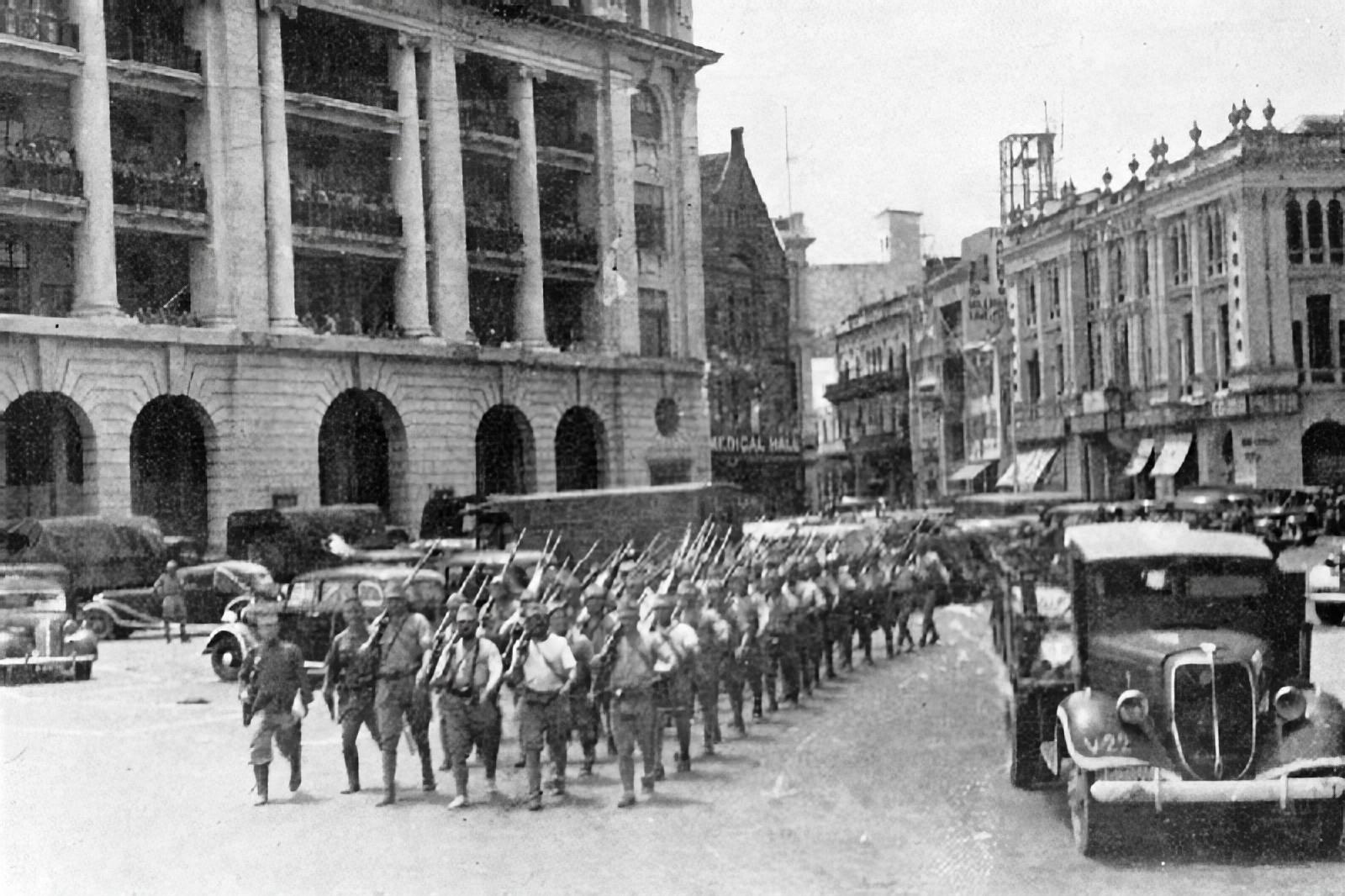
Troupes de l'Armée impériale japonaise victorieuses défilant dans le centre-ville de Singapour après la capitulation britannique.

Durant la colonisation britannique, l'immigration se développa. En effet, les Britanniques firent venir dans la région des travailleurs chinois et indiens pour développer le commerce et travailler dans les plantations d'hévéas. En raison de l'interdiction faite aux étrangers d'acheter des terres agricoles en Malaisie, ces communautés s'installèrent à Singapour, qui était alors surnommée en Angleterre « le Gibraltar de l'Extrême-Orient ». Pour défendre les intérêts britanniques en Asie de l'Est, la stratégie de Singapour fut imaginée, devant faire de la ville une grande base navale capable de résister à une offensive japonaise, mais cette stratégie fut un échec.
Durant la Seconde Guerre mondiale, à partir du 15 février 1942, l'île est soumise à l'expansionnisme du Japon Shōwa et intégrée dans la sphère de coprospérité de la Grande Asie orientale, à la suite d'une invasion dirigée depuis les terres, alors que les défenses de la ville étaient orientées surtout vers la mer. Ce dispositif était appelé « Syonan-To » (en français « lumière du Sud »). Au cours des massacres dits « de Sook Ching », on estime qu'entre 20 000 et 100 000 Chinois furent tués en tant qu'« éléments anti-Japonais » pendant l'occupation. Les historiens locaux appellent cette période « les années les plus sombres de l'histoire de Singapour ». L'armée impériale japonaise y implanta également l'unité de recherche bactériologique 9420, une filiale de l'unité 731, où des chercheurs nippons pratiquaient des expérimentations sur des cobayes humains. Dans le même temps, un camp de prisonniers de guerre existait à Singapour, appelé « camp de Changi ». Des militaires britanniques, américains et australiens, principalement, capturés dès 1942 ou durant la guerre, y furent détenus. Les pertes humaines y furent élevées, principalement à cause de l'hygiène déplorable et de la famine.
L'Empire britannique ne récupéra Singapour que le 5 septembre 1945 lors de l'opération Tiderace. Après la Seconde Guerre mondiale, l'insurrection communiste malaise, issue de la résistance à l'occupation japonaise, ébranle la domination britannique dans la région. Londres envoie renforts et armes, proclame l’état d’urgence, impose la loi martiale et la mise hors la loi des communistes. À Singapour, où la contestation sociale paralyse les activités portuaires, la répression frappe les grévistes et leurs organisations politiques et syndicales.
En 1959, les Britanniques dotent Singapour d'une Constitution propre et Lee Kuan Yew est élu Premier ministre, et restera à la tête du pays jusqu'en 1990. Son parti, le People's Action Party (« Parti d'action populaire »), propose alors l'intégration à la fédération des États de Malaisie, ce qui fut fait le 16 septembre 1963. Peu après, les Malais de la péninsule forcent Singapour à quitter la Fédération (contre le gré de Lee Kuan Yew), dès 1964, des troubles éclatent, et l'indépendance de la république de Singapour vis-à-vis de la Fédération est proclamée le 9 août 1965.
Singapour, sous le régime de Lee, fut caractérisée par l'un des taux de peine de mort les plus élevés au monde, et par un usage généralisé de la détention administrative, illimitée et sans jugement, infligée tant aux délinquants qu'à des opposants politiques. Le régime, fondé sur la surveillance généralisée et la répression permanente, a servi de modèle pour la Chine communiste.
En 1997, comme les autres États asiatiques, Singapour fait face à un afflux massif de capitaux étrangers qui se retirent ensuite, déstabilisant la monnaie puis l'économie des pays.
Singapour a atteint une certaine prospérité grâce à l'industrie électronique et surtout son activité bancaire, constituant un paradis fiscal particulièrement opaque entre Asie et Occident. Le pays est toujours sous la coupe autoritaire du People's Action Party.

## Géographie

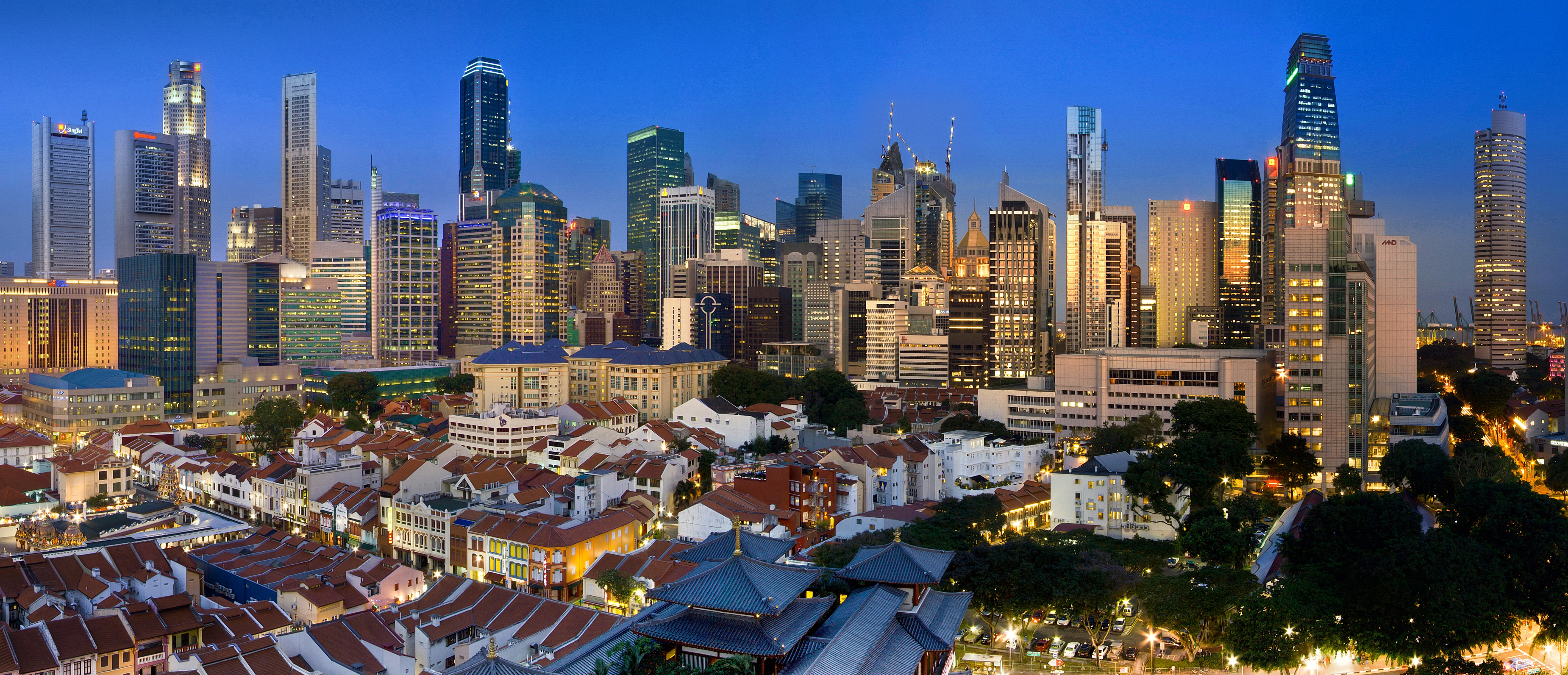
Singapour la nuit.

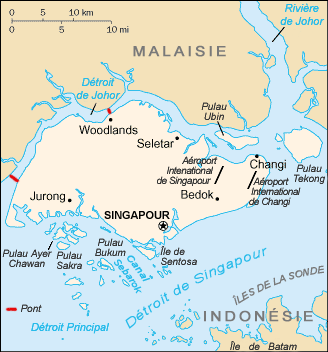
Singapour sur la carte.

Singapour se situe entre la Malaisie au nord et l'Indonésie au sud. La cité se trouve à 317 km au sud-est de Kuala Lumpur, la capitale malaisienne, à 909 km au nord-nord-ouest de Jakarta, à 1 435 km au sud-sud-est de Bangkok, à 2 394 km au sud-ouest de Manille et à 10 740 km à l'est de Paris. Pulau Ujong, l'île principale, est reliée à la péninsule Malaise par deux ponts. Le premier, la chaussée Johor-Singapour, arrive à la ville frontalière de Johor Bahru en Malaisie. Le second, le Malaysia-Singapore Second Link, à l'ouest, relie la périphérie de Johor Bahru aux quartiers de la région de Tuas (en).
Outre l'île principale, l'État singapourien est aussi formé de 64 autres petites îles dont les plus importantes sont l'île de Jurong (industrielle), l'île de Sentosa (à vocation touristique), Pulau Ubin, et la plus grande, Pulau Tekong. Bien que Singapour ne soit qu'une seule ville, les limites administratives correspondent aux circonscriptions électorales. Celles-ci sont revues à chaque élection législative pour prendre en compte l'évolution démographique.
De nombreux réservoirs d'eau potable (Bukit Timah, MacRitchie…) ont été disséminés dans l'île pour permettre à l'État une autonomie d'approvisionnement en cas de conflit avec son voisin malaisien, dont il dépend actuellement[C'est-à-dire ?] à 80 % pour l'eau.

### Climat
Le climat de Singapour est de type équatorial pur caractérisé par une chaleur humide tout au long de l'année sans véritable saison sèche et donc des précipitations élevées (souvent sous forme d'orages), l'alternance des phénomènes aérologiques de la zone de convergence intertropicale (ZCIT) et des alizés maritimes, avec prépondérance de la ZCIT, et enfin par l'absence de cyclone tropical due à la très faible latitude (1° N, 21° E). Les températures oscillent généralement entre 24 à 25 °C, le matin, et 32 à 34 °C, l'après-midi. Les températures record sont respectivement de 19,4 °C et 36,0 °C. Le temps est très changeant : un soleil radieux peut laisser la place à une violente averse en l'espace de quelques minutes et inversement. Juillet et février sont les mois les plus ensoleillés, et décembre le plus couvert.
De novembre à janvier sévit la mousson de nord-est, lorsque des vents chargés d'humidité apportent des pluies abondantes, et par conséquent des températures un peu plus basses (un peu en dessous de 30 °C en décembre) et un ciel plus couvert. La mousson de sud-ouest, de juin à septembre, est nettement plus insignifiante sur le plan des précipitations bien qu'elle apporte parfois quelques orages matinaux violents du nom de « Coups de Sumatra ». Les températures y sont alors très légèrement moindres que de février à mai, période la plus chaude de l'année où les températures dépassent fréquemment 32 °C, allant parfois jusqu'à 36,0 °C comme c'est déjà arrivé au mois de mars.
La durée du jour est presque constante au cours de l'année, avec des journées de 12 h en décembre comme en juin. Par conséquent, il n'y a pas à Singapour d'heure d'été, mais le fuseau horaire choisi agit en pratique comme une heure d'été permanente : le soleil se lève et se couche tous les jours à environ 7 h et 19 h respectivement. Les orages, accompagnés de précipitations, sont très fréquents : la zone est l'une où il y a le plus d'orages au monde.
| Mois                              | jan. | fév. | mars | avril | mai  | juin | jui. | août | sep. | oct. | nov. | déc. | année |
| --------------------------------- | ---- | ---- | ---- | ----- | ---- | ---- | ---- | ---- | ---- | ---- | ---- | ---- | ----- |
| Température minimale moyenne (°C) | 23,1 | 23,5 | 23,9 | 24,3  | 24,6 | 24,5 | 24,2 | 24,2 | 23,9 | 23,9 | 23,6 | 23,3 | 23,9  |
| Température moyenne (°C)          | 25,8 | 26,4 | 26,8 | 27,2  | 27,5 | 27,4 | 27,1 | 27   | 26,8 | 26,8 | 26,3 | 25,7 | 26,7  |
| Température maximale moyenne (°C) | 29,9 | 31   | 31,4 | 31,7  | 31,6 | 31,2 | 30,8 | 30,8 | 30,7 | 31,1 | 30,5 | 29,6 | 30,9  |
| Précipitations (mm)               | 198  | 154  | 171  | 141   | 158  | 140  | 145  | 143  | 177  | 167  | 252  | 304  | 2 150 |

## Démographie

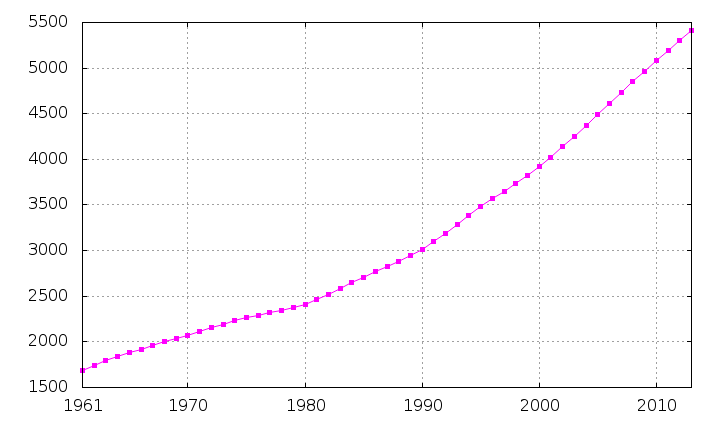
Évolution de la population entre 1961 et 2013 (chiffre de la FAO, 2014). En milliers d'habitants.

En 2015, Singapour compte 5,535 millions d'habitants, contre moins de 1 000 000 habitants en 1947, répartis par communautés dans les ruelles des anciens quartiers malais, chinois ou indien. En 1957, la cité-État comptait 1 445 900 habitants, et en 1980, 2 413 900.
Après Monaco, Singapour a la densité de population la plus élevée au monde.

### Évolution démographique
Depuis 1950, l'évolution de la population de Singapour a été :
| 1950      | 1955      | 1960      | 1965      | 1970      |
| --------- | --------- | --------- | --------- | --------- |
| 1 022 100 | 1 305 500 | 1 646 400 | 1 886 900 | 2 074 500 |

| 1975      | 1980      | 1985      | 1990      | 1995      |
| --------- | --------- | --------- | --------- | --------- |
| 2 262 600 | 2 413 900 | 2 736 000 | 3 047 100 | 3 524 500 |

| 2000      | 2005      | 2010      | 2015      | 2020      |
| --------- | --------- | --------- | --------- | --------- |
| 4 027 900 | 4 265 800 | 5 076 700 | 5 535 000 | 5 685 800 |

| Histogramme de l'évolution démographique de Singapour |
|                                                       |

La diversité ethnique de la population singapourienne est importante : les Chinois composent 74,3 % de la population ; les Malais, qui constituent le peuple autochtone, représentent 13,3 % ; les Indiens forment 9,1 % et le reste provenant de divers pays, notamment d'Occident (3,3 %). Les métis eurasiens sont reconnus comme une ethnie et, comme les autres ethnies, portent cette mention sur leur carte d'identité. Les cartes d'identité singapouriennes portent plus exactement la mention de la race.
Les personnes d'origine européenne possédant la nationalité singapourienne sont environ 10 000 dont surtout des descendants de Britanniques.
Le pays a appliqué un programme de contrôle de la natalité. Imaginé dans les années 1970, le slogan « Deux, c'est assez » a été suivi avec beaucoup de succès. En conséquence Singapour a l'un des plus faibles taux de fécondité au monde avec 1,24 enfant par femme en 2015. Le pays a besoin d'immigrants pour maintenir la population et, à plus forte raison, pour assurer une croissance démographique.
La superficie du pays est quasiment équivalente à la superficie de l'agglomération lyonnaise, mais il est quasiment cinq fois plus peuplé que celle‑ci, du fait de ses nombreux gratte-ciels et de sa population dense.

### Langues
| Langue pratiquée en famille | Langue pratiquée en famille | Langue pratiquée en famille | Langue pratiquée en famille | Langue pratiquée en famille |
| --------------------------- | --------------------------- | --------------------------- | --------------------------- | --------------------------- |
| Langue                      |                             |                             | Pourcentage                 |                             |
| Anglais                     | Anglais                     |                             | 48.3%                       | 48.3%                       |
| Mandarin                    | Mandarin                    |                             | 29.9%                       | 29.9%                       |
| Malais                      | Malais                      |                             | 9.2%                        | 9.2%                        |
| Autres langues chinoises    | Autres langues chinoises    |                             | 8.7%                        | 8.7%                        |
| Tamoul                      | Tamoul                      |                             | 2.5%                        | 2.5%                        |
| Autres                      | Autres                      |                             | 1.4%                        | 1.4%                        |

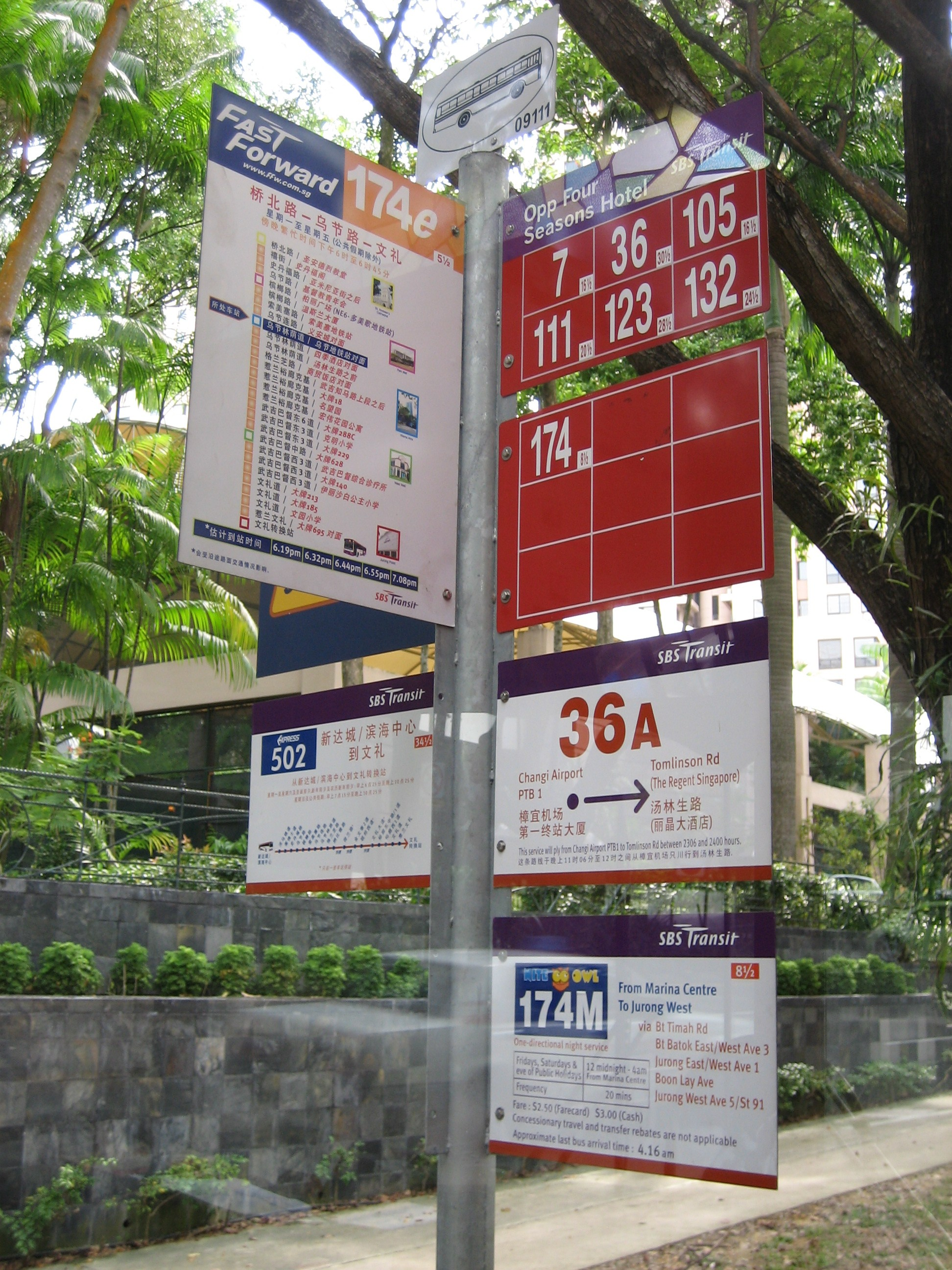
Arrêt de bus à Singapour, avec inscription dans deux des différentes langues officielles

Les langues officielles sont l'anglais, le mandarin, le malais et le tamoul. Le malais est aussi symboliquement la langue nationale (utilisé pour l'hymne national). Sans être officielles, les langues régionales chinoises hokkien, teochew, hakka et cantonais, venant du sud de la Chine, sont également très parlées.
Le parti dirigeant a préféré toutefois promouvoir l'usage de l'anglais comme langue fédérant les communautés et les échanges extérieurs. Plus récemment, la place du mandarin s'est vue renforcée dans l'enseignement et l'affichage public.
L'anglais enseigné et promu suit la norme du Royaume-Uni. Toutefois, sur place, cette langue a connu une certaine inflexion de sa forme. Cet anglais de Singapour, appelé singlish, se caractérise par une accentuation reprenant les tonalités du chinois hokkien, par l'utilisation de nombreux mots hokkien et malais, et par certaines simplifications grammaticales. La population est à plus de 70 % d'origine de la province du Fujian en Chine, ce qui explique cette influence. 85 % de la population sait parler l'anglais à des degrés divers, du fait de la scolarisation obligatoire : la langue est apprise dès la maternelle. L'anglais est utilisé comme langue véhiculaire, pour éviter de favoriser une ethnie par rapport à une autre, éviter de mettre en concurrence le chinois contre le malais, et enfin, pour faire l'union nationale. Toutefois, un grand nombre de Chinois parlent malais, en seconde langue, mais le plus grand nombre, pour communiquer, parlera le plus souvent en anglais.

### Religions
| Religion à Singapour en 2020 | Religion à Singapour en 2020 | Religion à Singapour en 2020 | Religion à Singapour en 2020 | Religion à Singapour en 2020 |
| ---------------------------- | ---------------------------- | ---------------------------- | ---------------------------- | ---------------------------- |
| Religion                     |                              |                              | Pourcentage                  |                              |
| Bouddhisme                   | Bouddhisme                   |                              | 31.1%                        | 31.1%                        |
| Athéisme                     | Athéisme                     |                              | 20.0%                        | 20.0%                        |
| Christianisme                | Christianisme                |                              | 18.9%                        | 18.9%                        |
| Islam                        | Islam                        |                              | 15.6%                        | 15.6%                        |
| Taoïsme                      | Taoïsme                      |                              | 8.8%                         | 8.8%                         |
| Hindouisme                   | Hindouisme                   |                              | 5.0%                         | 5.0%                         |
| Autres religions             | Autres religions             |                              | 0.6%                         | 0.6%                         |

D'après le recensement de 2020, 31,1% des habitants de Singapour sont bouddhistes, 18,9% 
chrétiens, 15,6% 
musulmans, 8,8% taoïstes, 5% hindouistes, 0,6% ont une autre religion et 20% n'en ont aucune.
Religions selon l'appartenance ethnique, d'après le recensement de 2010 :
- Chinois : bouddhisme 43 %, christianisme 20 %, taoïsme 14,4 %, islam 0,5 %, autres religions 0,3 %, sans religion 21,8 % ;
- Malais : islam 99,6 %, christianisme 0,2 %, autres religions 0,1 %, sans religion 0,1 % ;
- Indiens : hindouisme 58,9 %, islam 21,7 %, christianisme 12,8 %, autres religions 5,4 %, sans religion 1,1 %.

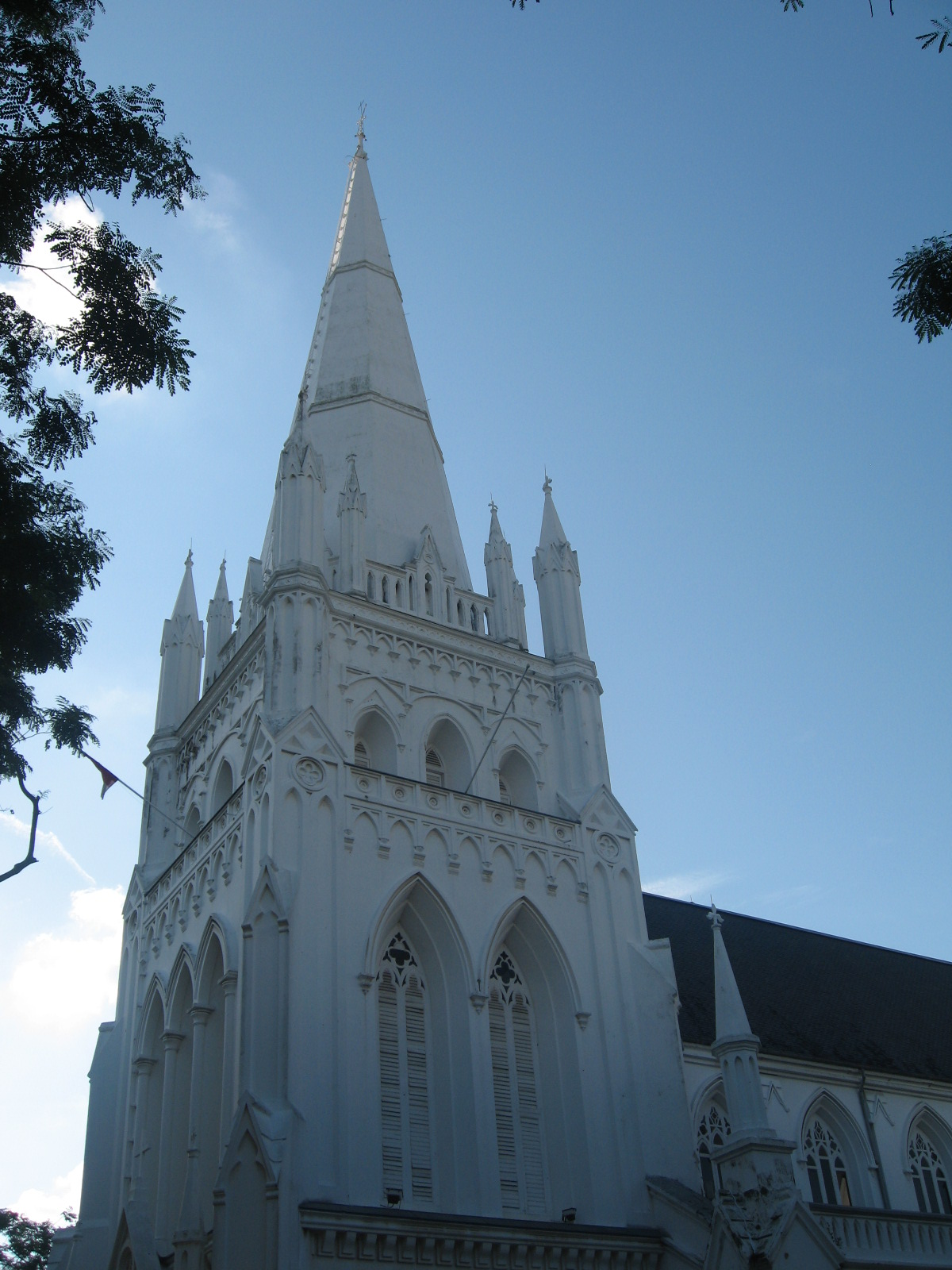
La cathédrale anglicane Saint Andrew.
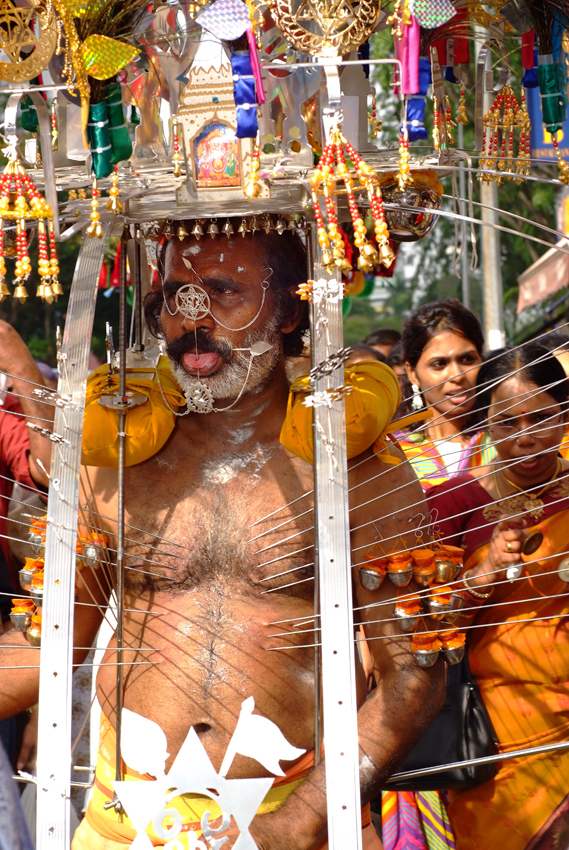
Homme portant un kavadis lors de la fête de Thaipusam.
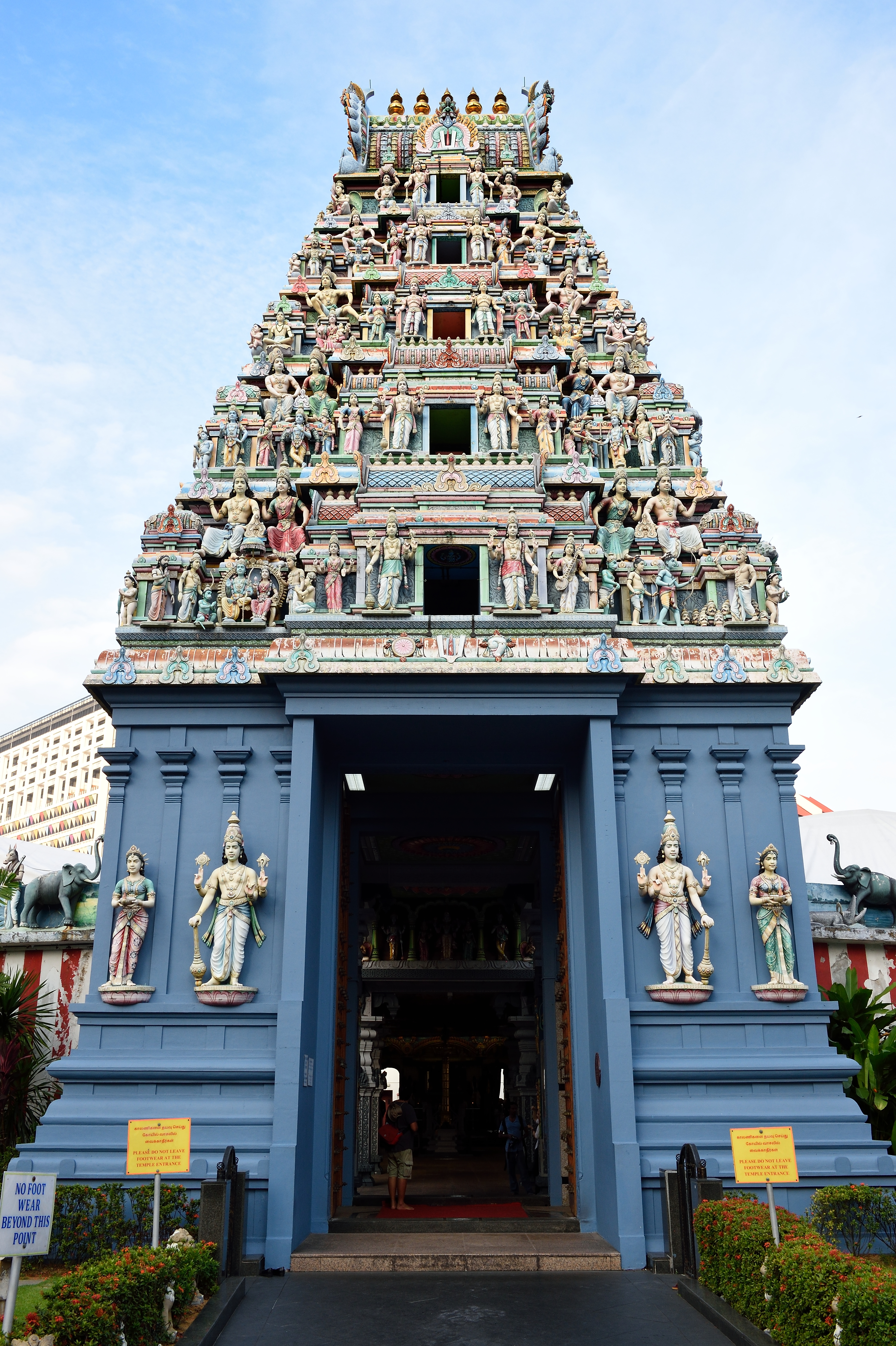
Temple de Sri Srinivasa Perumal.
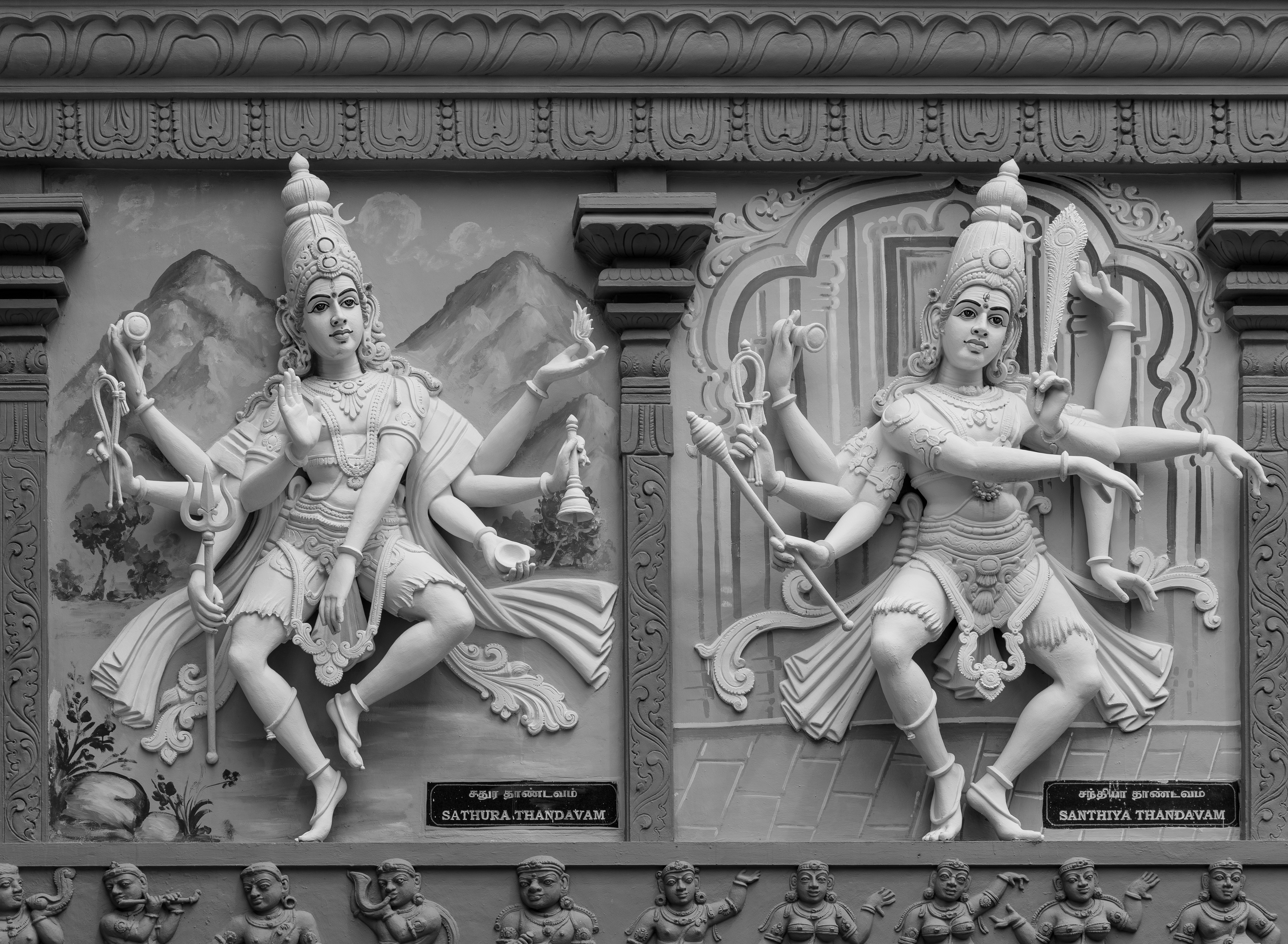
Sculptures du dieu Shiva représenté avec 8 bras, dansant Sathura et Santhiya Thandavam, vu sur la façade extérieure du temple dédié à Ganesh Sri Senpaga Vinayagar à Singapour.
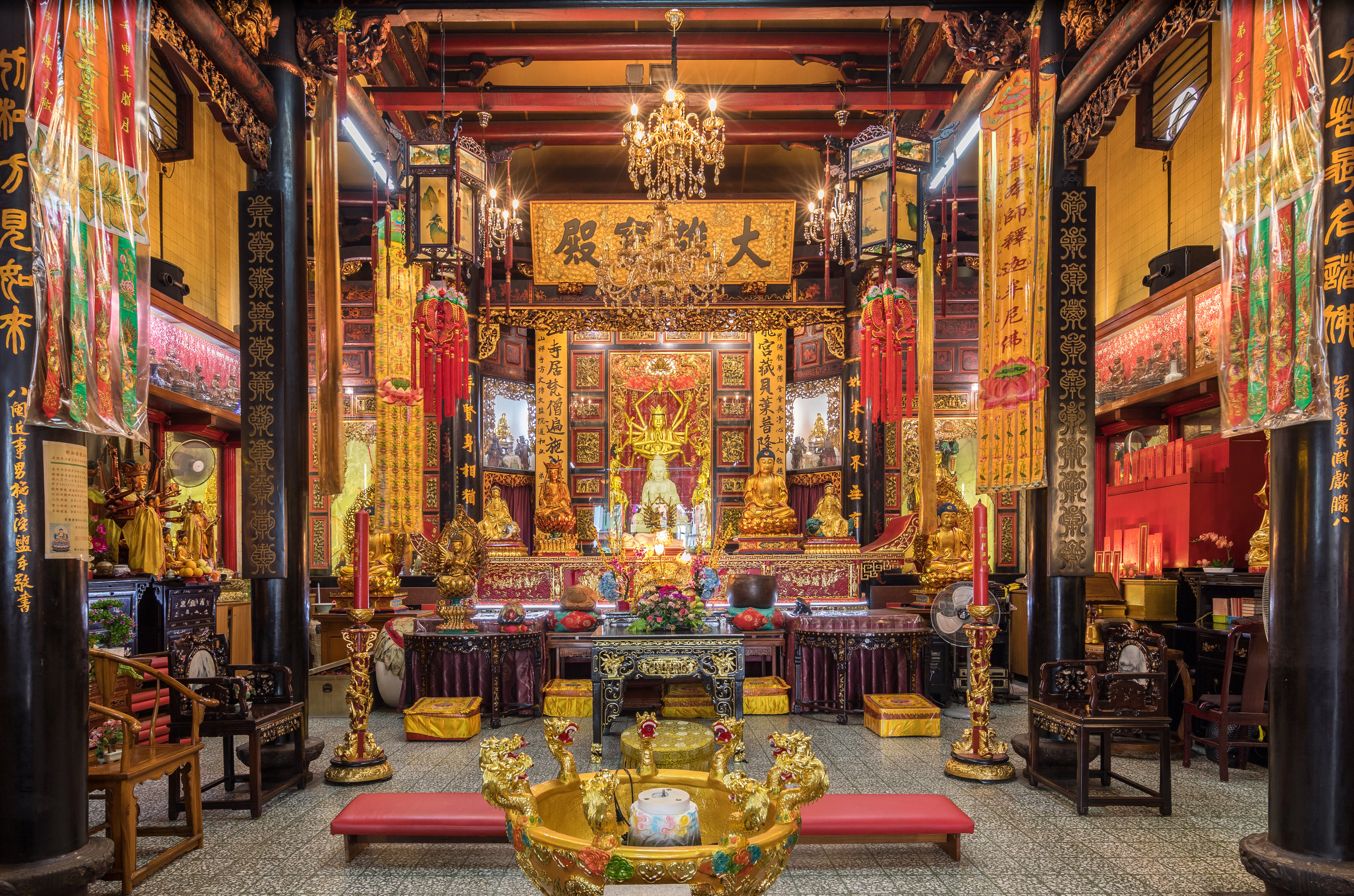
Intérieur du temple taoïste Leong San See à Singapour. Juin 2018.

La première église catholique fut fondée par la Mission portugaise en 1825.
Le temple de Sri Srinivasa Perumal est un des principaux lieux de culte de Singapour. Datant de 1855, ce temple hindou est dédié au culte de Vishnou (aussi appelé Perumal). Il est composé d'une simple salle de prière et d'une mare (comblée plus tard pour des raisons écologiques)[réf. nécessaire]. En 1966, lors de sa consécration, le temple de Sri Srinivasa Perumal fut doté d'une tour impressionnante haute de 20 mètres (gopuram) et comptant six niveaux de sculptures.
Le temple de Sri Srinivasa Perumal est également le point de départ de la fête annuelle de Thaipusam. Cette dernière est un hommage à Murugan, dieu de la bravoure, de la puissance, de la beauté et de la vertu. Lors de cette fête, les hommes portent des kavadis (structure en métal) richement ornés, fixés à leurs torses par des crochets. Les femmes, elles, portent des pots de laits, accomplissant également des vœux de pénitence. Au son de mélopées et de chants, ils se rendent à pied au temple de Sri Thendayuthapani dans Tank Road, à environ 3 kilomètres de là.

## Urbanisation

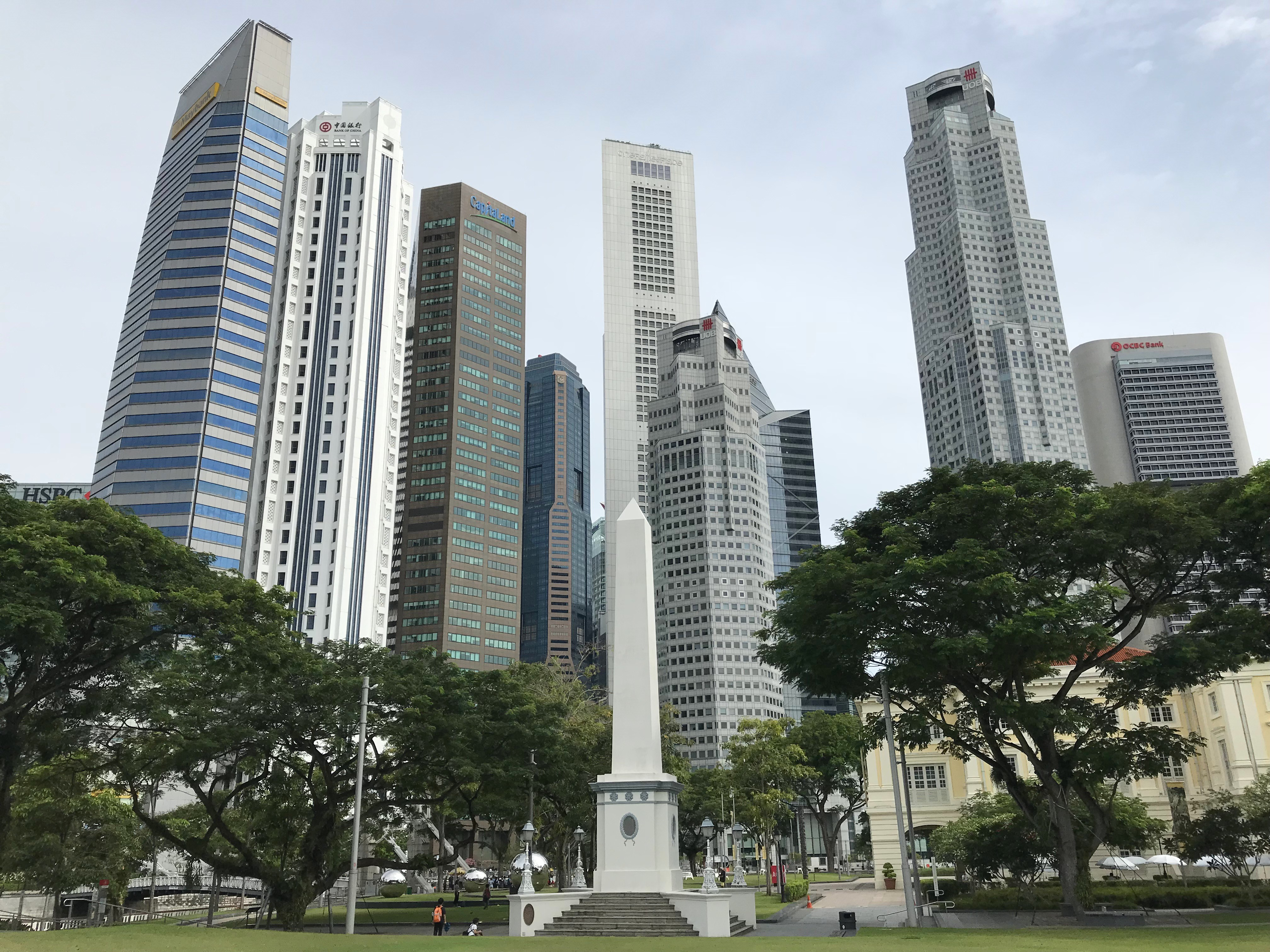

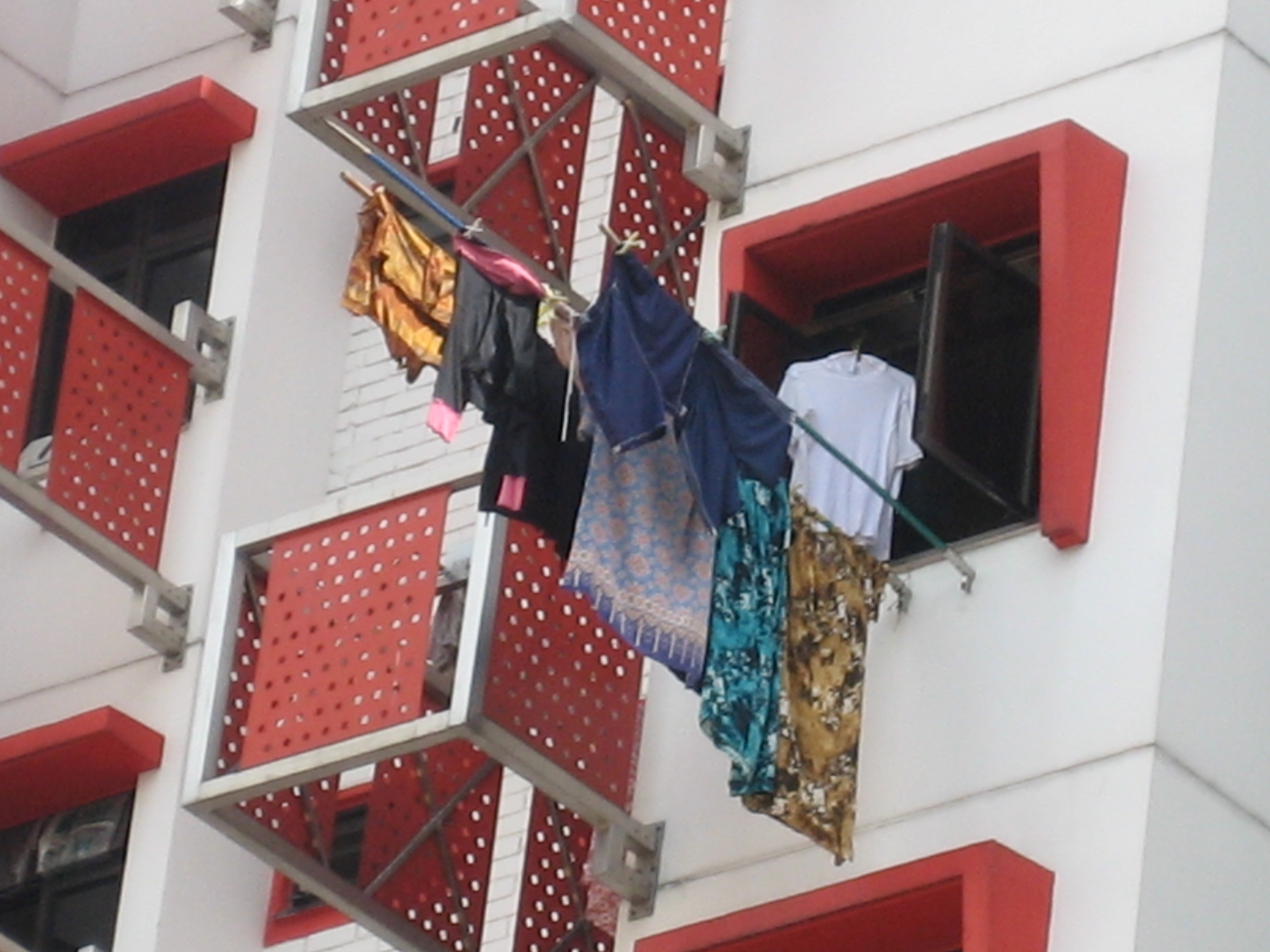
Le complexe immobilier Selegie House

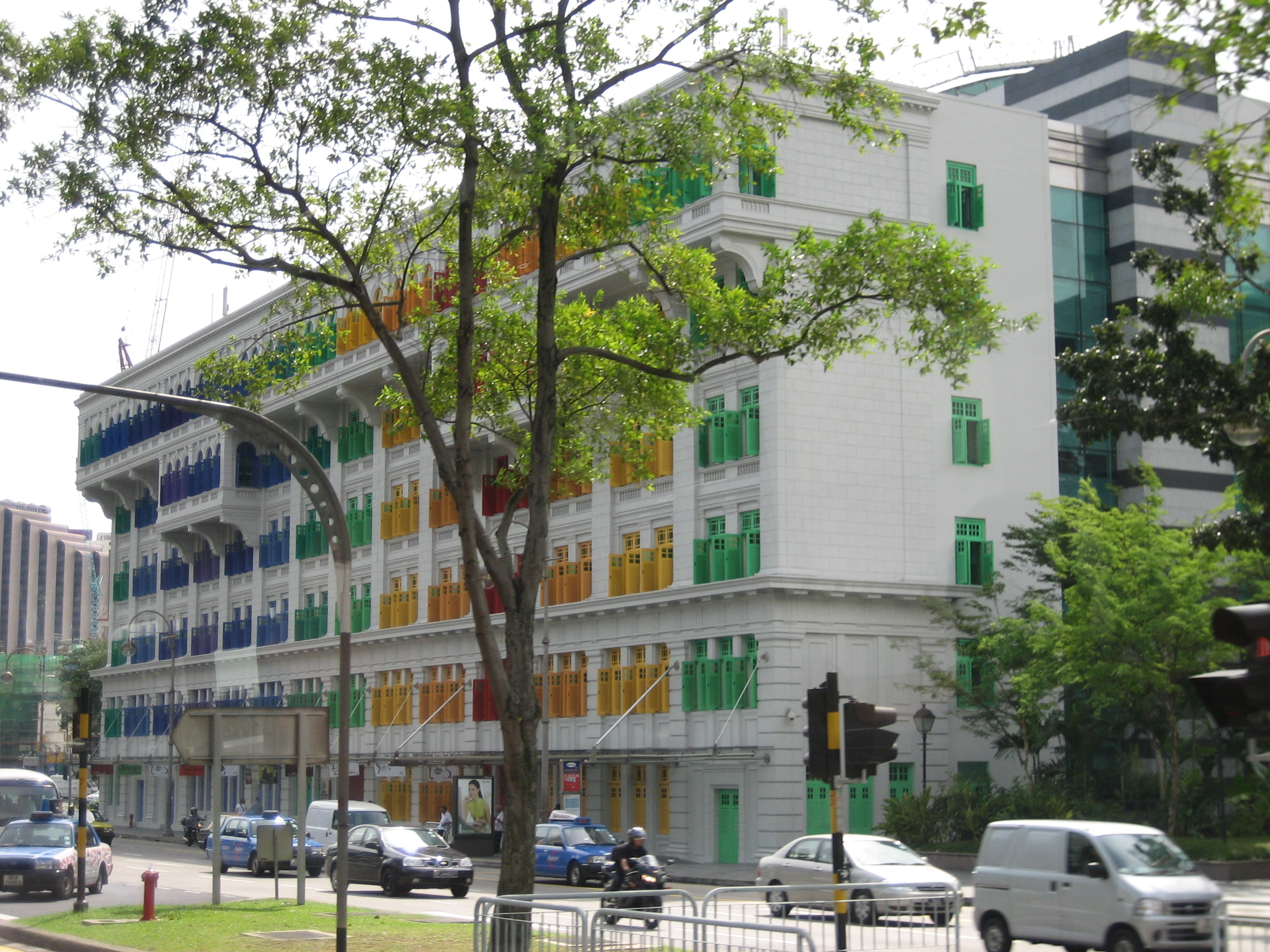
Architecture et couleurs de Hill Street à Singapour

La Singapour d'aujourd'hui, en particulier son modèle d'urbanisation, fait l'envie de nombreuses villes et pays. En l'espace de 50 ans, la cité-État est passée de pays du tiers monde au statut de ville mondiale dont le niveau de modernité est comparable à celui des grands pays industrialisés. Elle est souvent citée comme un « modèle de planification urbaine sous capitalisme d'État ». L'intérêt du modèle singapourien vient du fait qu'il propose une façon efficace de jumeler développement économique et aménagement urbain, tout en offrant aux citoyens un environnement durable et de qualité.
Capitale industrielle, commerciale et financière de l'Asie du Sud-Est, tout y est extrêmement efficace. Aujourd'hui saturée par sa propre croissance, Singapour est aussi le cœur d'une agglomération urbaine transfrontalière d'environ 8 millions d'habitants, s'étendant dans les espaces limitrophes de Johor Bahru en Malaisie au nord, et à Batam en Indonésie, au sud.
Tout comme Hong Kong, Singapour a tablé pour son développement sur les infrastructures portuaires desservies par des secteurs financiers et de services implantés par les Britanniques, ce qui a contribué à son urbanisation rapide et sa transition industrielle. Troisième centre mondial de raffinage de pétrole et premier port mondial de ravitaillement des navires, Singapour s'est engagée en 2008 à préserver l'environnement dans le cadre du Protocole de Kyoto. Elle restructure son économie et son urbanisme vers le développement durable et s'est engagée dans des investissements et l'innovation pour y parvenir.
Grâce à son initiative « Smart Nation », Singapour est un leader parmi les « villes intelligentes ». Les urbanistes considèrent aujourd'hui Singapour comme une « ville mondiale », dont l'influence tient à son espace stratégique, dense et organisé, en hauteur comme en souterrain, articulé en permanence au reste du monde grâce à des réseaux techniques la mettant en connexion.

### Planification et aménagement du territoire
Les prémisses de l'urbanisation de Singapour ont débuté avec l'arrivée des Britanniques en 1819, moment où le tout premier plan d'aménagement de la ville a été dessiné et implanté. L'urbanisation n'a réellement progressé qu'à compter du retrait des Britanniques en 1959.
Le sol de Singapour appartient à l'État. La planification rigoureuse de l'occupation de son territoire restreint, le développement économique et la coexistence harmonieuse de sa population issue d'ethnies diverses sont au cœur des décisions qui ont orienté son modèle d'urbanisation. En raison de sa superficie limitée, la cité-État a privilégié très tôt un modèle de planification urbaine à haute densité. La forme urbaine qu'a adoptée Singapour reflète aussi la volonté politique claire de l'État de promouvoir une certaine forme de vie sociale au sein de l'environnement urbain.
Deux organismes d'État sont au cœur de la planification urbaine :
- l'Urban Redevelopment Authority (URA) élabore le Plan d'urbanisme[46] qui optimise l'utilisation des ressources territoriales, tout en conservant une réserve foncière, existante ou à gagner sur la mer, pour les besoins et opportunités futures des générations à venir. Ce plan résulte des efforts concertés de plusieurs ministères et agences gouvernementales et des commentaires du public[47]. Il est établi notamment à partir des projections démographiques et s'appuie sur les critères découlant des recherches du Centre for Liveable Cities. L'utilisation du territoire à long terme sur 30 à 40 ans y est définie. Cette vision est ensuite précisée dans un plan directeur[48] d'utilisation du territoire établi pour 10 à 15 ans, mais révisé aux 5 ans. Les plans détaillés pour chaque arrondissement en découlent ;
- le Housing and Development Board (HDB)[49] construit et gère le logement social, qui constitue environ 80 % du parc immobilier du pays. Il participe au volet « habitat » de la planification urbaine.

Depuis l'indépendance, la politique de logement social est au cœur du processus de développement urbain. Au cours des années 1960, le Housing and Development Board (HDB) construisit plus de 100 000 logements sociaux et y relocalisa les habitants. Cette opération de déplacement massif de la population a libéré de grandes étendues pour le développement industriel et d'infrastructures. Encore de nos jours, certains quartiers sont démolis et leurs habitants relocalisés à proximité, lorsque le terrain est requis pour d'autres fins par l'État.
La population de Singapour est à 100 % urbaine. L'environnement bâti représentait 50,51 % de son territoire en 2015, le plus élevé au monde. La densité de population s'élève à 7 876 habitants au kilomètre carré en 2019. Mais nombreux sont ses quartiers (subzones) où elle dépasse largement les 20 000 habitants/km2, atteignant même 46 031 habitants/km2 dans Jurong West Central (en). Le plan d'urbanisme (Concept Plan) actuel prévoit une déconcentration des infrastructures et des habitations de la région centrale vers la périphérie, où des zones d'habitation se développent à proximité de nouvelles grappes industrielles. Débutée au centre-ville, la construction d'infrastructures souterraines permettra d'augmenter la densification en périphérie, tout en y conservant des espaces de vie agréables, comme en témoigne la planification de l'arrondissement de Tengah.

### Organisation territoriale
Singapour est divisée en 5 régions administratives : Région centrale, Région de l'est, Région de l'ouest, Région du nord-est, Région du nord. Chacune des régions est divisée en 55 arrondissements ou zones de développement urbain (planning areas), qui se subdivisent à leur tour en 344 quartiers (subzones).
Dans la région centrale, le centre historique, situé à la pointe sud de l'île, abrite le quartier des affaires et le cœur touristique du pays. Certains quartiers à valeur patrimoniale y sont maintenus et rénovés.
Les installations portuaires, les chantiers navals et une grande partie de la zone industrielle sont localisés à l'extrémité sud-ouest, dans l'arrondissement de Tuas (en) et sur l'île de Jurong. Le port, dont les activités sont hautement soutenues par des techniques de pointe, accueille environ 130 000 navires annuellement. Les raffineries de pétrole, les usines pétrochimiques et des centres de recherche industrielle sont concentrés sur l'île de Jurong, hors des zones d'habitation. Au large de Jurong est installée la décharge publique, sur l'île de Semakau. Cette installation innovatrice prendra d'ici 2040 une vocation écologique.
L'aéroport international de Changi est situé à l'extrémité sud-est. Les îles Pulau Tekong et Pulau Sudong, au large de Changi (en), abritent les installations militaires. Un complexe industriel et de recherche aérospatiale est situé dans la région nord-est, dans la zone de développement urbain de Seletar (en).
L'île de Sentosa, à proximité du centre-ville, est dédiée au tourisme. Certaines îles abritent aussi quelques aménagements touristiques : les îles de St-John, et Kusu, au large de Sentosa, sont appréciées notamment pour leurs plages ; Pulau Ubin au nord-est, est demeurée complètement à son état naturel.

### Immeubles et bâtiments d'habitation

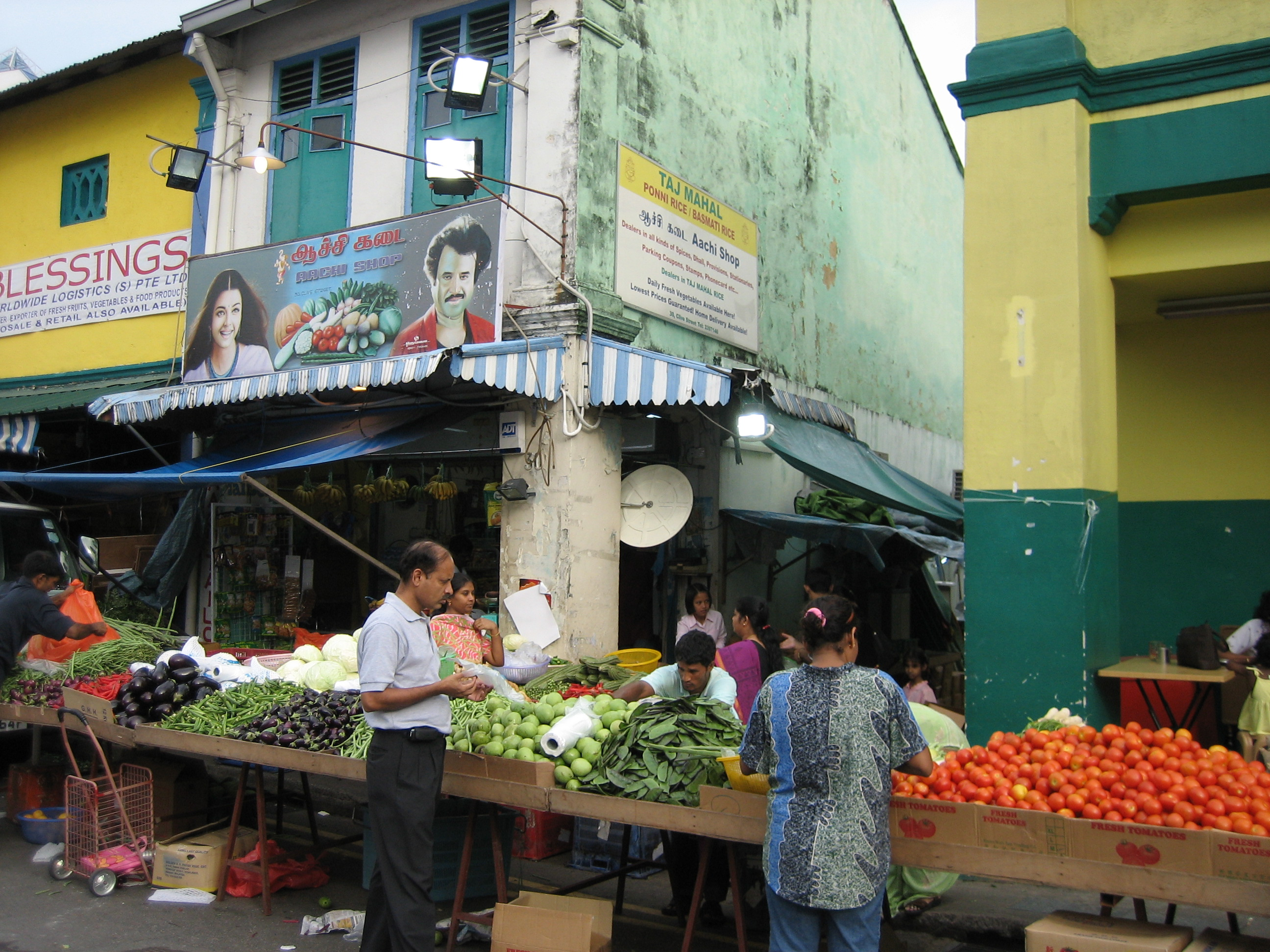
Marché des marchands de légumes à Little India, Singapour

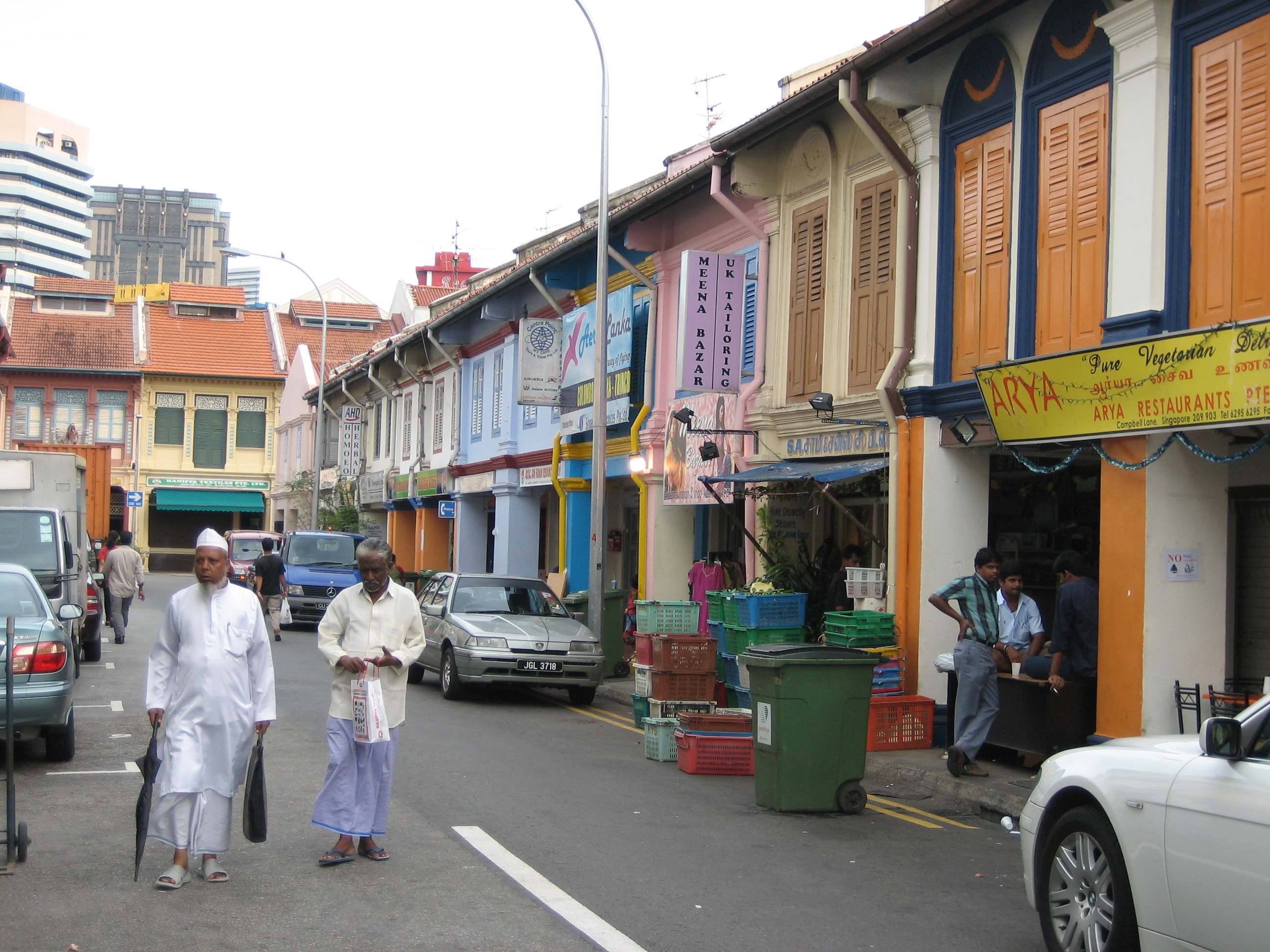
Campbell Lane dans Little India

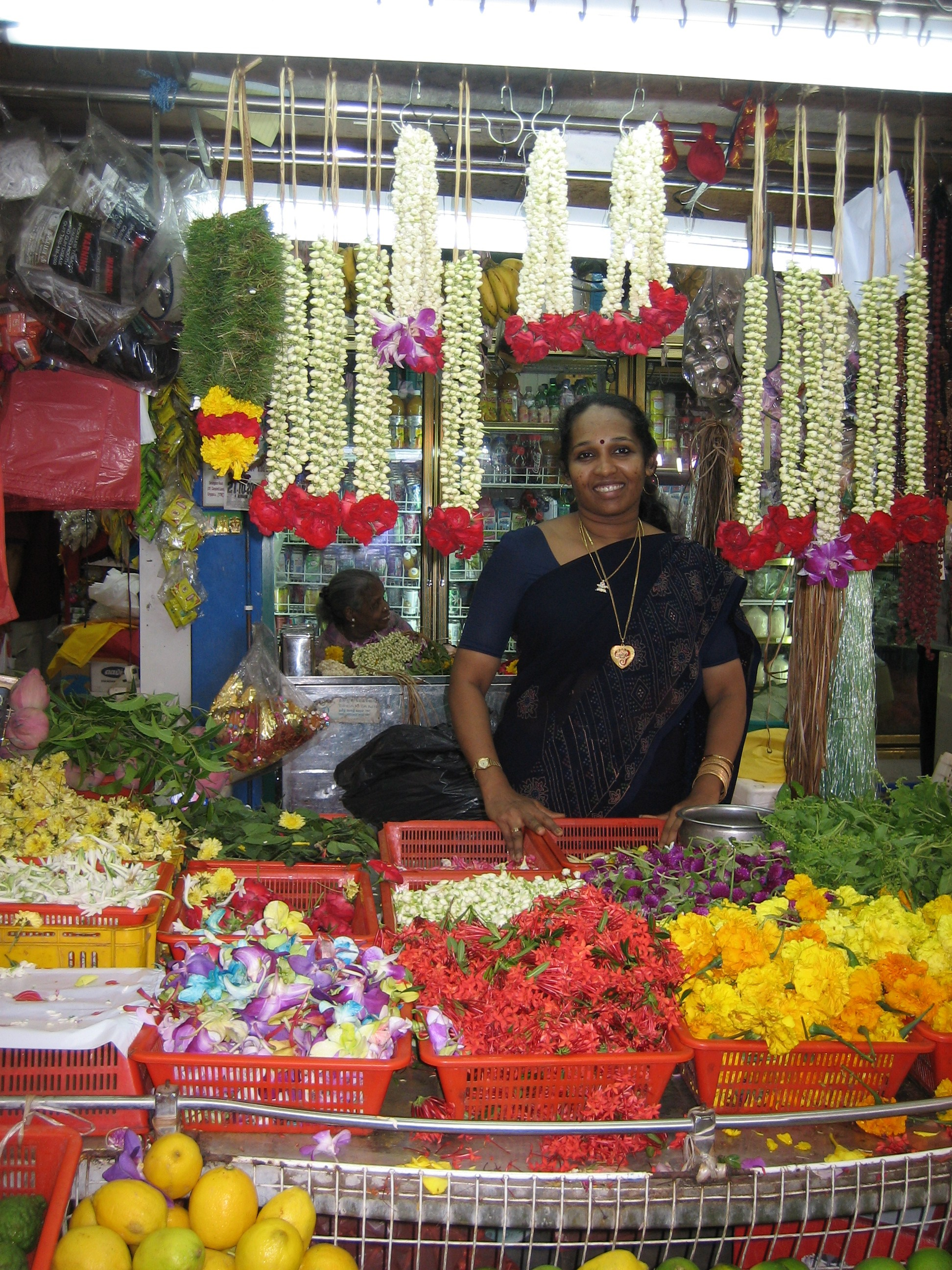
Le bazar Deepavali dans le quartier de Little India

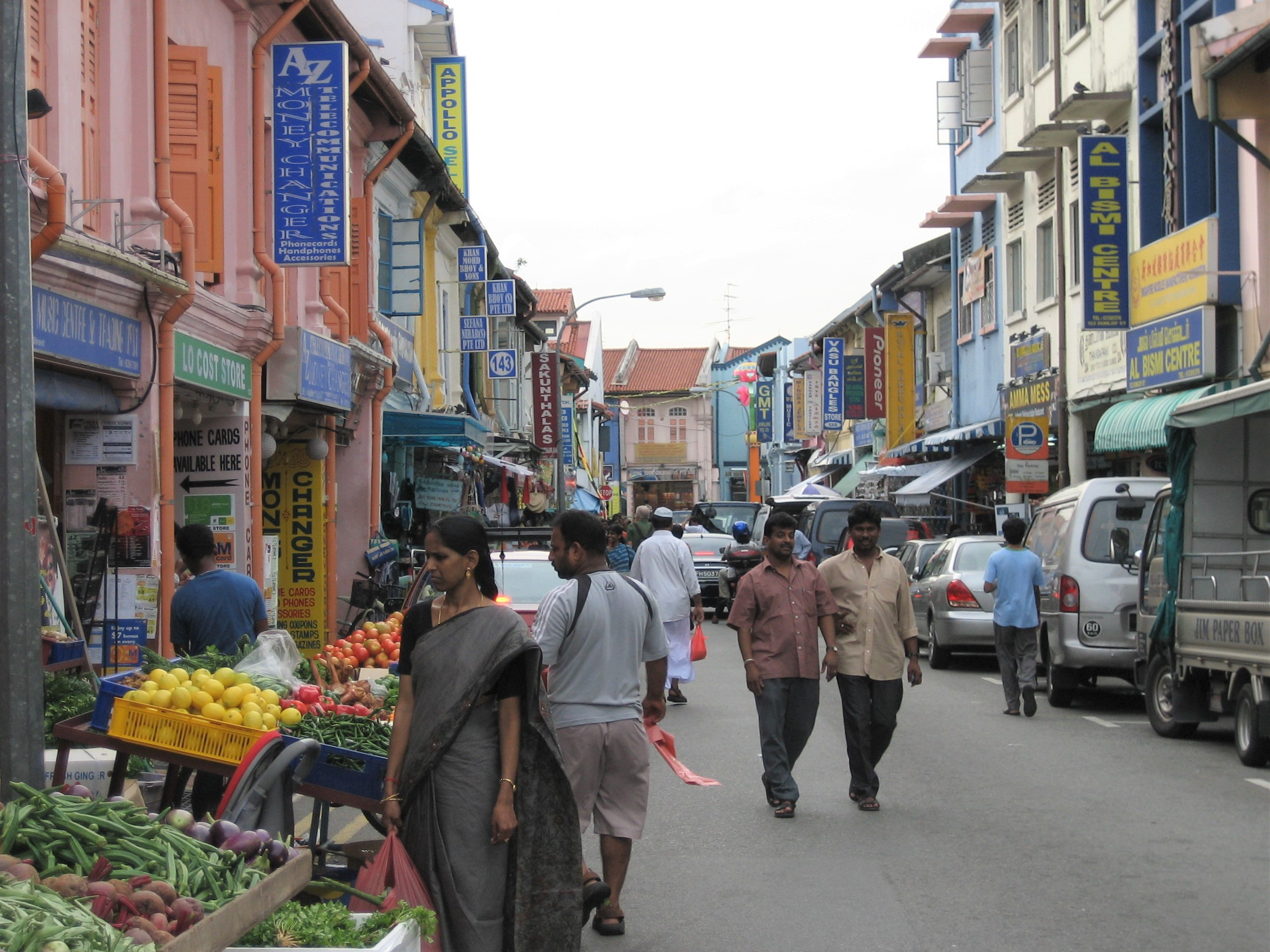
Rue Dunlop dans Little India

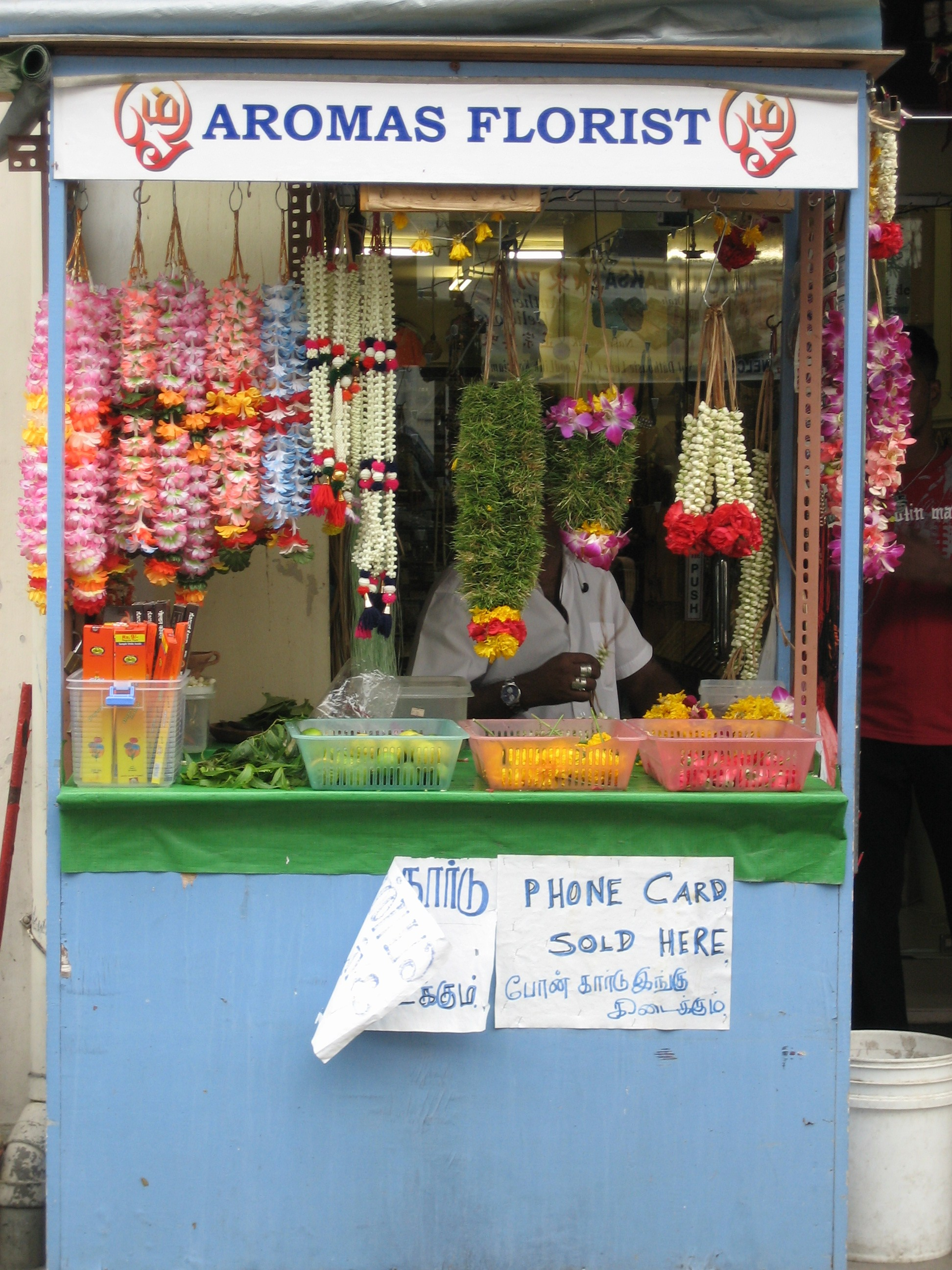
Vendeur à Little India

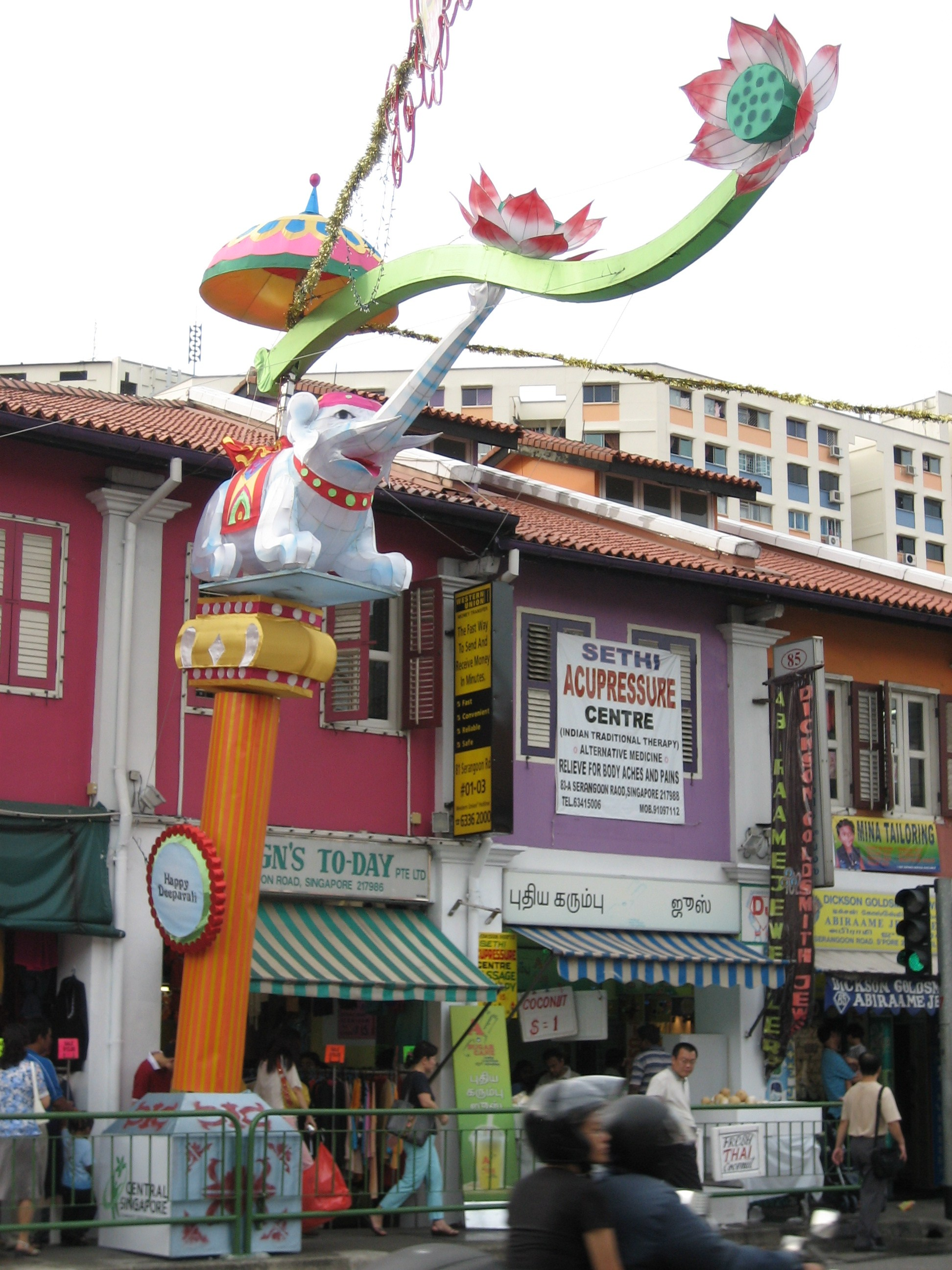
Décorations pour la fête indienne de Diwali à Little India

Avec la silhouette originale de l'Hôtel Marina Bay Sands, les gratte-ciels de son Central Business District et son « Merlion », le centre-ville (Downtown Core) de Singapour possède aujourd'hui l'une des lignes d'horizon urbaines les plus spectaculaires et reconnaissables au monde, la « vitrine » de Singapour. Situé au cœur historique développé par les Britanniques, le centre-ville a été considérablement transformé, non par la démolition des vieux quartiers, qui ont plutôt été généralement conservés, souvent grâce à la gentrification, mais par les superficies gagnées aux dépens de la mer. Presque tous les immeubles y ont moins de 15 ans et plusieurs ont été dessinés par des architectes de renommée mondiale à la suite de concours internationaux. La ville a créé dans ce secteur prestigieux un environnement dynamique, attrayant pour la population et les touristes, lieu des événements d'envergure nationale et internationale, et où l'esthétisme et la verdure sont omniprésents, dont les fameux Gardens by the Bay.
Avec les immeubles de bureaux, il y a plus de 480 gratte-ciel à Singapour, qui est la ville d'Asie du Sud-Est qui comprend le plus de gratte-ciels après Hong Kong, Shanghai, Chongqing, Pékin, Shenzhen, Canton et Bangkok.

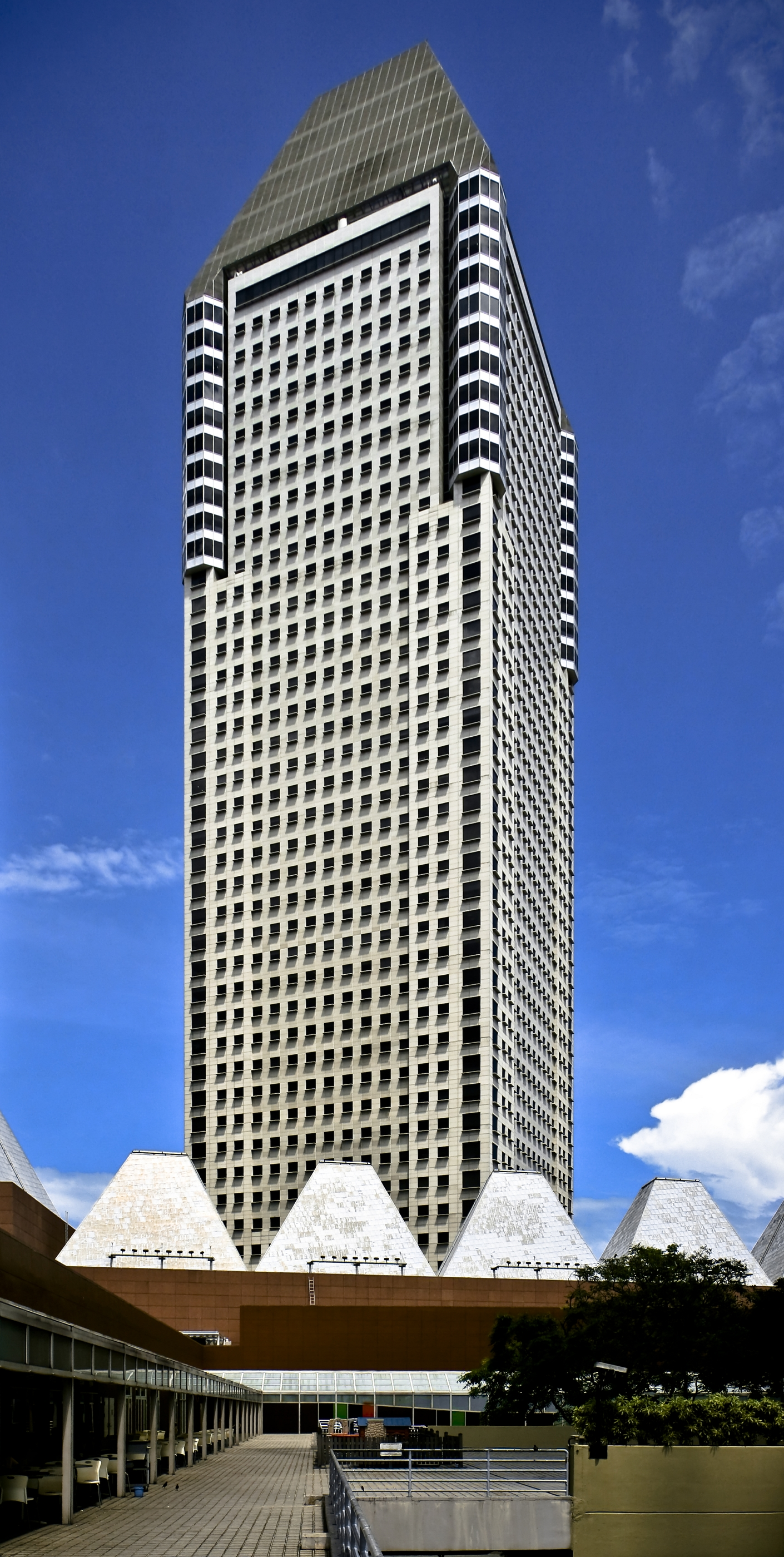
Millenia Tower.
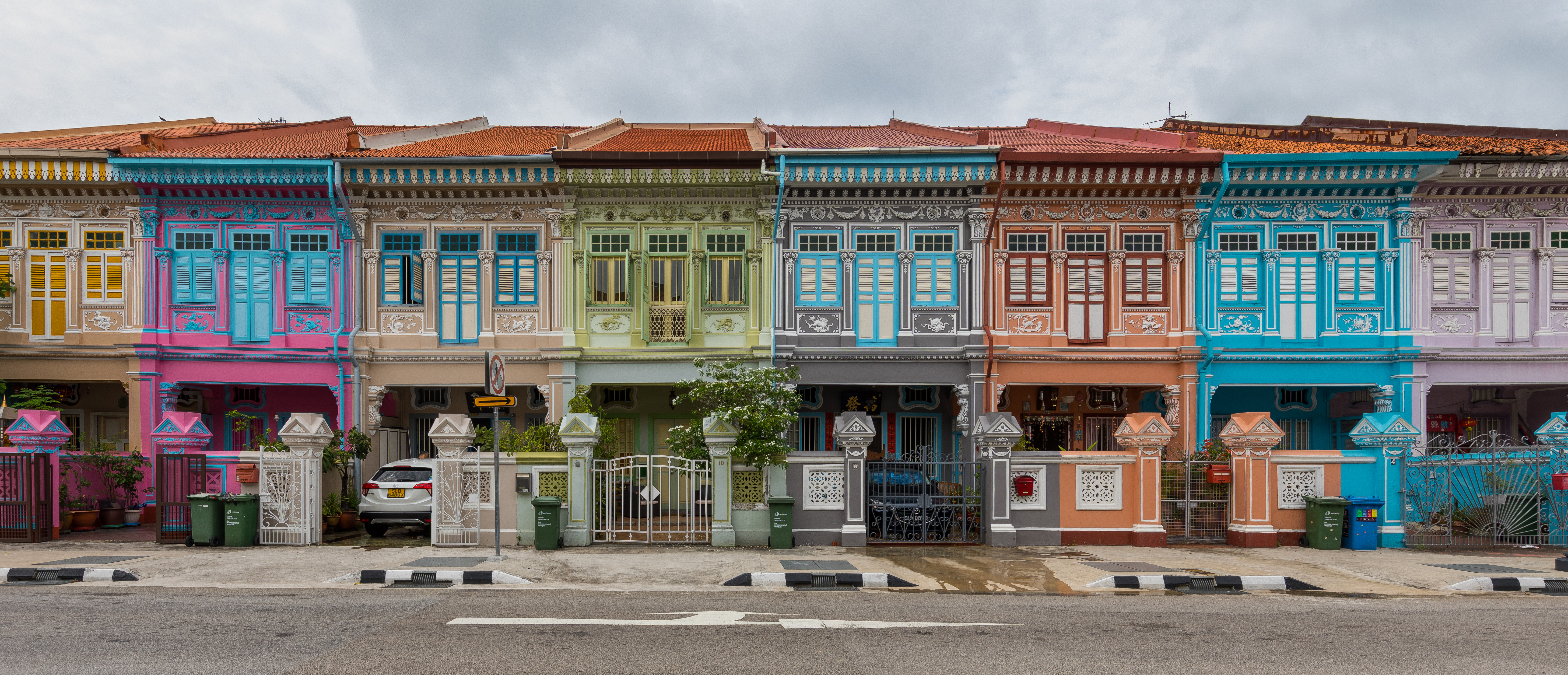
Maisons colorées à Koon Seng Road appelées « compartiments chinois » (en anglais : shophouses) de style sino-portugais

Singapour présente une grande variété de types d'habitats. La cité-État a fait construire par le Housing and Development Board (HDB), maître d'œuvre de la politique de l'habitat, des milliers de logements collectifs pour une grande partie de la population. Dans chaque bloc HDB, la mixité sociale est de règle, mais le mélange culturel est savamment dosé : les habitants sont « rangés » par immeuble en fonction de quotas ethniques. Des espaces de socialisation sont intégrés à chacun des blocs. 80 % des habitants vivent dans ces logements publics, communément appelés « HDB ». Il faut être de nationalité singapourienne ou être résident permanent (PR) pour y avoir droit. Les blocs d'habitation construits par le HDB alternent avec des tours à condominiums, des zones pavillonnaires, des maisons individuelles (même dans la City) ou des villas cossues. Les immeubles collectifs du HDB sont de bonne qualité et bien entretenus. Ils ne dépassent en général pas 25 étages.
Les plans d'urbanisme des vingt dernières années ont profondément transformé les vieux quartiers de la cité-État, en état constant de modernisation et d'épuration de l'espace urbain. Les formes architecturales des « HDB » récents sont innovantes et se comparent avantageusement avec celles des tours à condominium de luxe.

## Cité-jardin

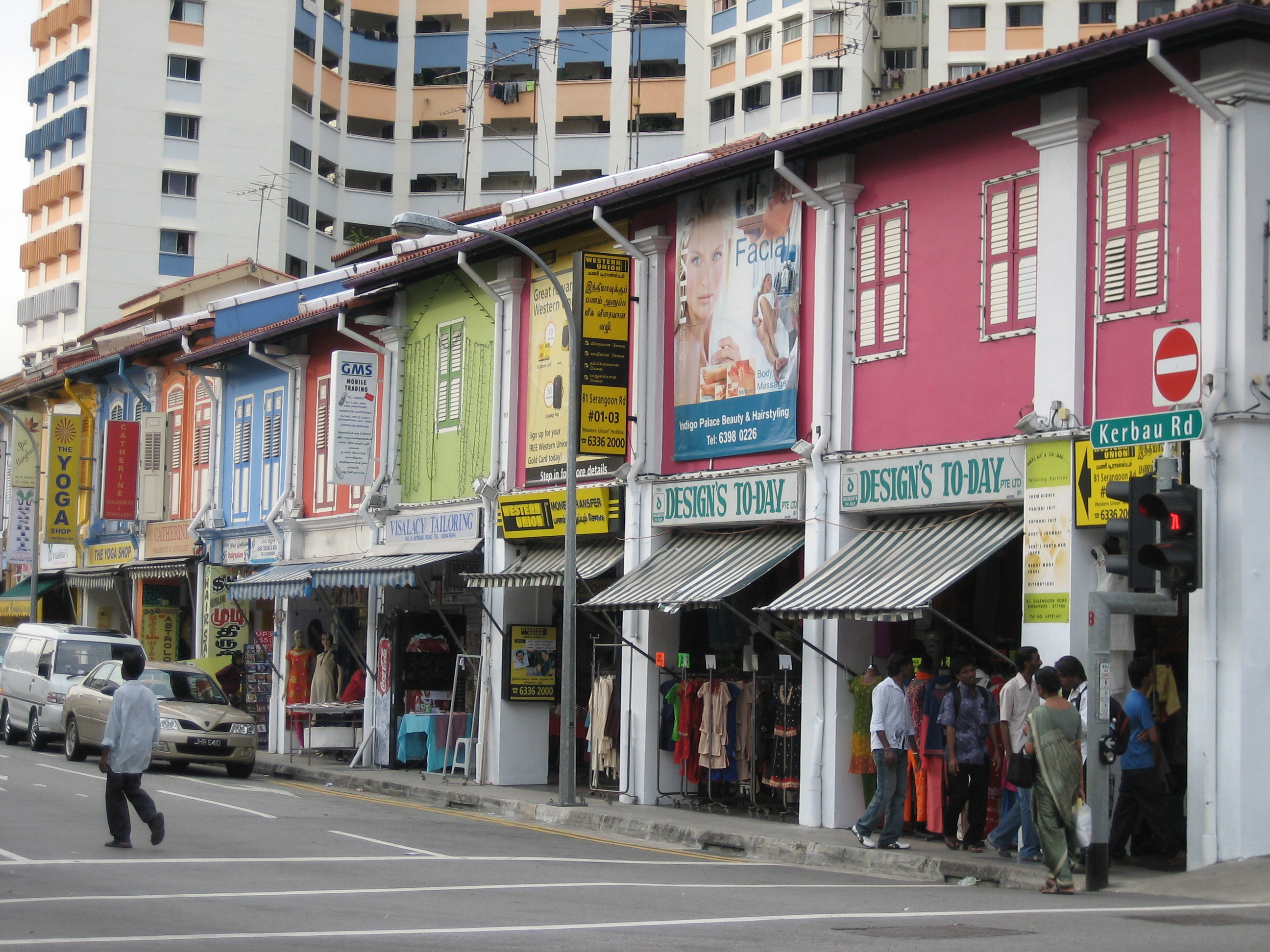
Kerbau Road dans le district de Little India

La verdure omniprésente fait partie intégrante du paysage urbain de Singapour. Selon les auteurs, les espaces verts couvrent de 47 % à 56 % de son territoire.
Le pays comporte quatre réserves naturelles et cinquante autres parcs, incluant deux jardins botaniques. À eux seuls, les parcs et espaces urbains aménagés représentent près de 28 % du territoire, une proportion en augmentation. Les zones vertes sont réparties sur l'île, parfois en pleine ville : Bukit Batok Nature Park (en), Pasir Ris Town Park, Mont Faber, Telok Banglah Heights et Pasir Panjang Park, etc.

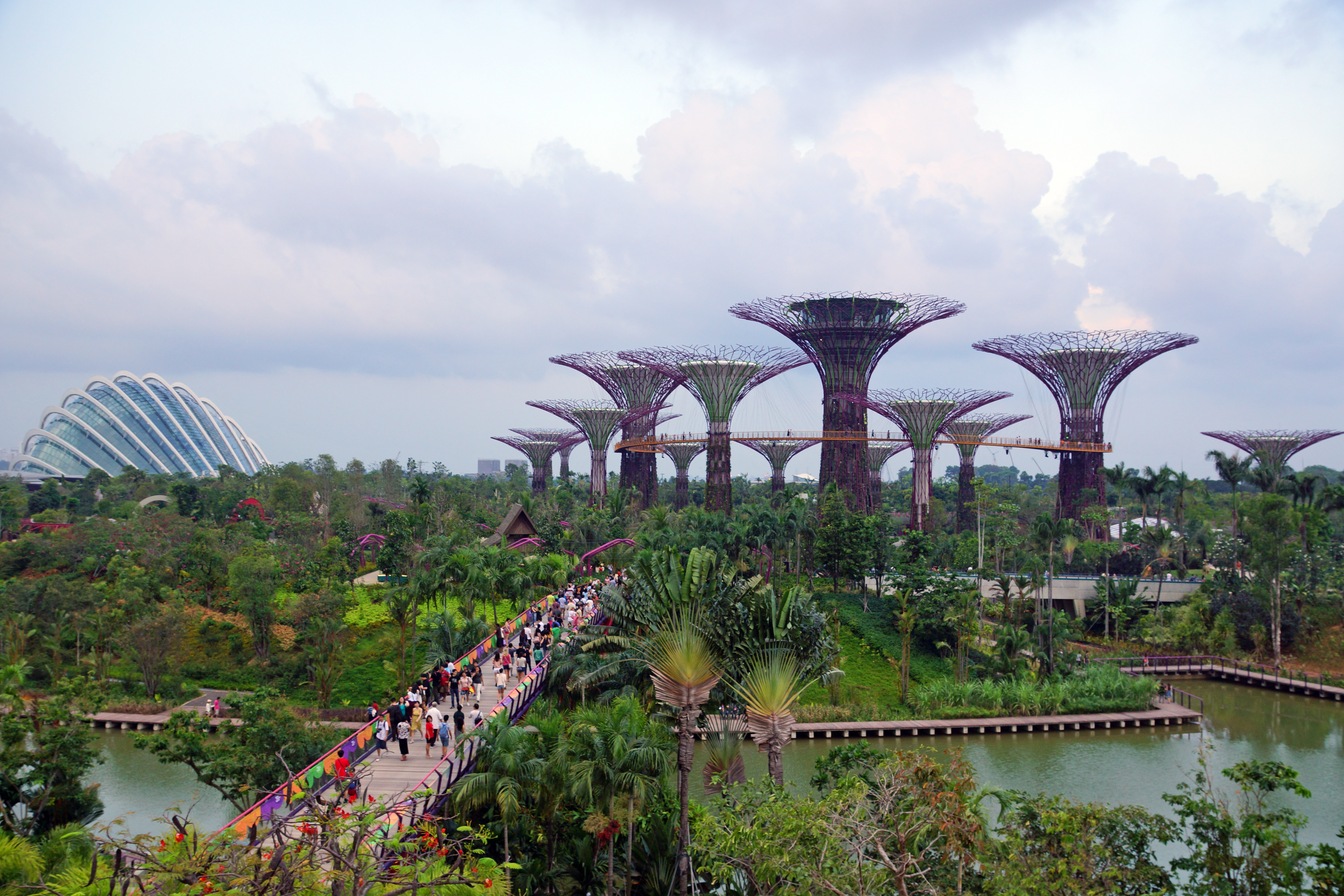
Une vue aérienne du Dragonfly Bridge à Gardens by the Bay, Singapour.

Il ne reste presque rien de la végétation indigène et de la mangrove qui entourait l'île. Quelques réserves (Bukit Timah, Sungei Buloh Wetland Reserve, entre autres) représentent ce qui reste de la forêt primaire. La partie ouest de l'île a été volontairement conservée à l'état naturel, parfois même, vidée de ses habitants. Cette politique a un triple objectif : conserver des zones naturelles, favoriser les captages et les réservoirs d'eau douce, et enfin, il s'agit d'un terrain idéal pour l'entrainement des forces armées singapouriennes à la guerre de jungle.
Les zones vertes de l'île servent d'habitat à un certain nombre d'animaux en liberté. On peut y observer par exemple des varans (notamment dans le détroit de Johor et au Chinese Garden), des serpents (couleuvres) et lézards (scinques et ocellés), des tortues d'eau et des singes.

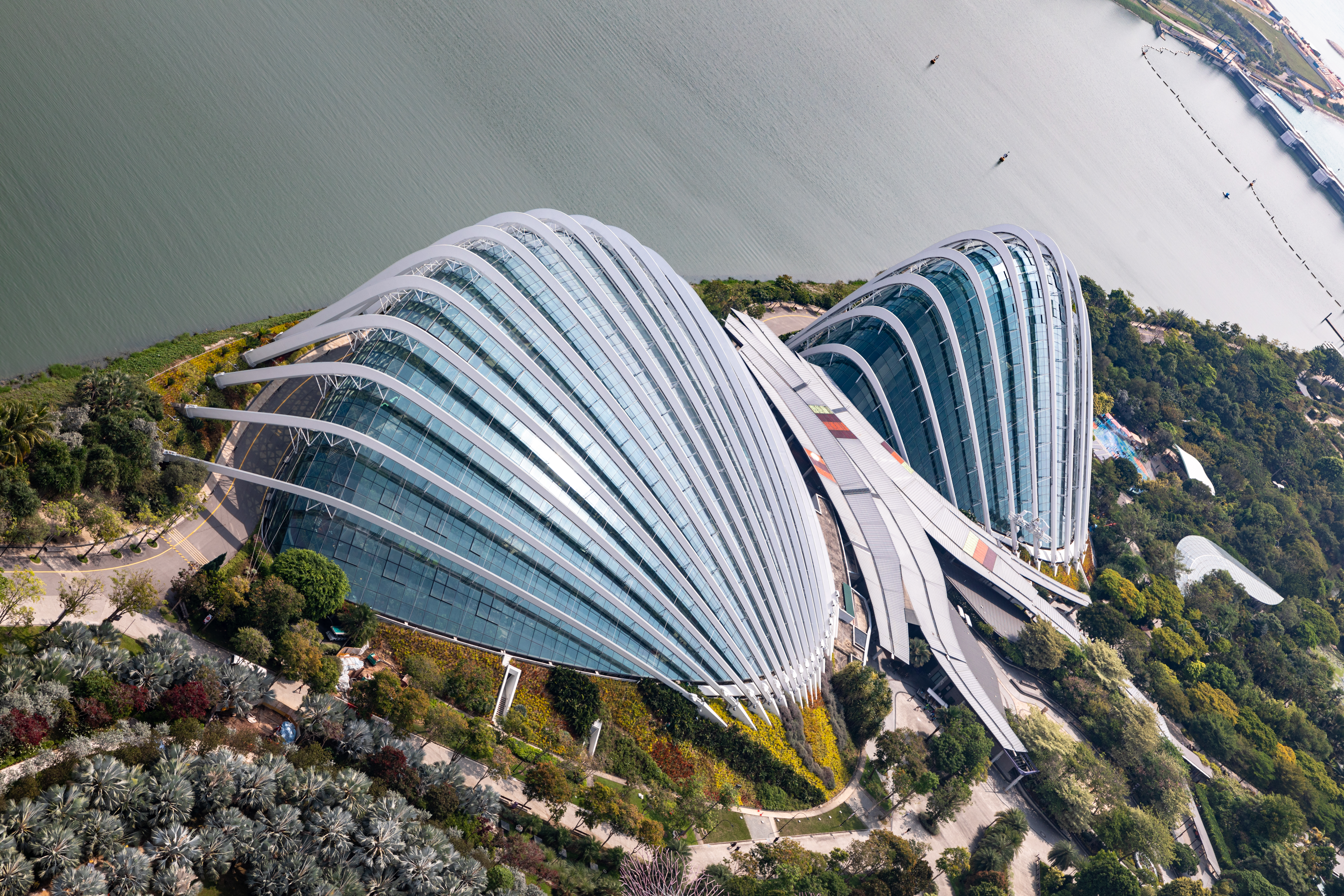
Vue aérienne des dômes floraux à Garden by the Bay.

Depuis quelques années, la cité-État se transforme rapidement en « ville biophilique dans un jardin » (biophilic City in a Garden),. Afin de fournir un cadre de vie agréable à ses citoyens, elle continue de réintégrer la nature au sein du tissu urbain. Certains auteurs y voient un parallèle avec l'image idéalisée des anciens kampungs.
La cité-État abrite également le Gardens by the Bay, parc naturel urbain comptant au total plus de 50 millions de visiteurs en 2021. Selon un palmarès 2022 du site anglophone HouseFrech qui a agrégé les avis de dizaine de milliers de touristes, il est désigné plus beau jardin du monde, devant le Jardin Majorelle de Marrakech et le Jardin du Luxembourg de Paris,,.

## Gestion de l'eau
Les rivières sur l'île sont rares et à faible débit. Pays sous stress hydrique, Singapour a adopté des stratégies de gestion de l'eau qui constituent un modèle à suivre. Sa « Politique pour de l'eau pour tous » fait la promotion des « 3R » : réduction, réutilisation, recyclage. Singapour est en voie de devenir autosuffisante avant 2060 grâce à sa stratégie des « Four National Taps » :
- captation des eaux de pluie vers des réservoirs d'eau douce au moyen de réservoirs disséminés sur tout le territoire de l'île[72]. De trois en 1965, totalement naturels (Upper Seletar Reservoir, MacRitchie Reservoir, Bedok Reservoir, etc.), leur nombre atteint 17 en 2019. Presque tous ces nouveaux réservoirs ont été aménagés en fermant les estuaires de certaines rivières (Tengeh Reservoir, Kranji Reservoir, Seletar Reservoir, Punggol Serangoon Reservoir, etc.). D'ici peu, ils combleront 20 % des besoins nationaux[70] ;
- eau recyclée hautement purifiée appelée NEWater[73], technologie innovante de réutilisation des eaux usées lancée en 2003 avec, notamment, la participation du groupe français Veolia. Il s'agit, entre autres, du retraitement et du recyclage des eaux usées. Les 5 usines NEWater de traitement des eaux usées comblent 100 % des besoins du secteur industriel et, par des canalisations séparées, jusqu'à 40 % des besoins domestiques. En 2060, NEWater devrait fournir 55 % de la demande en eau de Singapour ;
- eau de mer désalinisée[74] : les trois usines de désalinisation de l'eau de mer fournissent 30 % de l'eau douce ; deux autres usines entreront en service au cours de 2020 ;Lo Cost Store à Little India

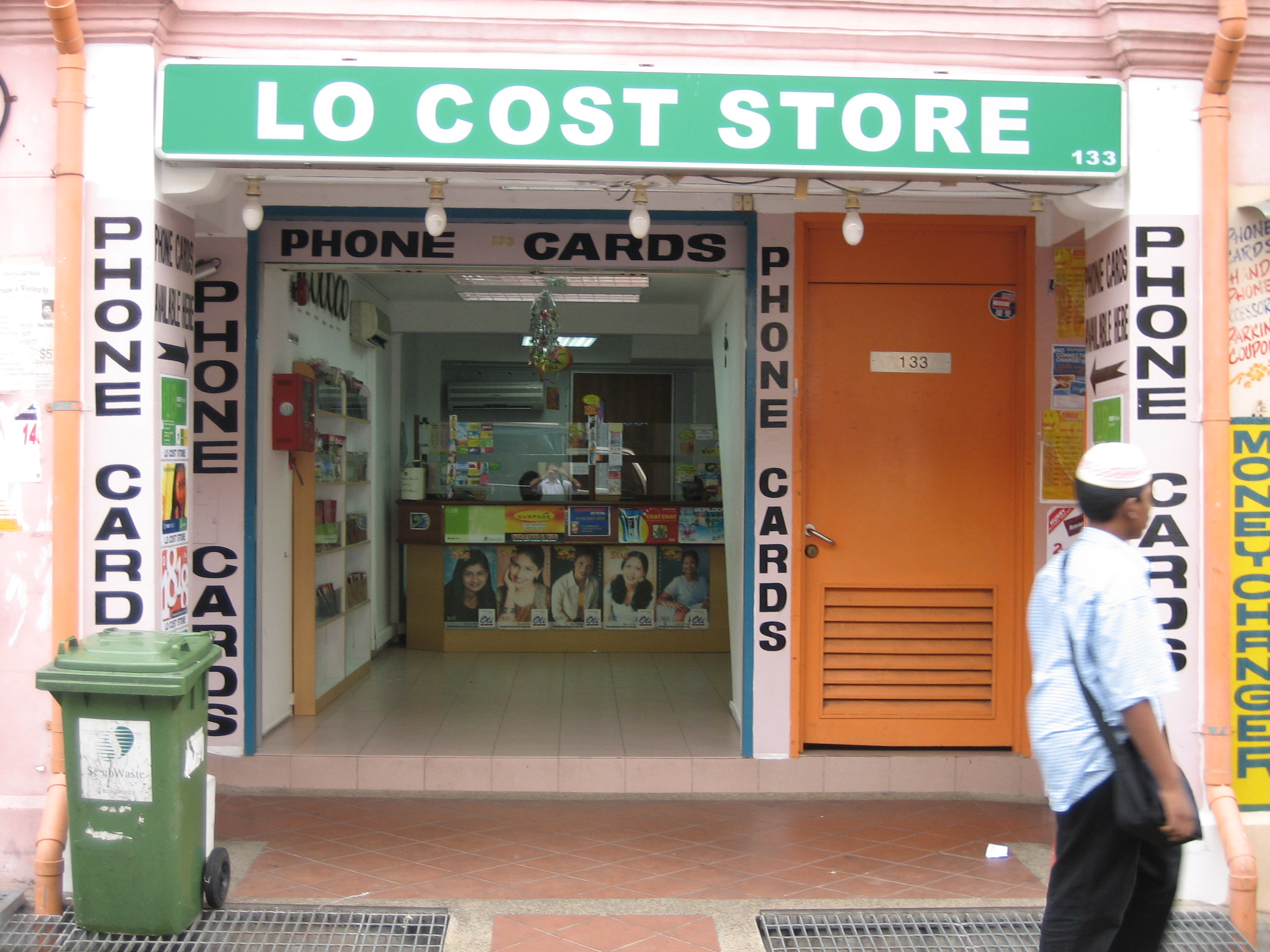
Lo Cost Store à Little India

- eau importée de la Malaisie, acheminée par pompage de réservoirs et rivières malaisiennes, comblant 40 % des besoins[69].

## Politique

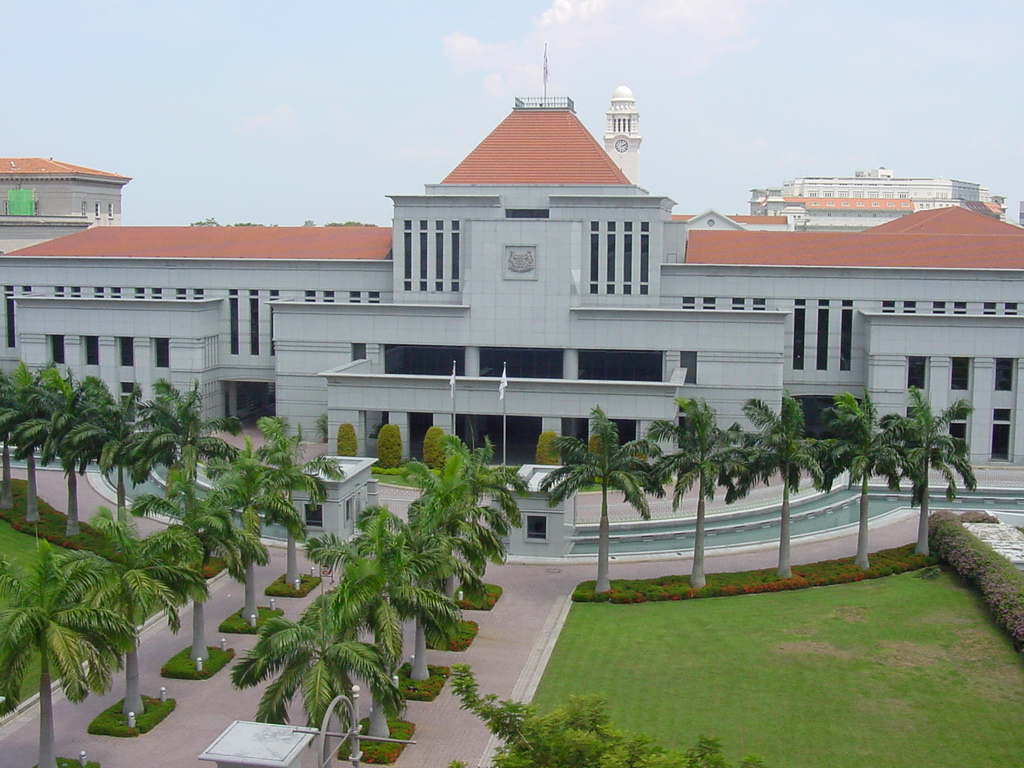
Le Parlement de Singapour.

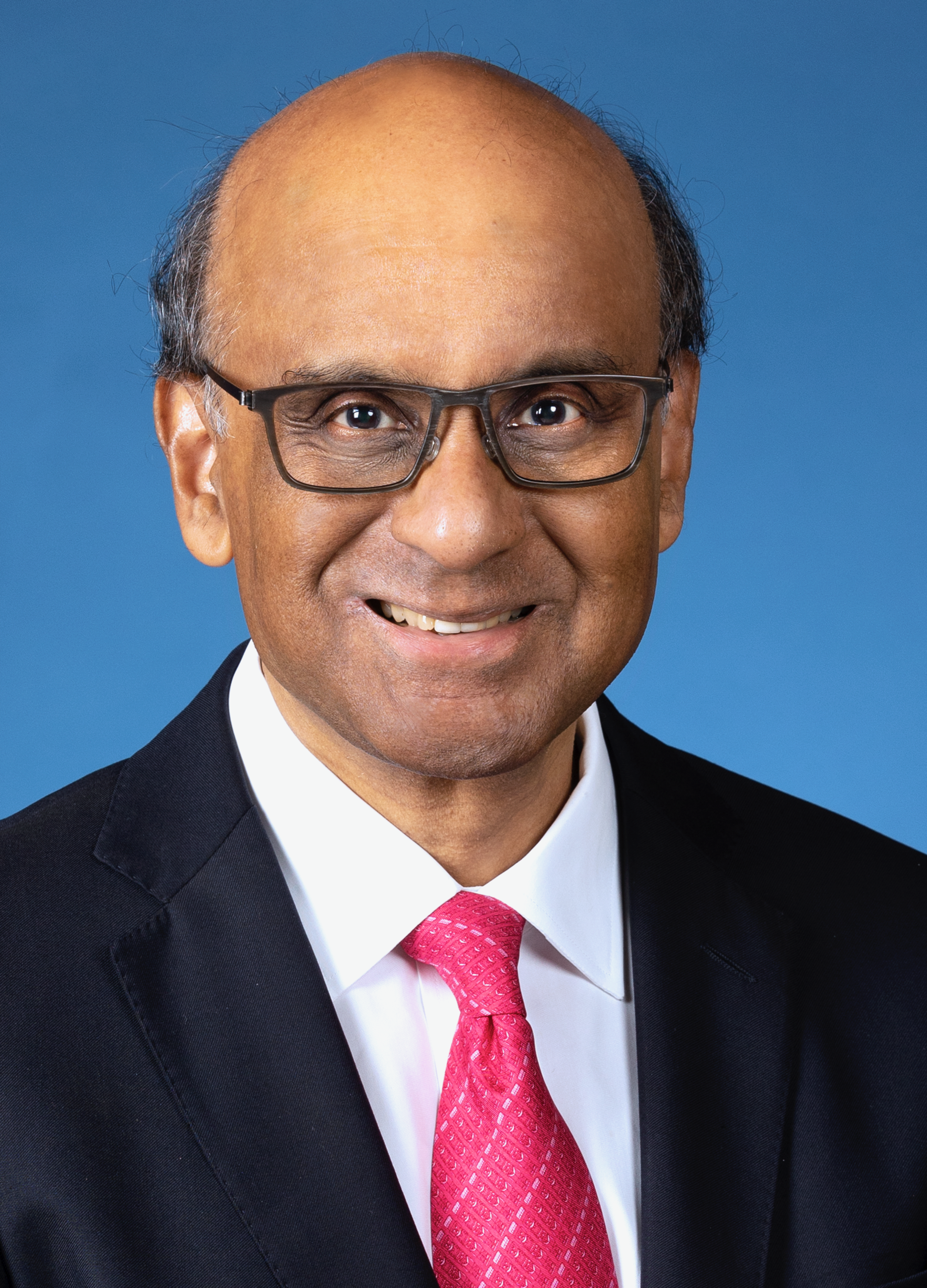
Tharman Shanmugaratnam, président de Singapour depuis 2023.

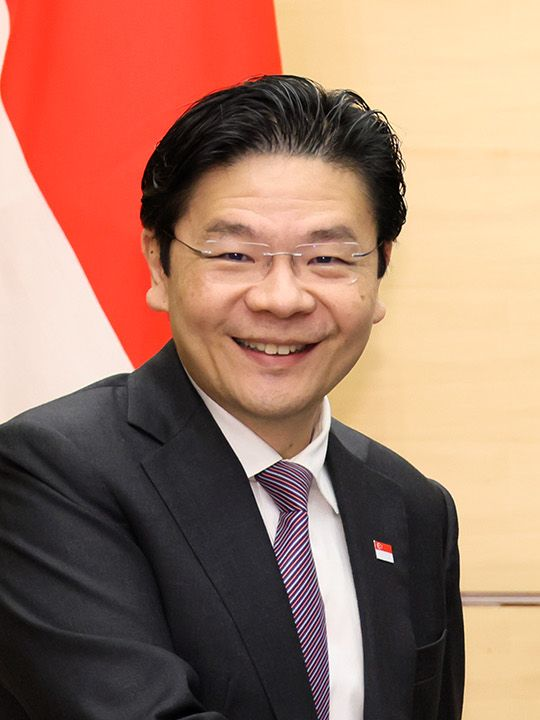
Lawrence Wong, premier ministre de Singapour depuis 2024.

La Constitution singapourienne est inspirée par le parlementarisme britannique, cependant le Parlement de Singapour est unicaméral : c'est l'unique pouvoir législatif de Singapour. Il comprend cent-trois membres pour un mandat maximum de cinq ans. Le premier ministre est le chef du gouvernement et de l’exécutif et est le chef du parti ayant, selon le président de la République, la confiance de la majorité des députés dans la législature qui suit des élections générales. Le président de la République de Singapour est le chef d'État et, suivant les conventions du système de Westminster, n'a qu'un rôle symbolique. Le Dr Benjamin Henry Sheares (1907-1981) a été président de la République du 2 janvier 1971 jusqu'à sa mort, le 12 mai 1981.
Dans les faits, le Parti d'action populaire (PAP) domine la politique singapourienne depuis l'indépendance. L'aile progressiste du parti a été éliminée en 1963 lors de l'opération « Coldstore ». En 1988, une deuxième purge, l'opération « Spectrum », vise diverses personnalités (militants politiques, syndicalistes, avocats, étudiants, intellectuels...) accusées de « conspiration marxiste ». Le mode de gouvernement se rapproche plus de l'autoritarisme que d'une démocratie multipartiste. Ce système n'est guère contesté par la population, qui accepte la forte restriction des libertés politiques en échange d'un niveau de vie élevé.
Depuis 1965, seulement quatre premiers ministres, tous membres du PAP, se sont succédé : Lee Kuan Yew, le père du Singapour moderne jusqu'en 1990, Goh Chok Tong de 1990 à 2004, Lee Hsien Loong, le fils de Lee Kuan Yew, de 12 août 2004 à 2024, et enfin Lawrence Wong depuis 2024. Quant au président, théoriquement élu au suffrage universel direct pour un mandat de six ans, sa réélection le 17 août 2005 n'en était pas vraiment une, car elle s'est faite sans vote : en effet, Sellapan Ramanathan était le seul candidat au jour de l'élection, les autres candidats ayant été disqualifiés parce qu'ils ne remplissaient pas les critères nécessaires mis en place par le gouvernement et incluant l'obligation d'avoir eu un poste important dans le service public. L'actuel président, Tharman Shanmugaratnam, a été élu le 1er septembre 2023.
Le pays est dirigé par une oligarchie constituée de patrons, chefs syndicaux, politiciens et hauts fonctionnaires qui, parfois, passent d’une fonction à l’autre. Lee Kuan Yew affirmait en 1966 que « la survie de Singapour dépend de cent cinquante personnes. » 
Singapour est membre de l'ASEAN (Association des nations d'Asie du Sud-Est) et elle est couverte par les Five Power Defence Arrangements en cas d'agression contre elle.
Du fait de son système politique autoritaire un seul syndicat existe à Singapour, le National Trades Union Congress, lié au régime. Son secrétaire général est aussi, en 2023, député du Parti d'action populaire (PAP), le parti-État. Le rôle du syndicat, selon ses propres mots, est « d’éviter l’escalade » et d'« apporter la stabilité à laquelle aspire la population ». Le droit de grève est inscrit dans la Constitution mais impossible à exercer, les travailleurs s'y risquant étant incarcérés.
La loi autorise le gouvernement à nommer directement les membres des conseils d'administration et les rédactions en chef des grands médias. La loi sur la protection contre les mensonges et la manipulation de 2019 permet de faire considérer comme un « mensonge » toute interprétation d'un fait déplaisante pour le pouvoir. Les militants contre la peine de mort sont particulièrement visés.

### Défense
Importante base britannique jusqu'en 1971, Singapour dispose, avec les Forces armées de Singapour, d'une armée moderne. Sur ses 4,5 millions d'habitants, 250 000 sont mobilisables en moins de 24 heures.
La défense est assurée principalement par une importante force aérienne de dissuasion. Les nouveaux appartements sociaux sont pourvus d'un abri antiaérien doublé d'une porte blindée. Les forces terrestres sont constituées par des unités légères de commandos organisées sur le modèle britannique des Malayan Scouts (une variante des SAS) qui ont combattu avec succès lors de l'insurrection communiste de Malaisie menée principalement par ses immigrants chinois. La marine de Singapour (Republic of Singapore Navy) a pour mission principale la défense des lignes de communication maritime du pays (principalement contre les actes de piraterie).
En 2009, le budget militaire atteignait 8,4 milliards d'euros, soit 5 % du produit intérieur brut, l'un des pourcentages les plus forts de la planète.
La cité-État a signé en 1971 l'accord des Five Power Defence Arrangements avec le Royaume-Uni, l'Australie, la Nouvelle-Zélande, la Malaisie et compte sur l'appui de ses partenaires de l'ASEAN.
Depuis les années 1990, Singapour a également signé un accord avec la France, permettant l'installation d'un escadron d'avions d'entraînement A4 Skyhawk sur la base aérienne de Cazaux (BA 120) dans le sud-ouest de la France, afin de bénéficier de plus d'espace aérien pour former leurs pilotes de chasse, qui y résident en permanence avec leurs familles. Depuis 2012, cet escadron est transformé sur Aermacchi M-346.
Un mémorandum de 1990 autorise les forces armées des États-Unis à utiliser la Paya Lebar Air Base (en) et la base navale de Sembawang (en). Celle-ci abrite depuis juillet 1992 un important centre logistique de l'US Navy.
En opérations extérieures, outre des missions de maintien de la paix, de petites unités singapouriennes ont participé à la coalition militaire en Irak de décembre 2003 à décembre 2008 et ont participé à la guerre d'Afghanistan depuis 2007.
La police de Singapour comporte un contingent de Gurkhas, unité spéciale d'environ 2 000 hommes chargée de surveiller certains bâtiments ou événements particuliers.

### Législation

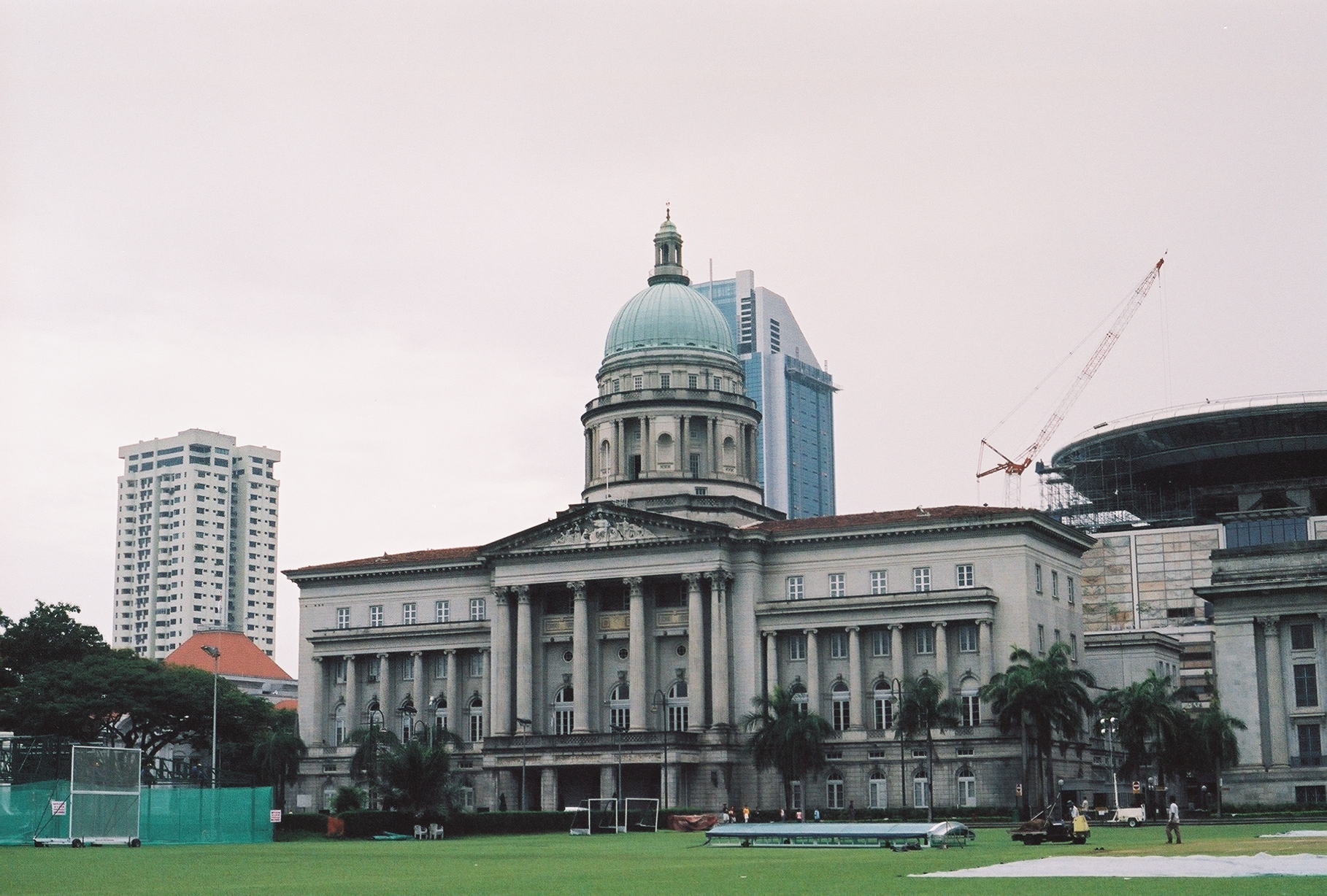
Ancien bâtiment de la Cour suprême de Singapour (le New Supreme Court Building est à droite de l'image).

Les lois sur le comportement social sont réputées très strictes. Le maintien de l'ordre est assuré par un corps de police dont la plus grande partie des membres agit en civil, facilitant ainsi la surveillance. La législation est d'ailleurs appliquée strictement tant aux nationaux qu'aux étrangers. En 2020, le taux de criminalité de Singapour demeure parmi les plus bas du monde.
La peine de mort est légale et régulièrement appliquée.
Singapour est également reconnu internationalement pour appliquer très régulièrement et avec la plus grande rigueur des coups de canne comme châtiment pour un grand nombre de délits. Ces délits incluent, entre autres, de faire des graffitis et, pour un touriste étranger séjournant à Singapour, de dépasser le nombre maximal autorisé de 90 jours sur le territoire.

### Propreté
- De lourdes contraventions sont infligées aux gens qui jettent des papiers et déchets (y compris les mégots de cigarette), qui crachent ou qui urinent dans les lieux publics, ce qui est passible d'une amende de 1 000 S$[82].
- Manger, boire, ainsi que transporter des durians ou des bidons d'essence, est interdit dans les bus et le métro de Singapour (MRT pour « Mass Rapid Transit ») et passible d'une amende d'environ 500 S$.
- La vente de chewing-gum a été interdite[83] en 1992, mais pas l'usage. Cependant, depuis mai 2004, date d'un accord commercial avec les États-Unis, seule la délivrance de ce produit pour des usages médicaux ou dentaires est désormais autorisée, pourvu que le client en pharmacie présente un document d'identité et, pour les chewing-gums à la nicotine, un certificat médical.

### Ordre et contrôle des mœurs

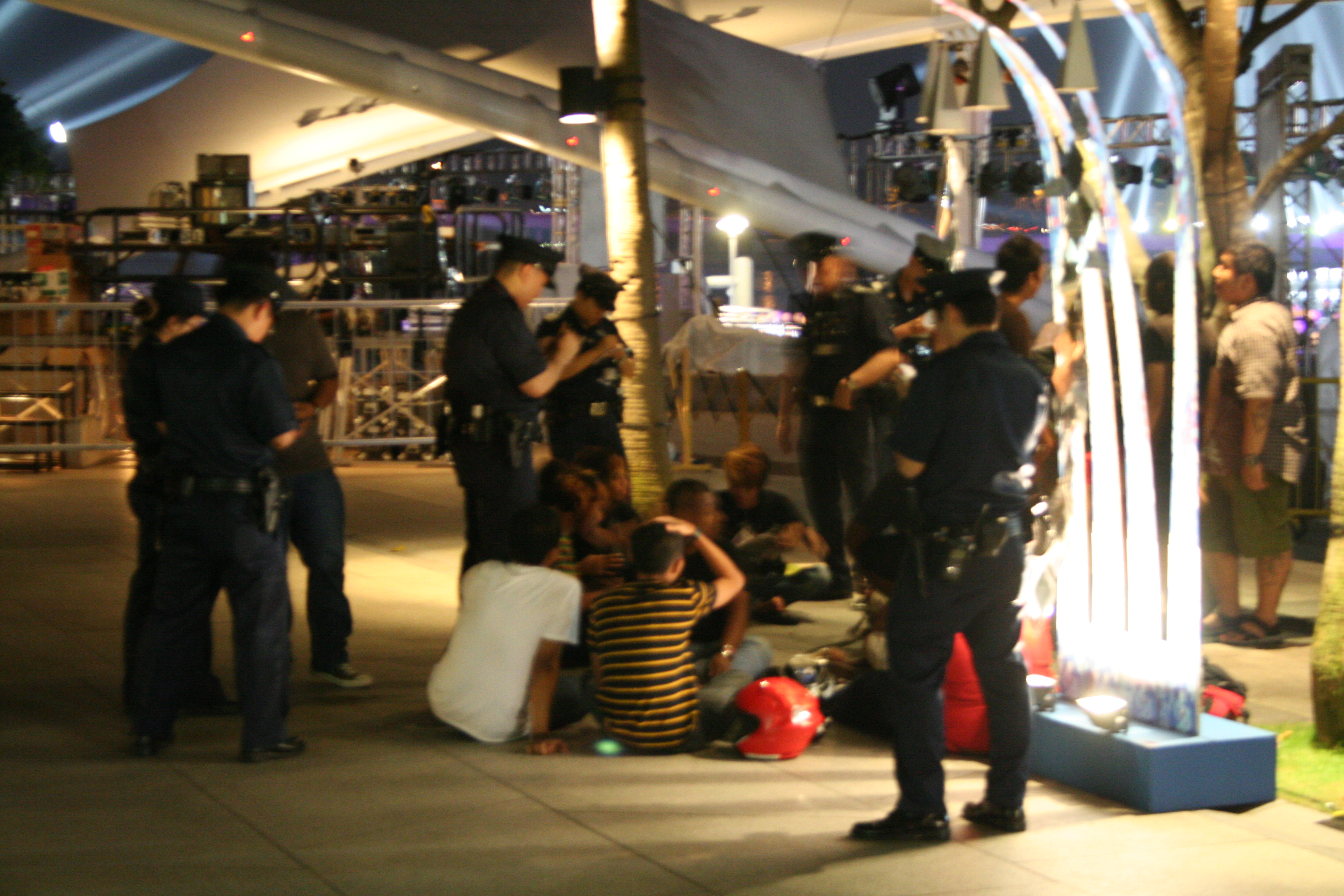
Contrôles d'identités lors de la nuit du 31 décembre 2006.

Les manifestations sans autorisation et les grèves sont interdites.
L'autocensure règne à Singapour où les rapports avec les autorités s'apparentent à une « danse », pour citer Alvin Tan (en), le directeur artistique du Necessary Stage, un théâtre qui a montré des dizaines de pièces touchant à des questions sensibles comme la peine de mort et la sexualité.
La censure y est pratiquée :
- certains magazines et journaux tels que le Far Eastern Economic Review accusé d'avoir diffamé en 2006 l'actuel premier ministre Lee Hsien Loong[85], ont vu leurs distributions restreintes, tandis que les journaux malaisiens sont, eux, strictement interdits à Singapour et réciproquement ;
- Internet est placé sous le contrôle du Media Development Authority (anciennement sous celui de l'Autorité audiovisuelle de Singapour, la Singapore Broadcasting Authority, ou SBA) qui peut exiger des opérateurs qu'ils bloquent l'accès aux sites proposant des contenus « portant atteinte à la sécurité publique, à la défense nationale, à l'harmonie raciale et religieuse, et à la morale publique ». Les FAI, dont les activités sont soumises à l'obtention d'une licence, doivent par ailleurs installer des systèmes de filtrage au travers desquels doivent passer les connexions Internet locales. Ce filtrage touche certes majoritairement les sites pornographiques, mais il s'étend également aux publications politiques, surtout en période électorale[86] ;
- la possession d'antennes paraboliques est interdite. Seule la télévision par câble est autorisée ;
- certains objets d'ordre politique ou pouvant nuire à l'« harmonie religieuse et culturelle » du pays sont interdits ;
- la pornographie est interdite ; les représentations d'ordre sexuel sont très restreintes : Playboy et d'autres magazines pour adultes sont interdits. En général, les films qui comportent des scènes de nudité, d'érotisme ou de violence sont classés « R » (pour « Restricted ») ;
- les films évoquant l'homosexualité peuvent être interdits aux moins de 18 ans, voire de 21 ans[87].

Certaines pratiques sexuelles désignées par le gouvernement comme « contre nature » sont illégales bien qu'elles soient tolérées. Il s'agit en fait de l'héritage de lois britanniques de l'époque victorienne n'ayant pas été révoquées après l'indépendance (une nouvelle législation annulant les lois anti-sodomie est entrée en vigueur le 17 septembre 2007 mais est limitée aux hétérosexuels). On y trouve la pratique du sexe oral si elle n'est pas suivie de pénétration vaginale et l'homosexualité masculine était interdite dans le pays jusqu'en novembre 2022. L'homosexualité féminine, d'après le Code pénal singapourien, semble tolérée. Dans l'ensemble, la société serait donc plus tolérante que ses lois. La rigueur de cette législation est d'autant plus surprenante que Singapour est une ville ouverte aux influences extérieures puisqu'une communauté gay influente y est organisée.
La prostitution est autorisée uniquement dans certains districts.
Le comportement vis-à-vis des femmes, notamment en public, ne doit jamais être équivoque. Sur simple dénonciation, la police peut procéder à des arrestations pour « exhibition sexuelle ». Les cas se sont récemment multipliés, et plusieurs Européens de passage se sont retrouvés bloqués pour ce motif à Singapour pour une quinzaine de jours avant leur comparution devant le tribunal.
Les lois anti-drogues sont très strictes :
- Singapour recourt aux châtiments corporels pour punir le trafic de drogue. Quiconque pris en possession de plus de 13–14 g d'héroïne, 28 g de morphine ou 480 g de cannabis est passible de la peine de mort. De 1991 à 2005, 420 personnes ont été pendues à Singapour, majoritairement pour trafic de drogue, selon un rapport d'Amnesty International. Le nombre d'exécutions capitales par habitant est le plus élevé du monde[90] ;
- la possession d'ustensiles permettant la consommation de drogue (pipes, seringues, etc.) est également interdite[82] ;
- des contrôles peuvent même être effectués à l'entrée dans le pays (test d'urine confirmé par un test sanguin). En cas de test positif, la personne est réputée avoir consommé de la drogue sur place[82].

Le principe de tolérance zéro pour le trafic de drogue défendu par Singapour rend la peine capitale quasi obligatoire au-delà de certains seuils – 500 grammes pour le cannabis et 15 grammes pour l’héroïne – les juges ne pouvant imposer des sentences plus modérées. L’ONG Human Rights Watch a reproché au gouvernement singapourien d’être « en complet décalage avec les concepts fondamentaux des droits humains, de proportionnalité des sanctions pénales et de justice ». Les avocats défendant les condamnés à mort sont régulièrement harcelés ou frappés d’amendes dissuasives, voire exclus de la profession.
Deux casinos accueillent les touristes étrangers, mais les Singapouriens doivent payer un droit d'entrée de 100 $, censé décourager la passion du jeu.

## Économie
Singapour est, avec la Corée du Sud, Taïwan, et Hong Kong, l'un des quatre « dragons » d'Asie comme l'on qualifie ces pays alors en pleine croissance économique dans les années 1980. Elle possède une économie prospère et moderne, caractérisée par un environnement ouvert, des prix stables et un des PIB les plus élevés par habitant au monde (72 794 $ américains en 2021).
L'économie singapourienne est tournée vers les exportations et s'appuie pour cela sur le deuxième plus grand port à conteneurs du monde (derrière Shanghaï). L'activité industrielle et les technologies nouvelles représentent, en 2023, près du quart du PIB. Mais Singapour est aussi de longue date un paradis fiscal pour attirer les investissements étrangers (près de 200 milliards de dollars américains en 2022), au point d'être devenue la première place financière de la planète,,.
L'économie de Singapour repose en partie sur le travail de centaines de milliers d'ouvriers étrangers. Si le niveau de vie des détenteurs de la nationalité singapourienne et des résidents permanents, les seuls à être pris en compte dans les statistiques, est parmi les plus élevés de la planète, celui des immigrés (40 % de la population active) n'a rien d'enviable. La plupart d'entre eux, les non-qualifiés, vivent dans des conditions misérables. Ils habitent des baraquements-dortoirs, parfois alignés sur des centaines de mètres et encerclés de barbelés. Il leur est interdit de faire venir leur famille ou de se marier avec un Singapourien.
Employés principalement dans le secteur industriel et dans la restauration, ou comme domestiques pour les femmes, ils sont soumis à une grande quantité d'heures supplémentaires le plus souvent gratuitement et sans jours de repos. La loi prévoit théoriquement une journée de repos obligatoire par semaine mais permet à l'employeur de supprimer ce jour si le travailleur est d'accord. En cas de refus, ils s'exposent à la perte de leur emploi et à l'expulsion. Ils ne peuvent par ailleurs prétendre à aucun salaire minimum.

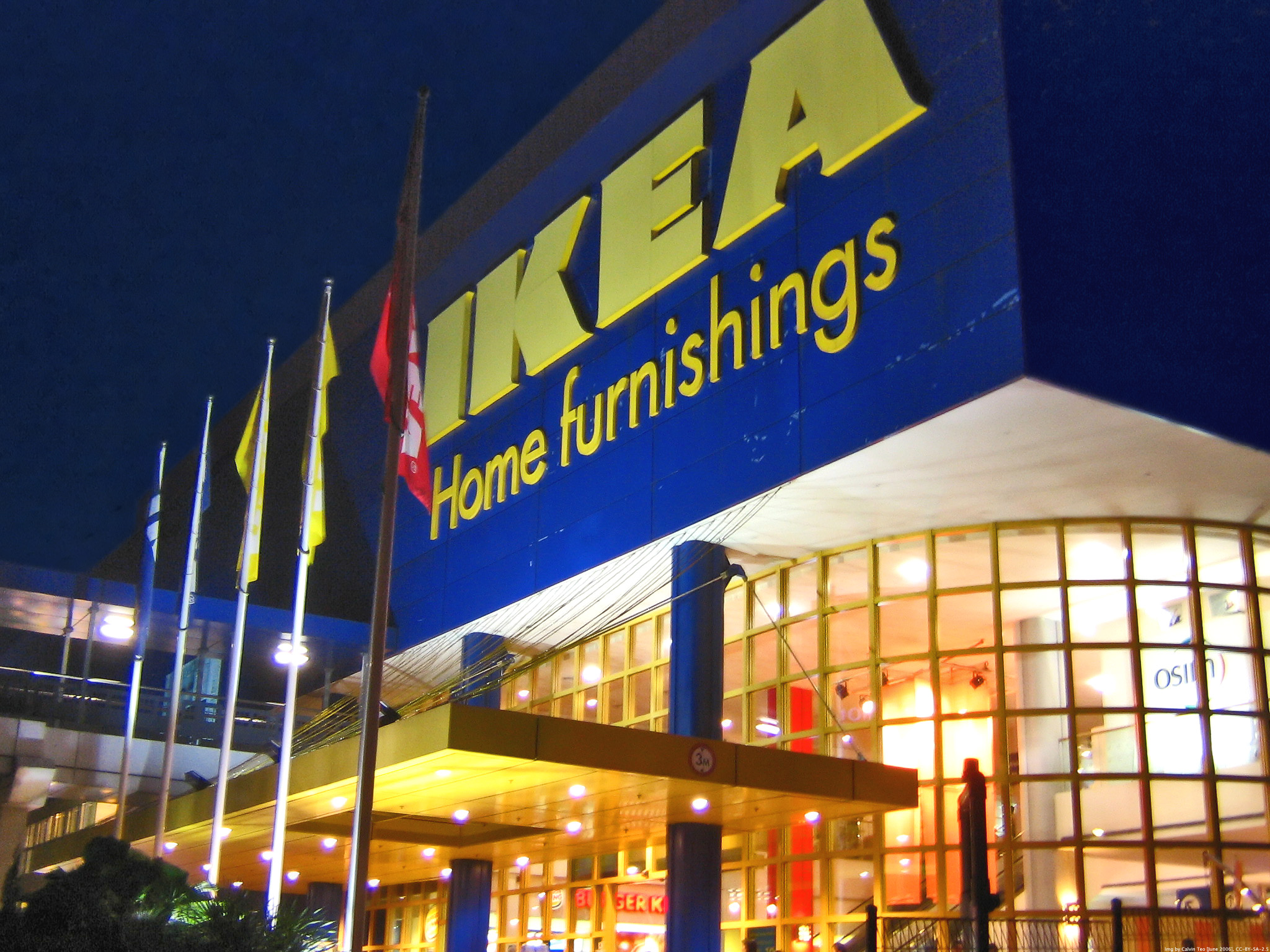
Un des magasins Ikea de Singapour, symbole de l'ouverture économique du pays.
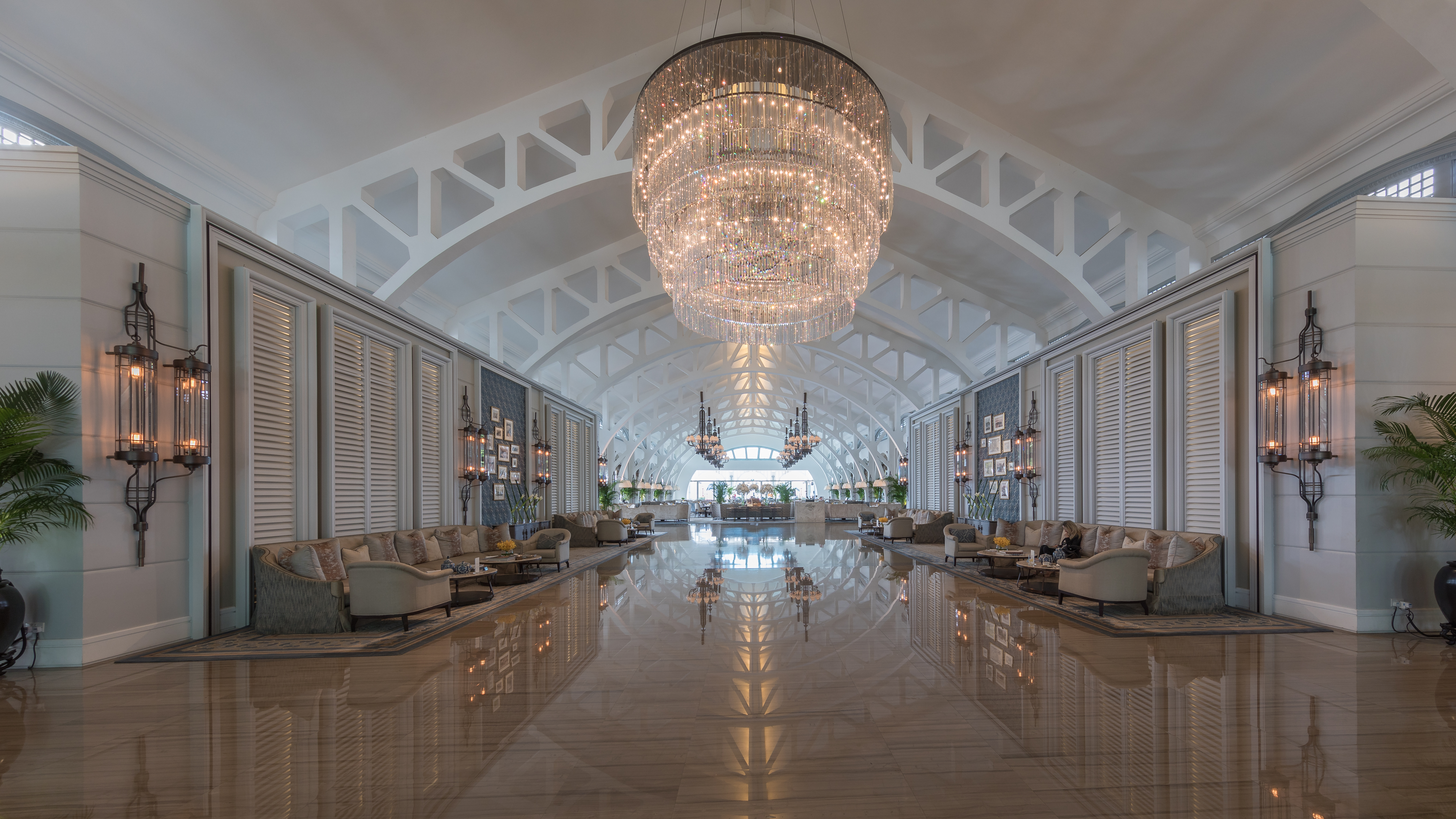
Vue symétrique du spacieux hall salon avec sofas et énorme luminaire se réfléchissant au sol, à l'hôtel The Fullerton Bay, Singapour. Juin 2018.
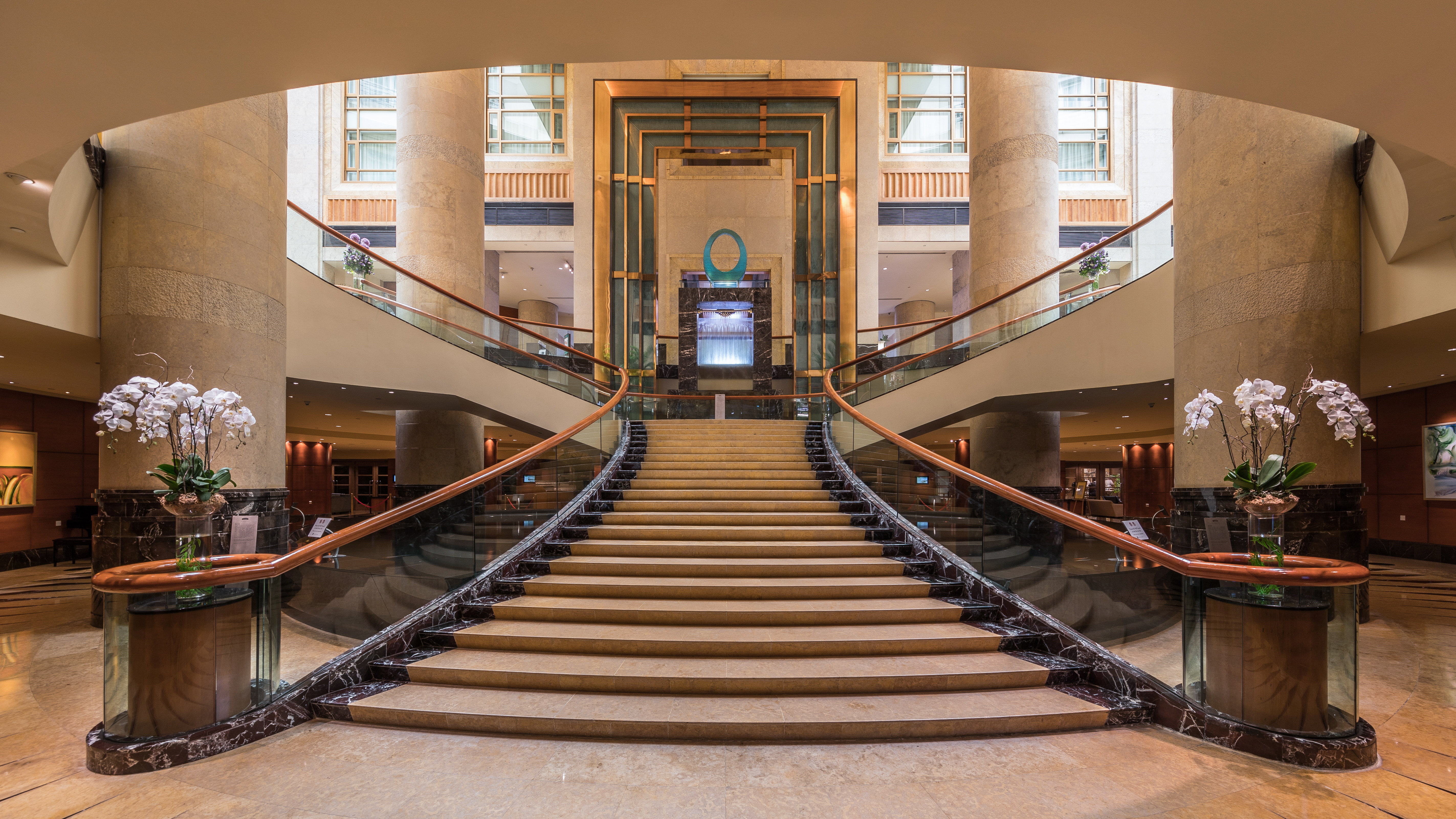
Vue symétrique de l'escalier de l'hôtel The Fullerton, Singapour, avec des rampes décorées de bouquets de fleurs. Juin 2018.

Le Central Business District de Singapour
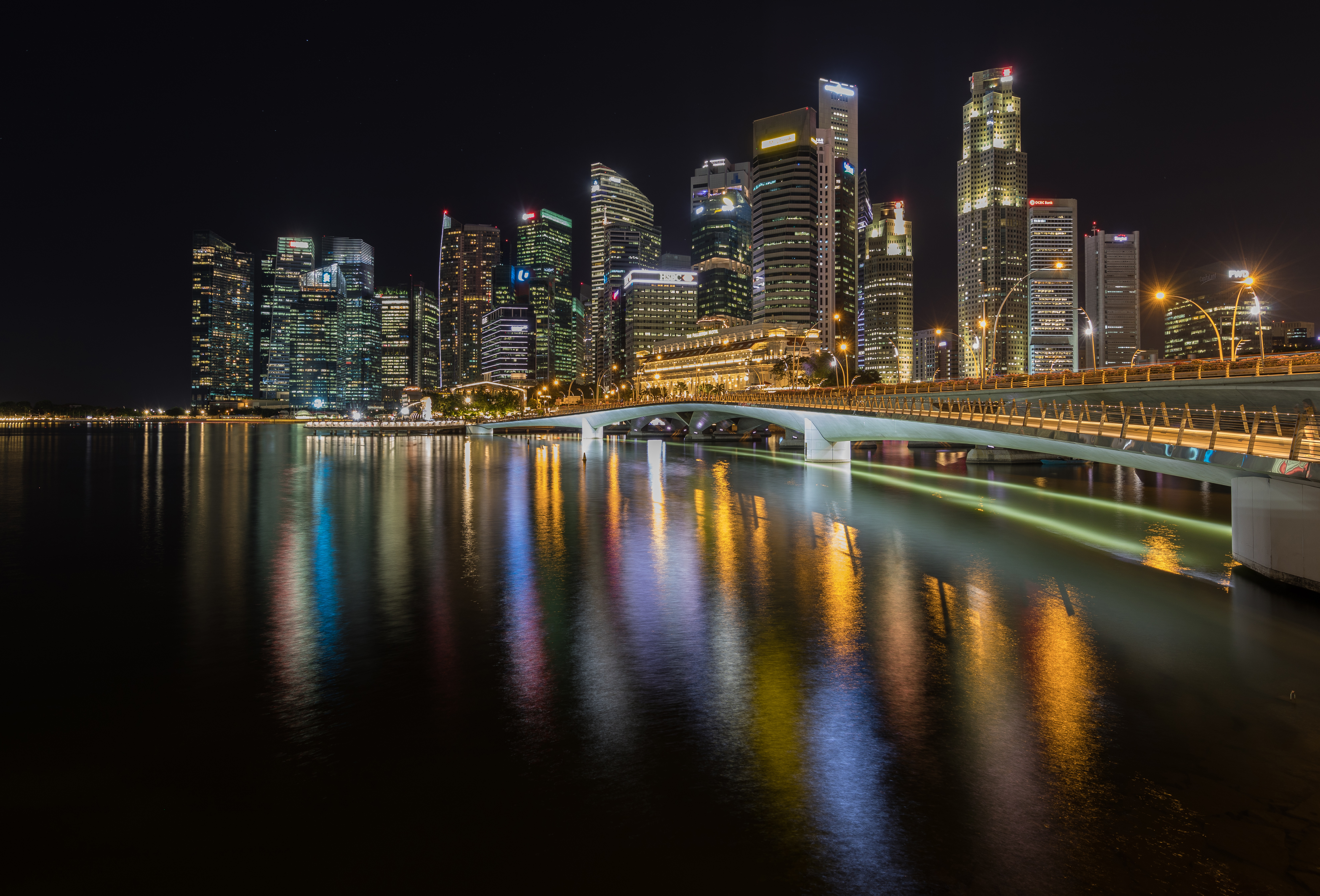
Le Central Business District (quartier d'affaires central), avec l'esplanade bridge devant. Juin 2018.
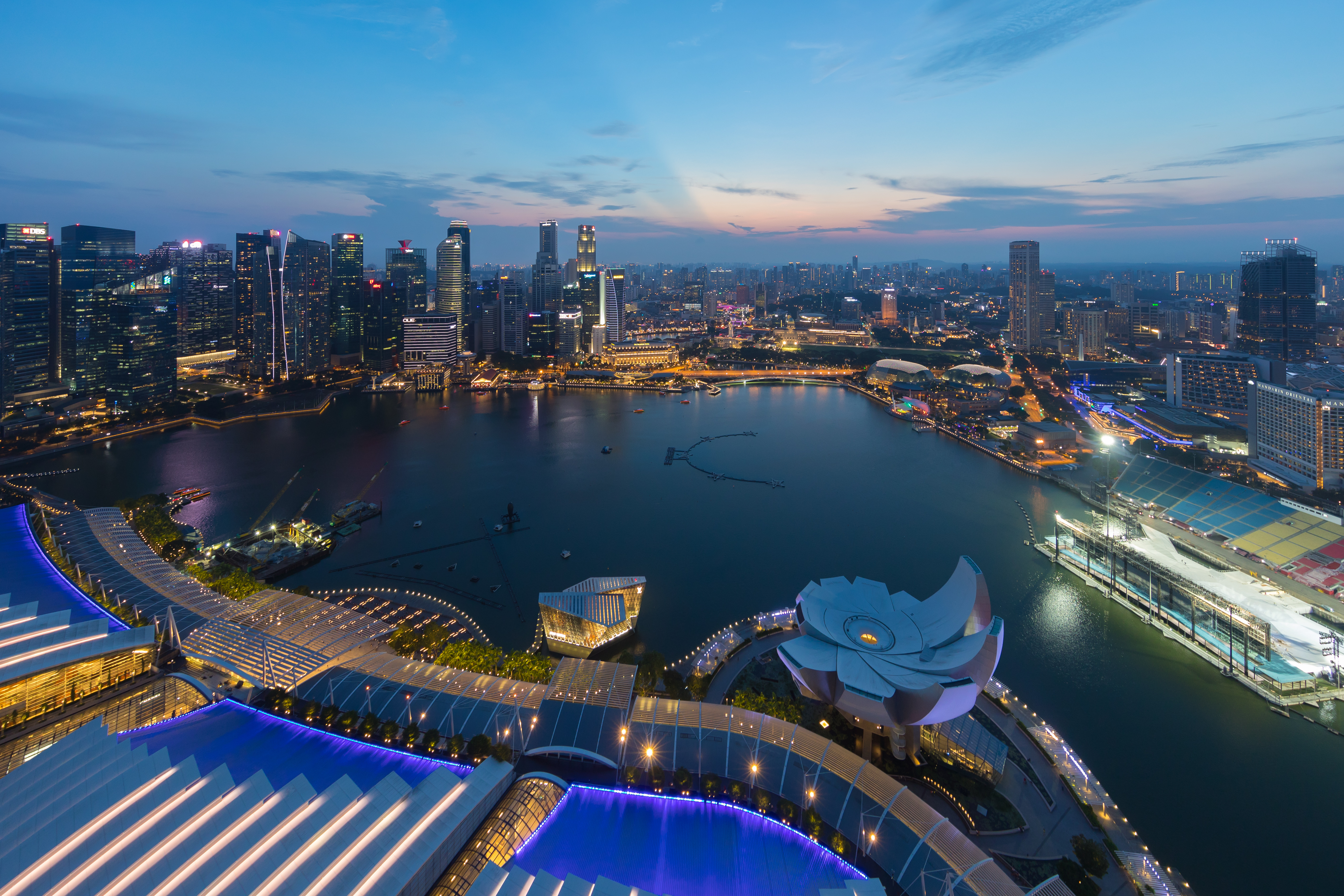
Gratte-ciels du Central Business District, au crépuscule, depuis la plateforme d'observation en haut du gratte-ciel Marina Bay Sands. Juin 2018.
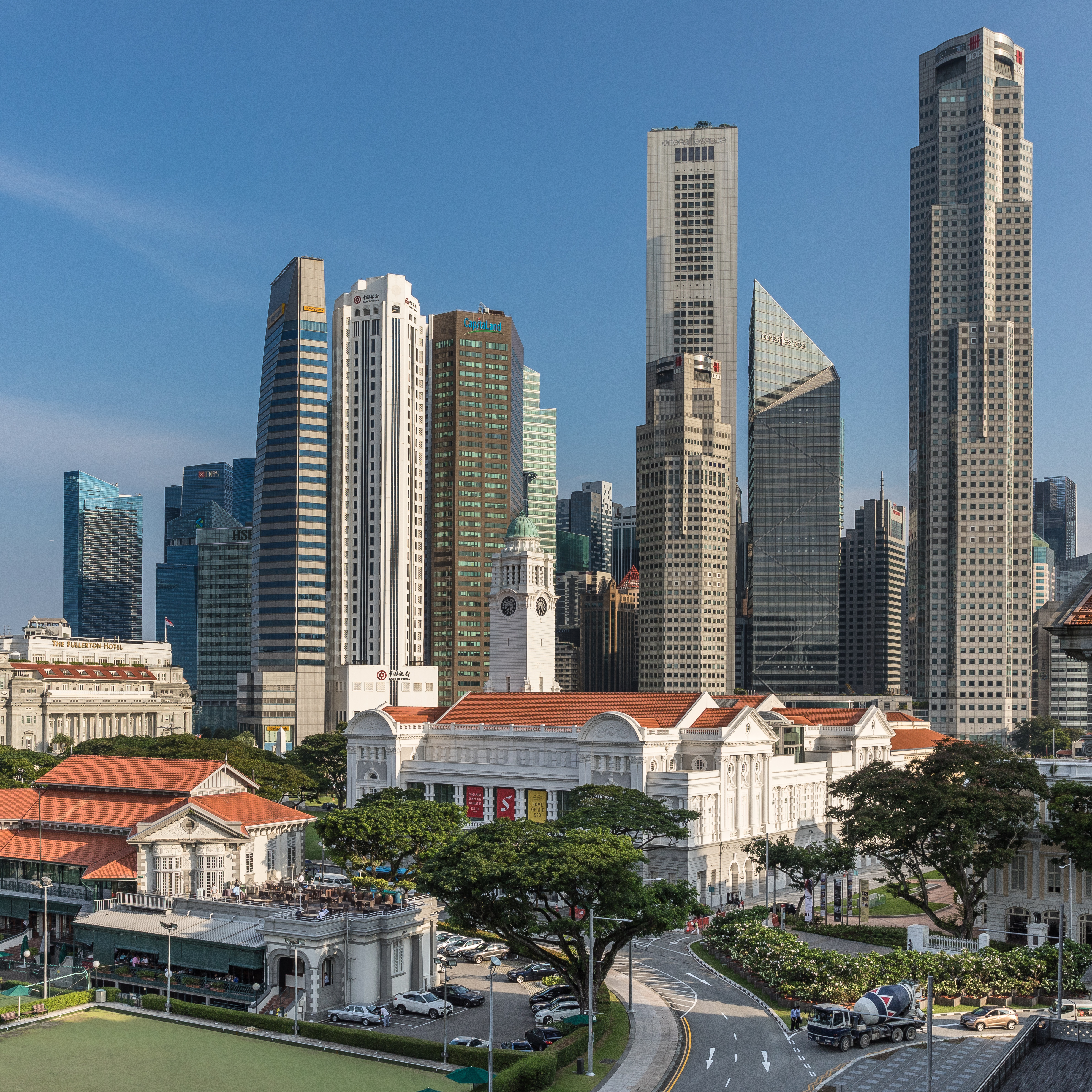
Central Business avec l'ancienne Maison du Parlement (The Arts House) et le United Overseas Bank Plaza One. Vue depuis le toit de la National Gallery, St Andrews Road, après-midi ensoleillé. Juin 2018.

Singapour a la troisième dette par habitant la plus élevée au monde en 2016. En 2024, Singapour est classée en 4e position pour l'indice mondial de l'innovation.
Le secteur de l'industrie électronique est également très dynamique et connu dans le monde entier. Le secteur de l’armement est important, dopé par les commandes publiques de l'État singapourien qui dispose de deux fonds souverains, le Temasek Holdings depuis 1974 et le GIC Private Limited (GIC) depuis 1981.

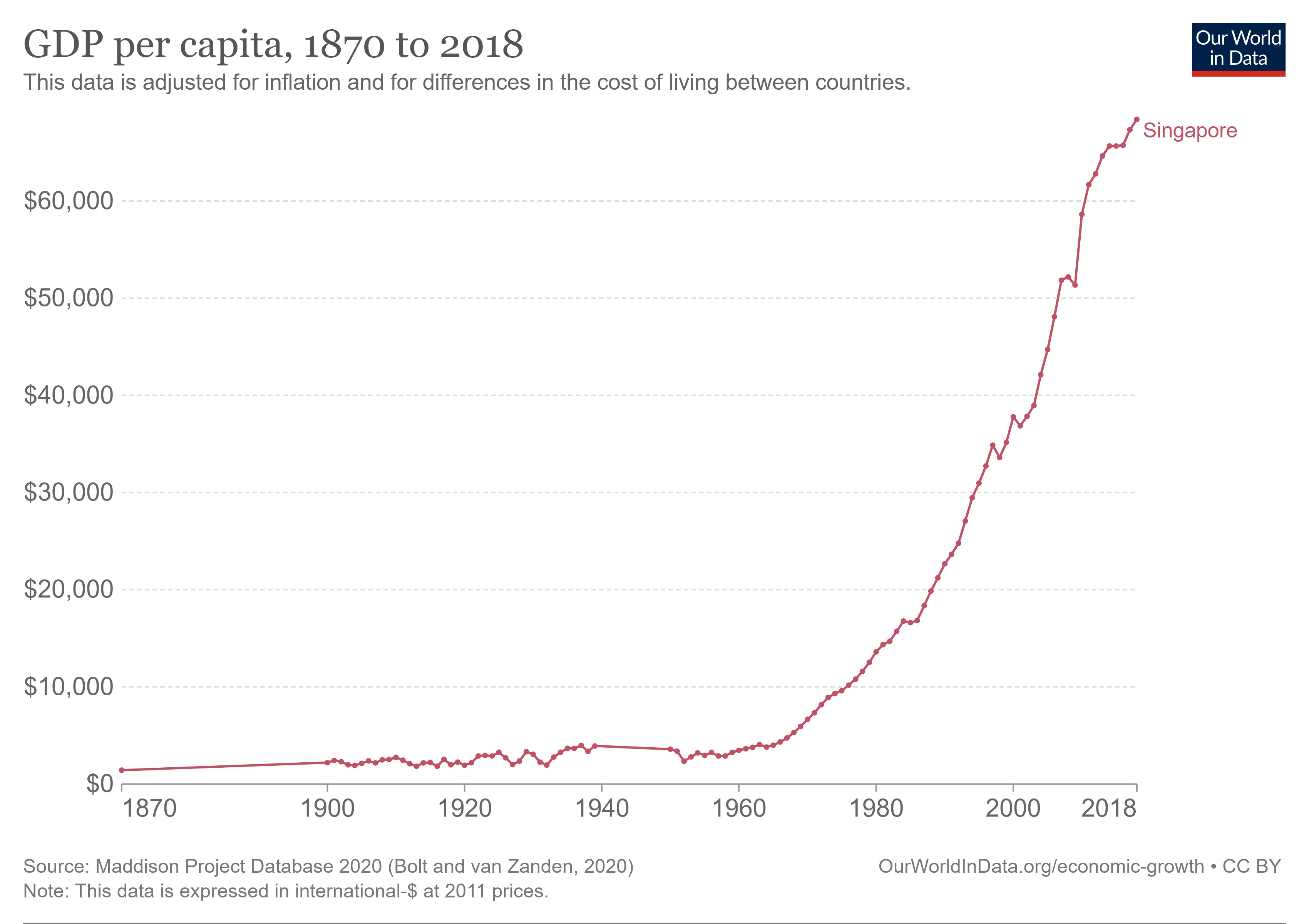
Évolution du PIB réel par habitant de Singapour.

En 2001 la récession mondiale et la chute du secteur des TIC n'ont pas épargné l'économie singapourienne. Le PIB a reculé de 2,1 %. Et l'épidémie de syndrome respiratoire aigu sévère (SRAS) début 2003 n'a fait qu'amplifier cette crise.
Pour contrer ce ralentissement, le gouvernement a mis en place en décembre 2001 un comité de veille économique dont les résultats ont été publiés en février 2003. Il en résulte une volonté réaffirmée du gouvernement de s'insérer dans les échanges mondiaux en répartissant mieux ses intérêts (notamment avec l'Europe) tout en réduisant les coûts locaux.
En 2015, le PIB de Singapour a atteint près de 308 milliards de USD et 470,551 milliards de USD en PPA / PPP (Parité de Pouvoir d'Achat = Purchasing Power Parity).
Singapour est l'un des pays fondateurs et leaders de l'Association pour la Coopération économique Asie-Pacifique (APEC), qui inclut près de dix États, dont l'Indonésie et la Malaisie, avec plus de 300 millions d'habitants.
Singapour est en 2018 l'un des pays les plus inégalitaires d'Asie, et les inégalités continuent de s'accroître. Il n'existe pas de salaire minimum à Singapour.
Malgré la pandémie de Covid-19 et son impact négatif sur le tourisme en 2020, les biens et services de Singapour restent solides.
Le pays tire parti du durcissement des rapports entre la Chine et l'Occident dans les années 2020, en mettant en place des facilités de domiciliation pour les personnes physiques et morales d'origine chinoise, leur permettant ainsi d'échapper aux risques géopolitiques croissants.

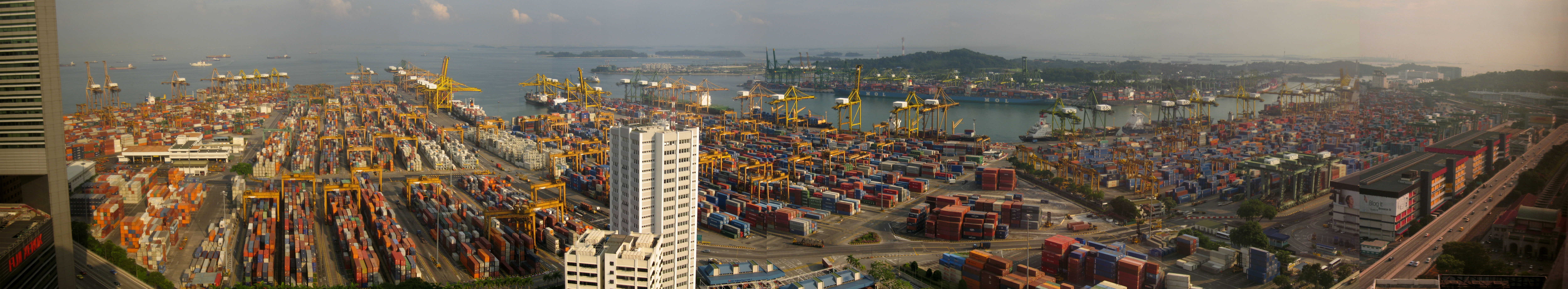
Le port de Singapour, deuxième mondial en termes de tonnages exportés (le premier étant celui de Shanghai).

## Éducation

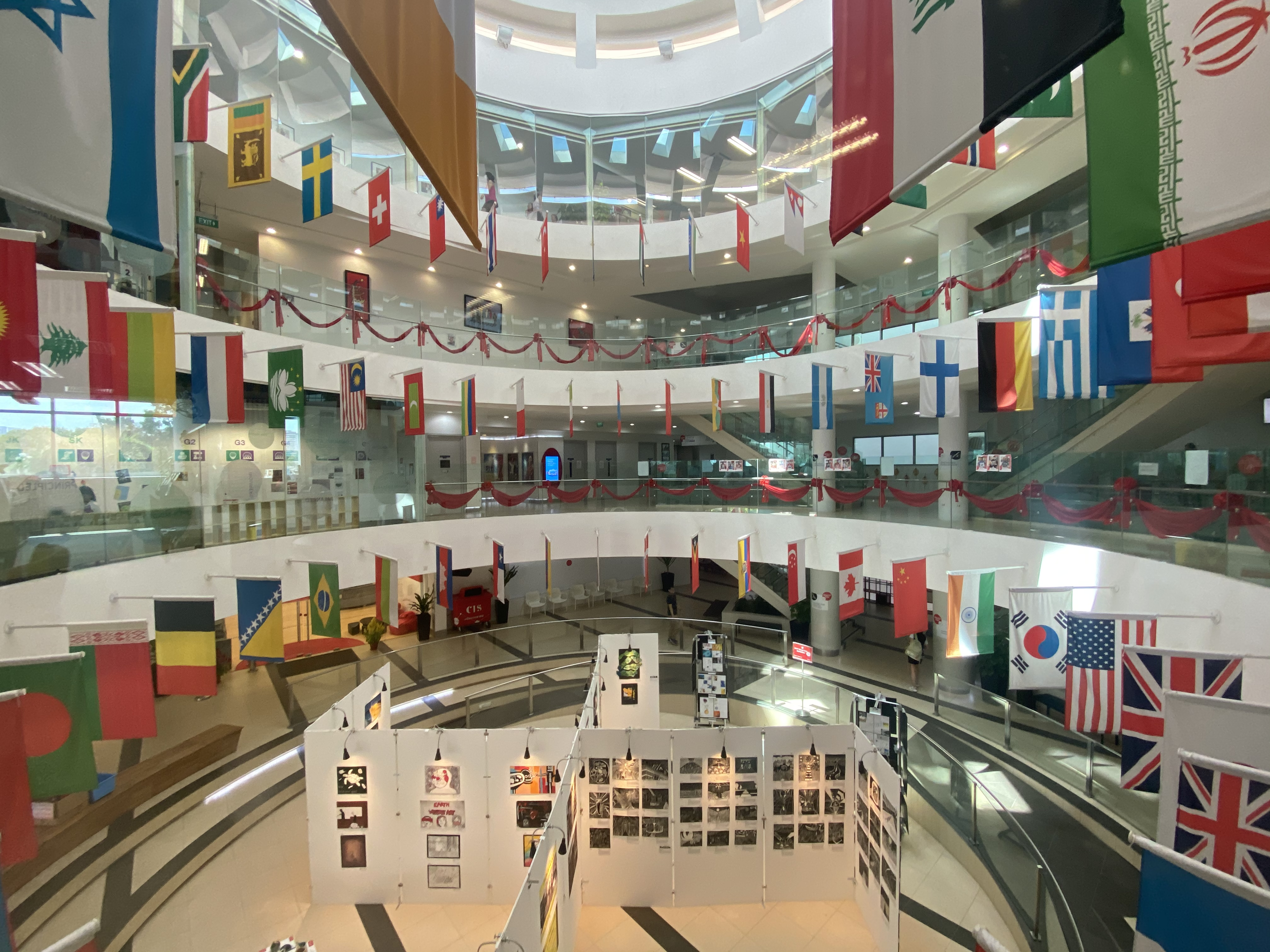
Canadian International School à Singapour.

L’éducation aux niveaux primaire, secondaire et supérieur est principalement financée par l’État. Toutes les institutions, publiques comme privées, doivent être enregistrées auprès du ministère de l'éducation (MOE). L'anglais est la langue utilisée dans les écoles publiques; tous les sujet sont enseignés et évalués en anglais, à l'exception de la « langue maternelle » (qui, dans le système scolaire singapourien, désigne la langue secondaire),,. les élèves ayant vécu à l'étranger pendant longtemps, ou ceux ayant des difficultés avec leur « langue maternelle » peuvent l'abandonner.
L’éducation à Singapour se déroule en trois étapes : l’enseignement primaire, l’enseignement secondaire et l’enseignement pré-universitaire, l’enseignement primaire étant obligatoire. Les élèves débutent avec six ans d'école primaire: les deux premières années de primaire sont consacrés à l'apprentissage de l'anglais, des mathématiques et d'une langue maternelle (au choix) ; les sciences et les activités extrascolaires sont introduites au cours des deux suivantes.
Le système scolaire singapourien est réputé pour être particulièrement éprouvant et inégalitaire: un examen extrêmement sélectif, le Primary School Leaving Examination (PSLE) est passé à l'âge de 12 ans, après l'enseignement primaire. En fonction de leurs résultats, les enfants seront ou non dirigés vers les bons collèges, pour accéder aux bonnes universités et plus tard obtenir les meilleurs emplois. Ainsi, les pressions sont fortes et de nombreux parents inscrivent leurs enfants dans des cours particuliers. En conséquence, les 20 % des familles les plus riches consacrent près de quatre fois plus d'argent à l'éducation de leurs enfants que les ménages du bas de l'échelle. En outre, en 2023, près de 60 % des Singapouriens d'origine chinoise de 20 à 39 ans sont pourvus d'un diplôme universitaire, contre 16,5 % de ceux d'origine malaise. A la fin de l'enseignement secondaire, de nouveaux examens sont passés.
Singapour est également un pôle éducatif majeur, ayant plus de 80 000 étudiants étranger en 2006. En 2009, 20% des étudiants des universités de Singapour étaient des étranger. Les étudiants de Singapour ont excellé dans de nombreux domaines d'éducation, comme les mathématiques, la science et la lecture. En 2016, Singapour était au sommet du classement PISA (Programme for International Student Assessment).

L'enseignement secondaire dure entre 4 et 5 ans, et est divisé en plusieurs cursus, choisis selon les capacités de l'élève. Le programme est le même que celui de l'école primaire, bien que les classes soient plus spécialisées. L'enseignement supérieur, lui dure entre 2 et 3 ans. Singapour a 6 universités publiques, dont deux font partie du classement des 20 meilleurs universités du monde (Université Nationale de Singapour et Université technique de Nanyang).

## Vie culturelle
Singapour est une juxtaposition de différentes cultures provenant de différentes ethnies : Chinois, Malais et Indiens. Chaque groupe est encouragé à maintenir ses traditions, tout en embrassant un mode de vie conformiste et moderne. Singapour est donc un lieu unique de paradoxes. Sur le plan des célébrations on peut voir un mariage chinois prendre place juste à côté d'un mariage malais. Il est également possible de participer à un ensemble de fêtes illustrant la variété d'origines des Singapouriens.
| Date                                     | Nom français                           | Nom local               | Remarques                                                         |
| ---------------------------------------- | -------------------------------------- | ----------------------- | ----------------------------------------------------------------- |
| 1er janvier                              | Jour de l'an                           | New Year's Day          | Premier jour du calendrier grégorien                              |
| Fin janvier-début février                | Nouvel An chinois ou fête du printemps | 农历新年 Nónglì xīnnián | Premier jour du calendrier lunaire chinois.                       |
| Variable (10e jour du mois Dou Al Hijja) | Aïd al-Adha                            | Hari Raya Haji          | Fête musulmane : fête du sacrifice                                |
| Fin mars - Début avril (variable)        | Vendredi saint                         | Good Friday             | Fête chrétienne : commémoration de la crucifixion de Jésus-Christ |
| 1er mai                                  | Fête du Travail                        | Labour Day              |                                                                   |
| Variable                                 | Fête de Vesak                          | Vesak Day               | Fête bouddhiste : commémore la naissance de Bouddha               |
| 9 août                                   | Fête nationale                         | National Day            | Commémoration de l'indépendance                                   |
| Variable                                 | Deepavali                              | Deepavali               | Fête hindouiste : fête des lumières                               |
| Variable (1er jour du mois de Shawal)    | Aïd el-Fitr                            | Hari Raya Puasa         | Fête musulmane : fin du ramadan                                   |
| 25 décembre                              | Noël                                   | Christmas Day           | Fête chrétienne : naissance de Jésus                              |

### Expositions
Singapour reçoit chaque année un lot d'expositions, locales et internationales, permettant de jouir d'une grande diversité d'évènements et d'activités culturelles et commerciales.
- L'Expo Singapour accueille à chaque année plusieurs évènements comme le Grand Prix automobile de Singapour, le Chinese New Year à Chinatown, et des festivals comme le Singapore Food Festival et l'International Festival of Arts. Grâce à sa superficie de 100 000 m²[117], l'Expo Singapour est le lieu principal pour les conventions, rassemblements et expositions à Singapour.
- Art SG offre à plus de 45 000 visiteurs[118], chaque année, la possibilité de visites, d'achat d'œuvres uniques et de réseautage, agissant comme un conduit permettant aux artistes de toute l'Asie de représenter leurs films, installations, peintures, sculptures et autres œuvres d'art.
- L'exposition internationale de joaillerie de Singapour (SIJE) est un évènement annuel permettant aux entreprises de joaillerie les plus reconnues à travers le monde de mettre en valeur et faire connaître leurs produits au public. L'édition de 2024 a permis à 335 marques[119] et compagnies de s'y retrouver, notamment Lucky Pearl de Chine, Gandhi Jewels de l'Inde et Bellemare-Dugas Joaillerie du Canada. La vaste superficie du site de 8000[119] mètres carrés a permis à 30 pays différents d'exhiber des milliers de produits d'une valeur totale cumulative de 250 millions USD[119].

### Sports
Singapour a accueilli en 2008 le premier Grand Prix de Formule 1 de nuit de l'histoire de la Formule 1. Il s'y déroule depuis, chaque année, durant le mois de septembre et fait partie du circuit officiel de la F1, avec toute la couverture médiatique et de publicité, qui s'y rattache.
Les premiers Jeux olympiques de la jeunesse d'été se déroulent à Singapour en 2010. Ils accueillent près de 3 600 athlètes venant de 204 pays.
Les sports d'intérieur et les sports nautiques font partie des sports les plus populaires à Singapour. Joseph Schooling a remporté la première médaille d'or olympique de Singapour au 100 mètres papillon aux Jeux olympiques de Rio en 2016. Il nage en un temps record olympique de 50,39 secondes. Le pays a également gagné un grand nombre de compétitions de natation lors des Jeux de l'Asie du Sud-Est (SEA Games). En 2017, l'équipe masculine de water-polo de Singapour a remporté la médaille d'Or des Jeux de l'Asie du Sud-Est pour la 27e fois, poursuivant ainsi la plus longue série de victoires.
Le 9 février 2023, World Aquatics, l'instance dirigeante mondiale, annonce que les Championnats du monde de natation se dérouleront à Singapour en 2025, à une date qui reste à définir.

## Transports

### Transports urbains

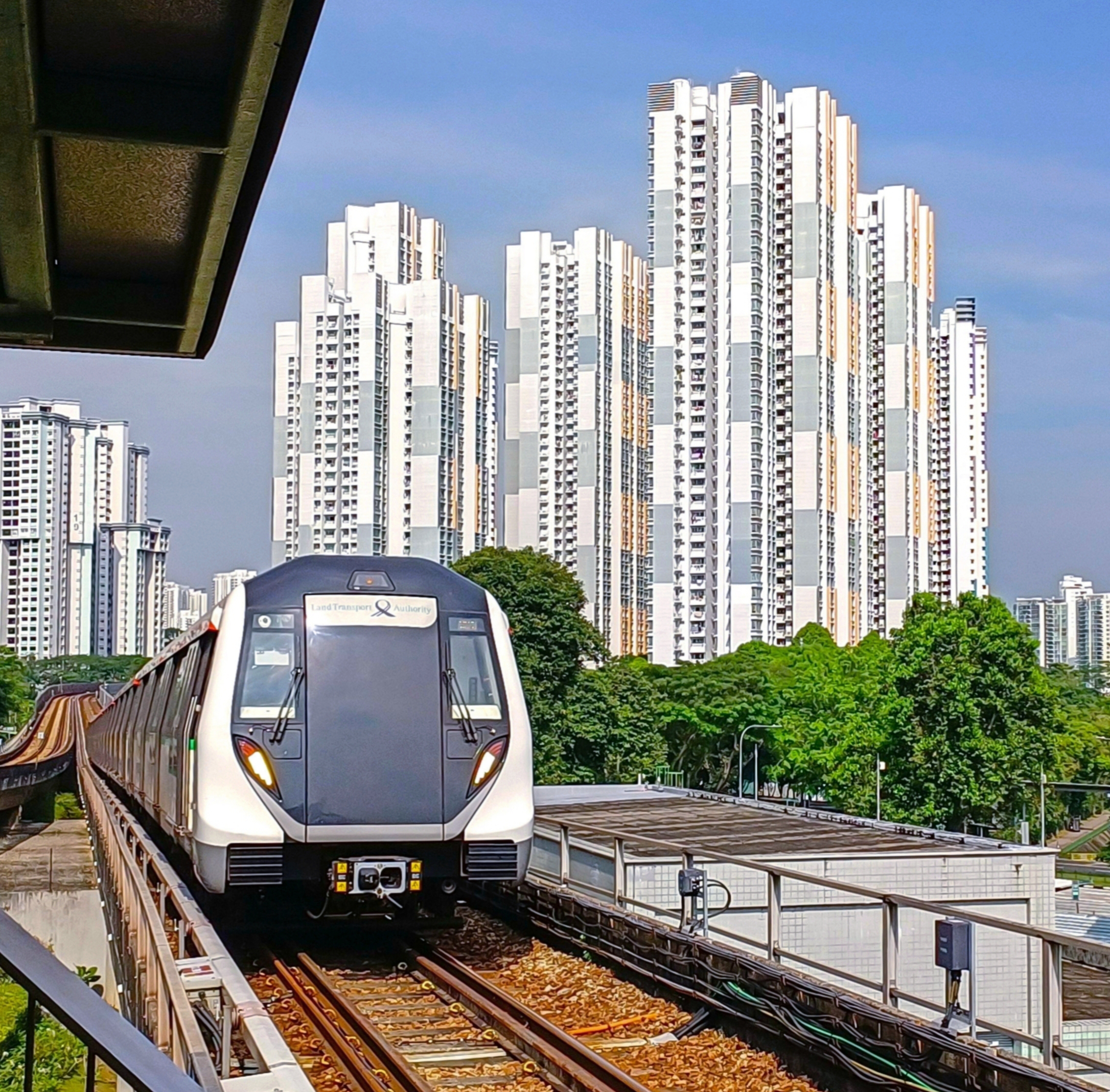
MRT

Le réseau de transport singapourien est très développé et pratique d'accès. Les six lignes de métro actuelles ont été construites à partir de 1985. Le réseau de bus est également très bien maillé et la plupart des lignes ont une fréquence élevée, même tard le soir. Par ailleurs, le taxi est un mode de transport très utilisé (Singapour est la ville du monde ayant le plus grand nombre de taxis par habitant) étant donné que posséder une voiture est onéreux. En 1975, la ville avait été l'une des premières à créer un péage urbain. Tous les taxis, la plupart des bus et toutes les rames de métro, sont climatisés.

### Circulation
Le réseau autoroutier est long de plus de 160 km. La circulation se fait à gauche (comme en Malaisie ou en Thaïlande... ce qui permettrait à un conducteur singapourien de rallier Bangkok sans changer de sens de circulation).
Singapour compte plus de cinq millions d'habitants. Afin de réguler le trafic routier, différentes mesures sont utilisées pour limiter le nombre de véhicules :
- ceux-ci sont soumis à des taxes d'importation de 120 %. Ainsi, le prix des voitures est deux à trois fois plus élevé qu'en Europe (par exemple : une Nissan Micra en état de circuler coûte près de 90 000 S$, c'est-à-dire l'équivalent de plus de 50 000 euros) ;
- tout véhicule ne peut être autorisé à circuler qu'avec un « Certificat d'habilitation » (Certificate of Entitlement (en) - CoE). Ces permis, au nombre limité, sont vendus aux enchères deux fois par mois et ont une validité de dix ans. De cette façon, la croissance du parc automobile singapourien est contrôlée par l'État. Le montant du CoE est élevé, par exemple, début mai 2012, ceux de catégorie A (réservés au véhicules de moins de 1,6 litre de cylindrée et aux taxis) est de 62 600 S$, soit environ 38 800 euros ;
- une taxe de circulation biannuelle (Road Tax) est également imposée ;
- un système à péage appelé « Electronic Road Pricing (en) » ou « ERP » (« Péage urbain électronique ») fonctionnant à certaines heures régule le trafic routier sur les axes les plus encombrés.

### Transport international
Singapour est accessible de plusieurs manières :
- par train depuis la Malaisie : depuis le terminus de la gare de Woodlands. La gare de Tanjong Pagar, fermée depuis le 1er juillet 2011 était l'ancien terminus constituant une enclave malaisienne à Singapour. L'emprise de la voie désaffectée a été transformée en promenade (Greenway) ;
- par avion : l'aéroport de Singapour-Changi, dans l'est de l'île, connaît un fort trafic et est toujours en expansion. Il sert de hub à Singapore Airlines. Il était en 2016 le 17e aéroport le plus fréquenté au monde ;
- par bus : certaines lignes singapouriennes traversent la chaussée Johor-Singapour vers le centre-ville de Johor Bahru ;
- par autocar : de nombreuses compagnies privées relient Singapour aux grandes villes de Malaisie (Malacca, Kuala Lumpur, etc.) ;
- par bateau : de nombreux ferries et navettes relient Singapour à l'Indonésie notamment.

## Galerie photos

Vue depuis le toit de l'hôtel Jen Orchard Gateway.

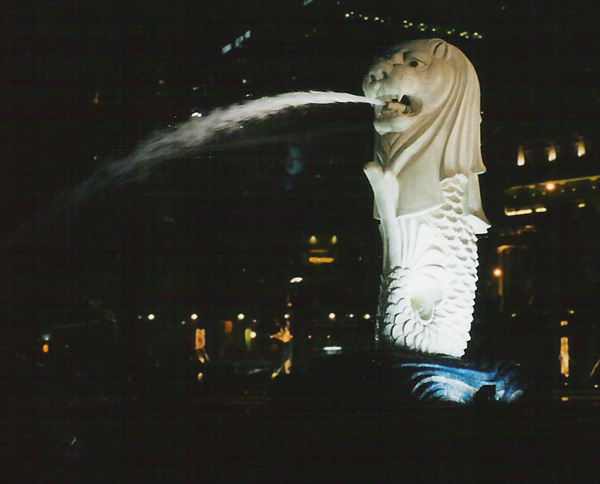
Merlion.
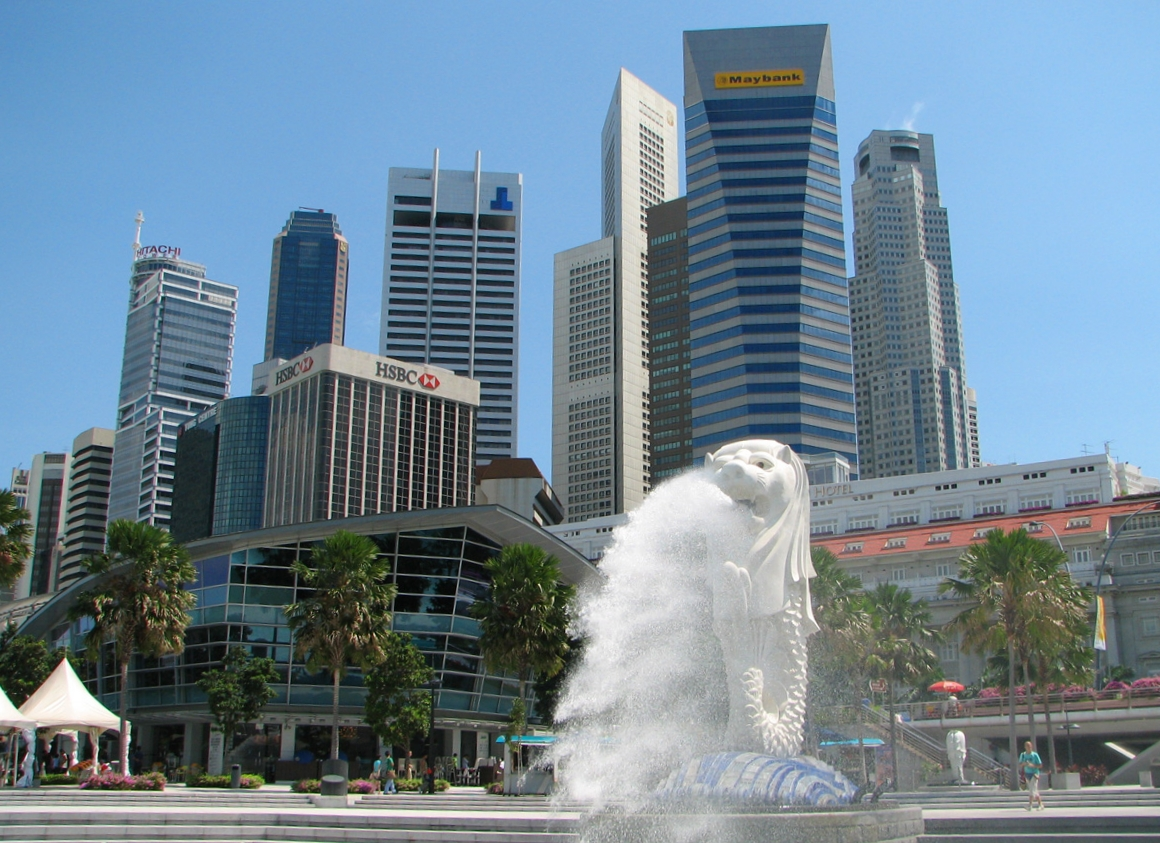
Merlion et skyline.
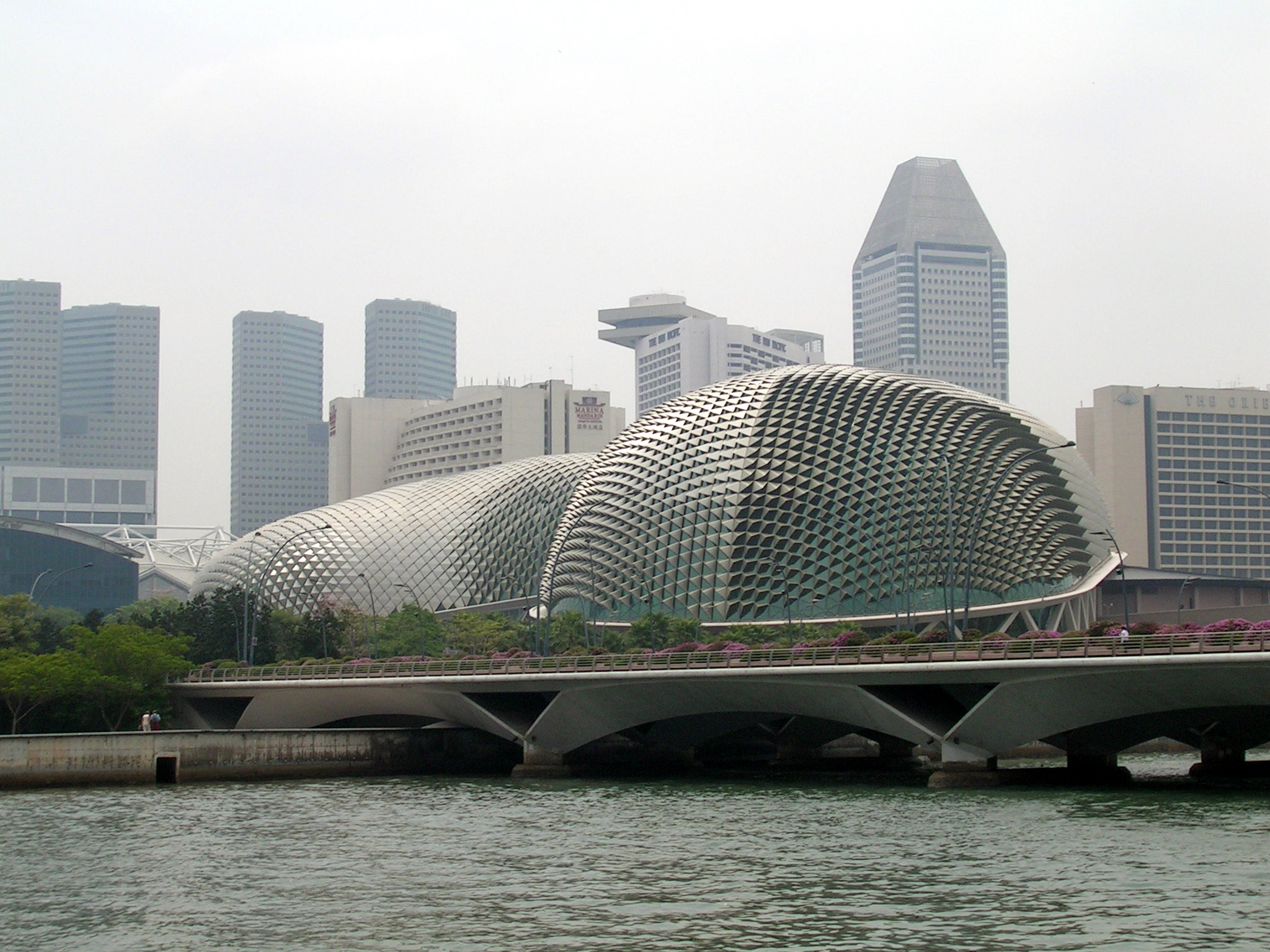
Esplanade.
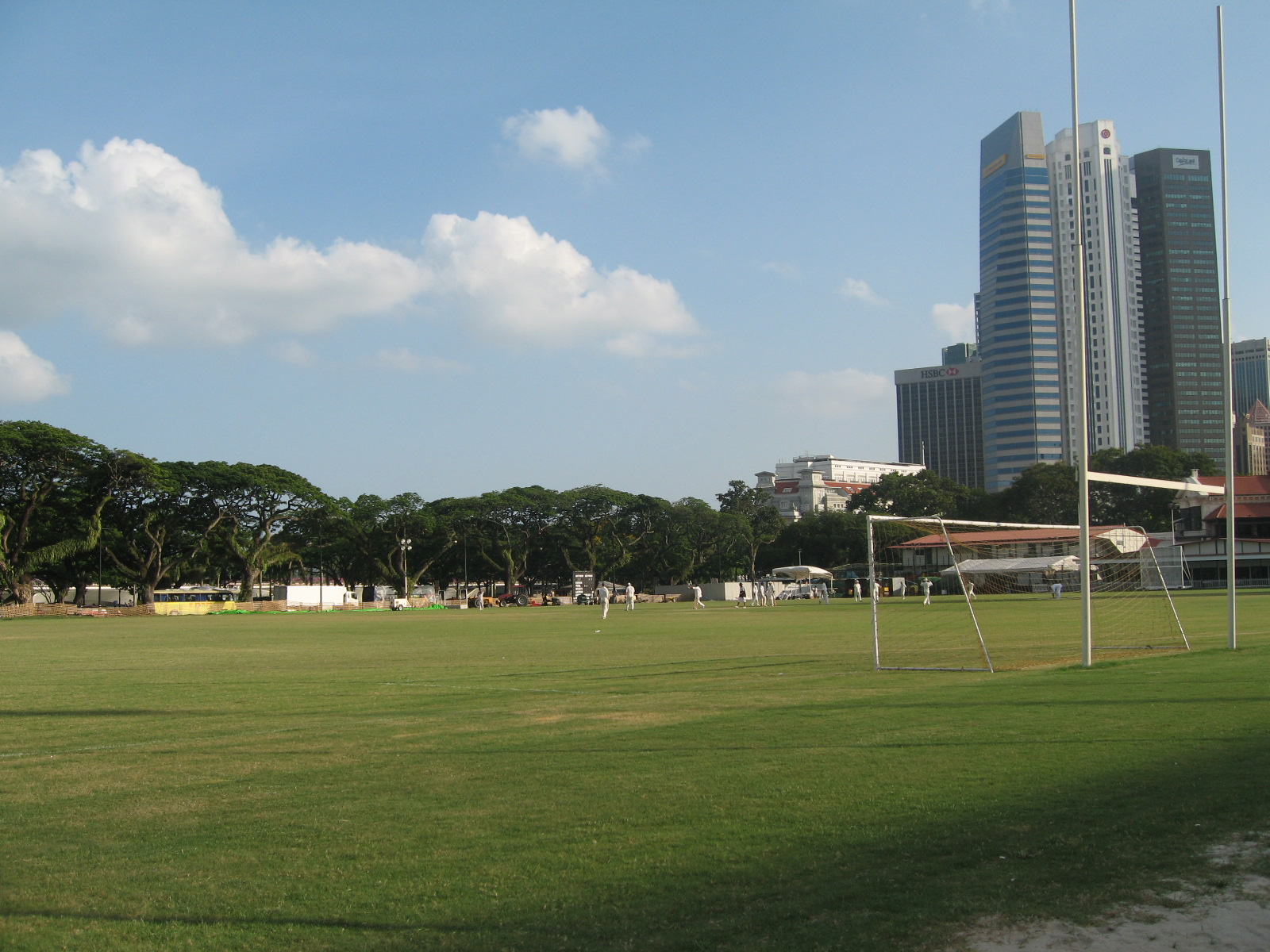
Padang, un lieu de détente familial très prisé.
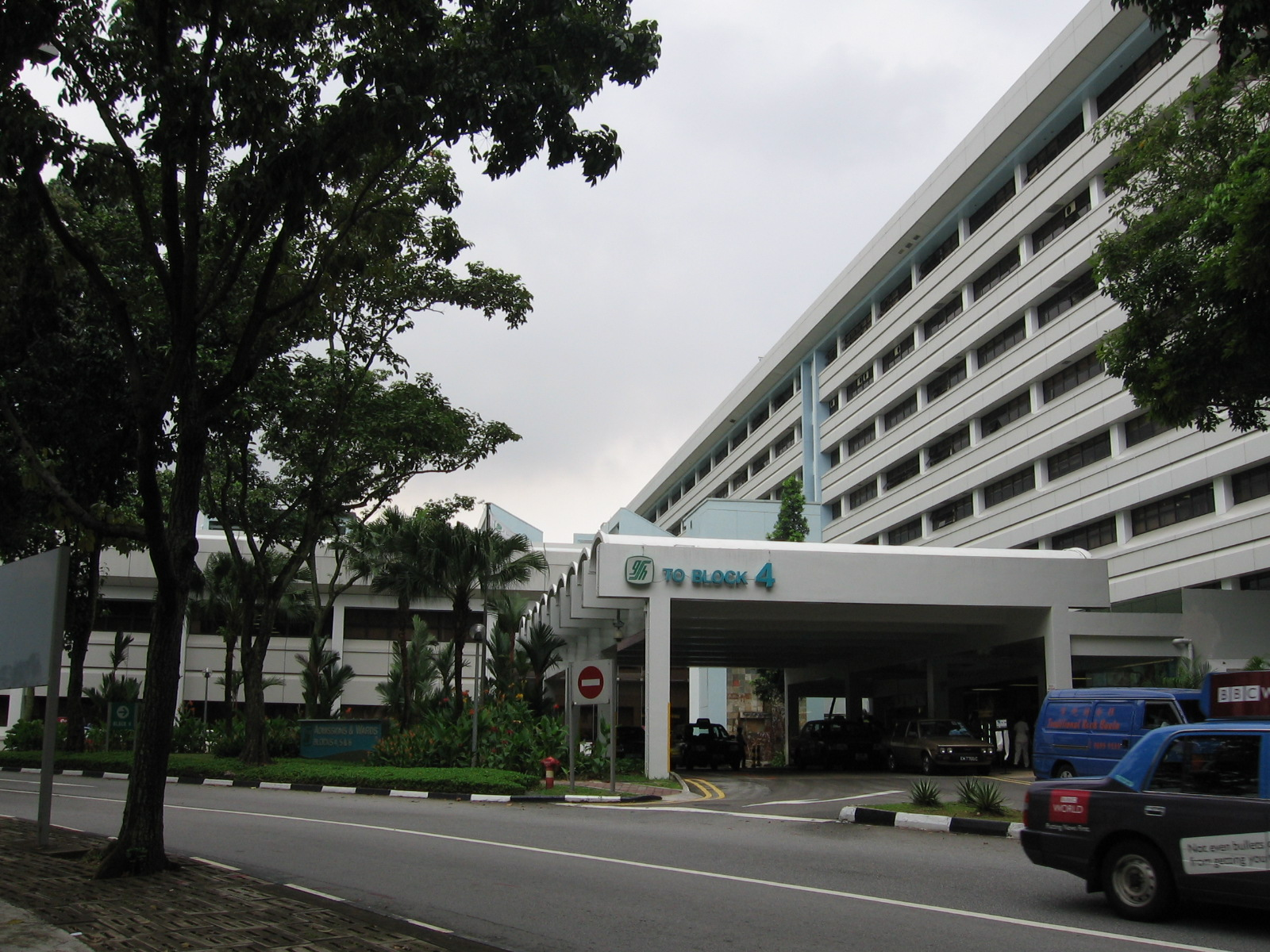
L'un des douze blocs de l'hôpital central de Singapour.
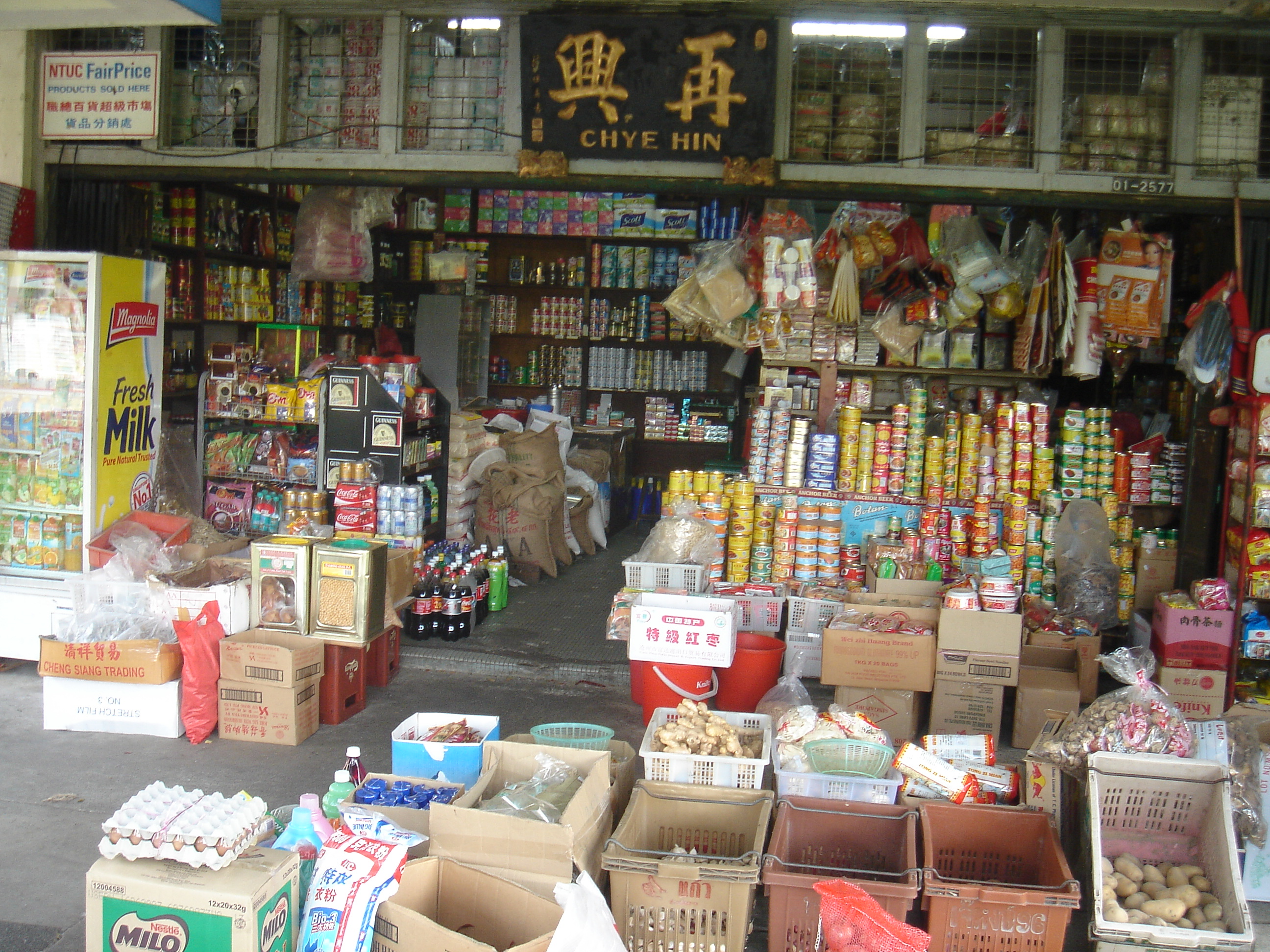
Épicerie traditionnelle singapourienne, un type de commerce en disparition avec l'explosion du nombre de grandes surfaces alimentaires.
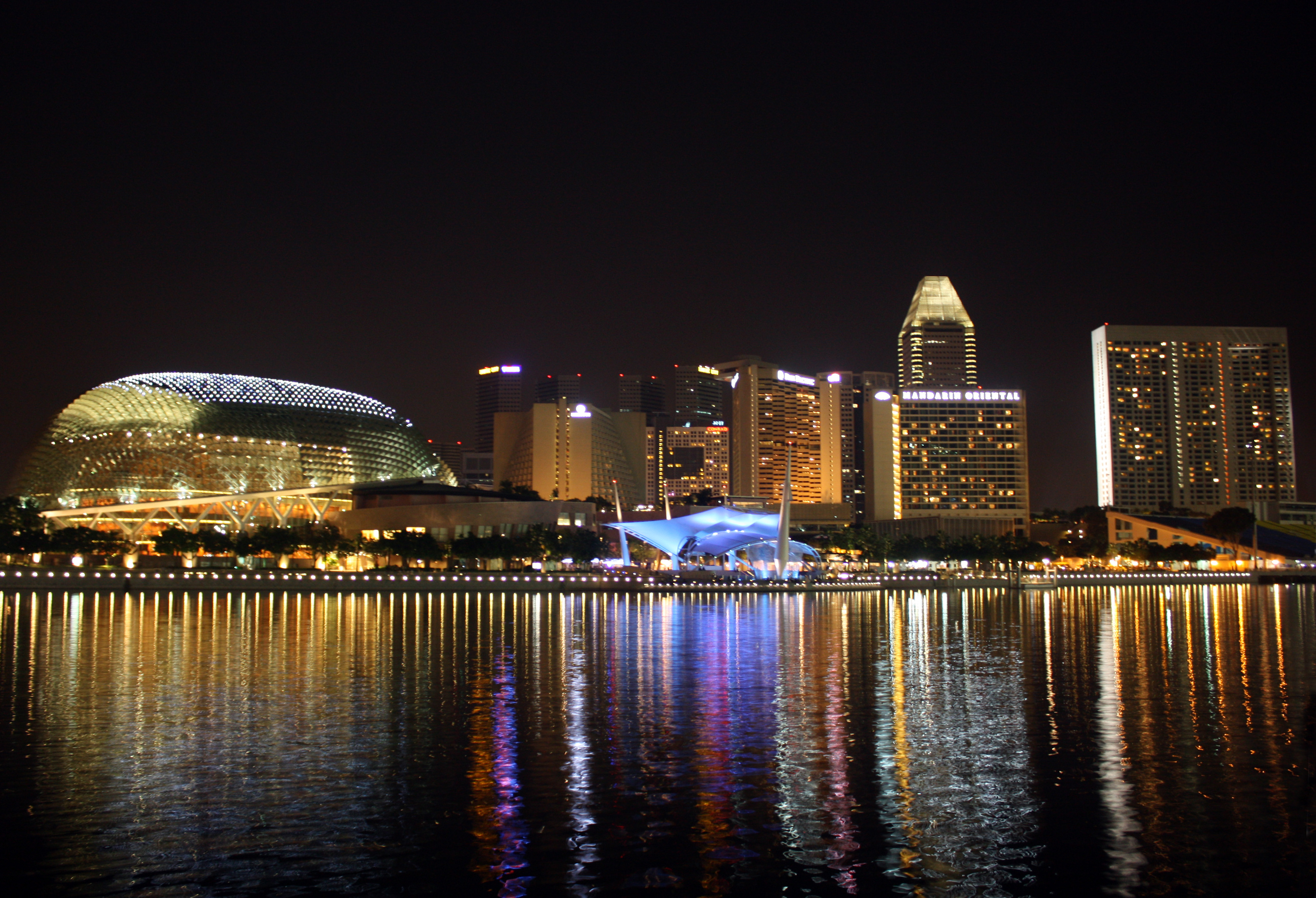
La baie de Singapour la nuit.
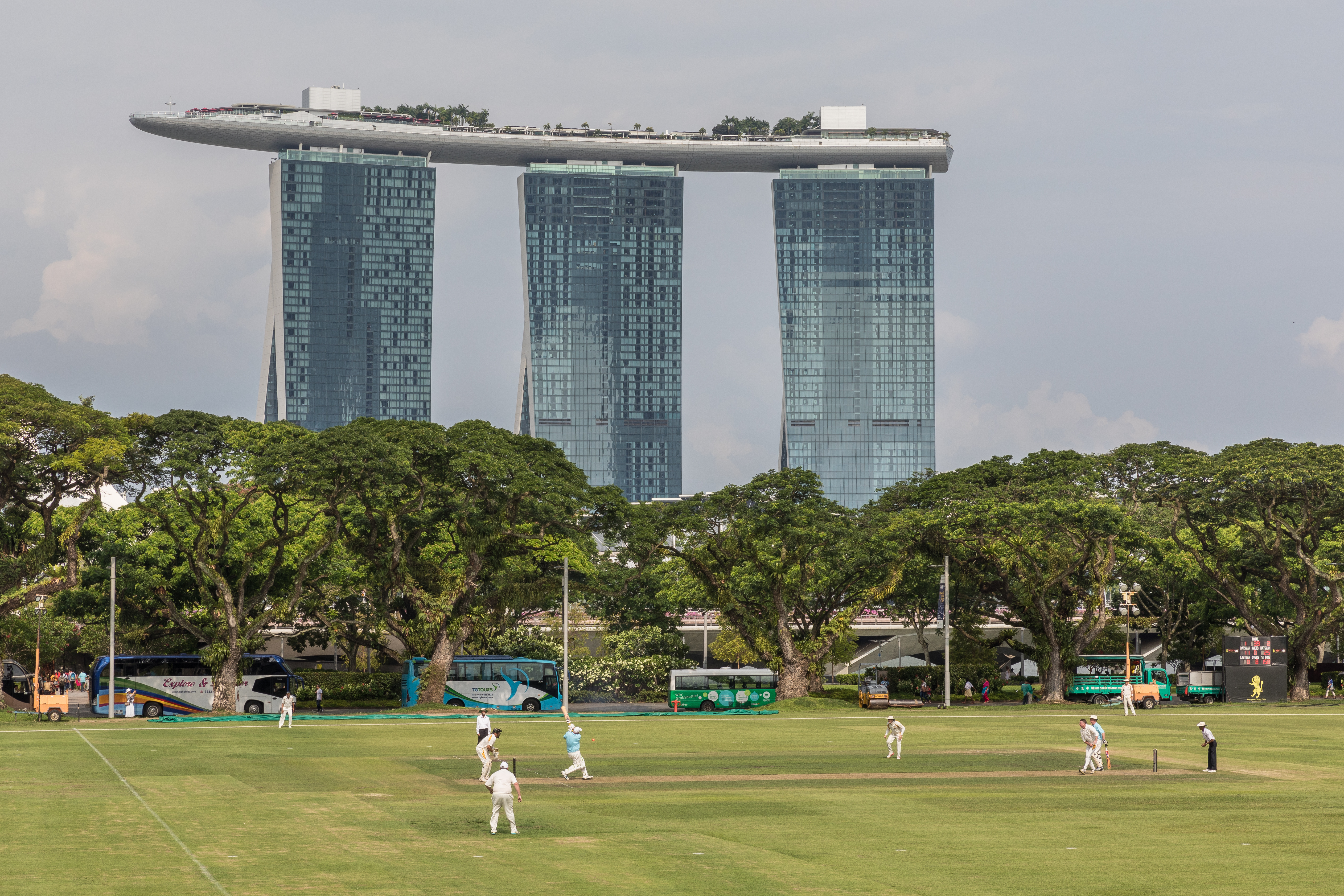
Partie de cricket avec des joueurs du cricket club au parc de Padang avec l'hôtel Marina Bay Sands en arrière plan, vu depuis les marches de la galerie nationale de Singapour. Juin 2018.
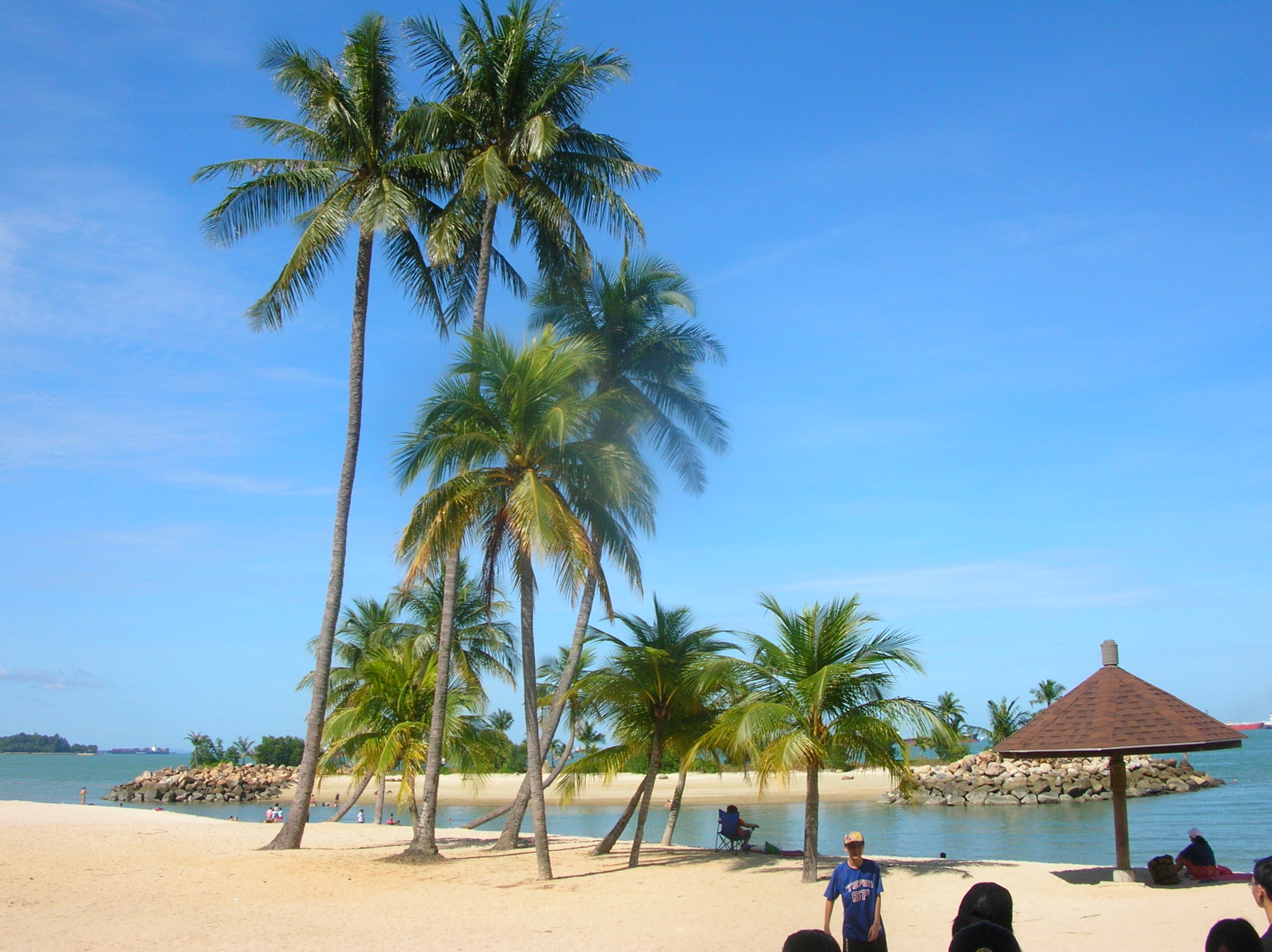
Tanjong Beach, sur l'île de Sentosa.
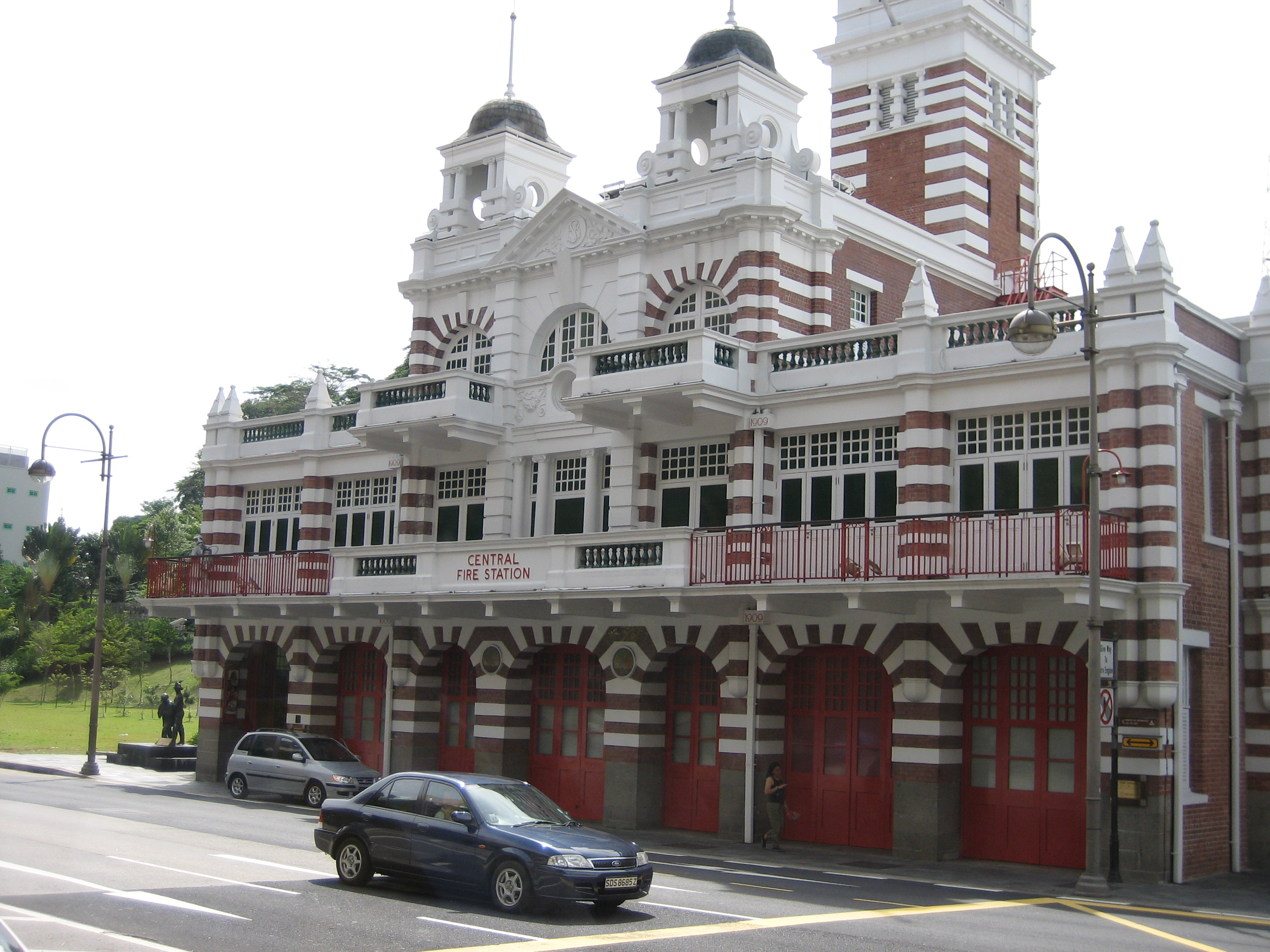
La station de pompiers de Singapour
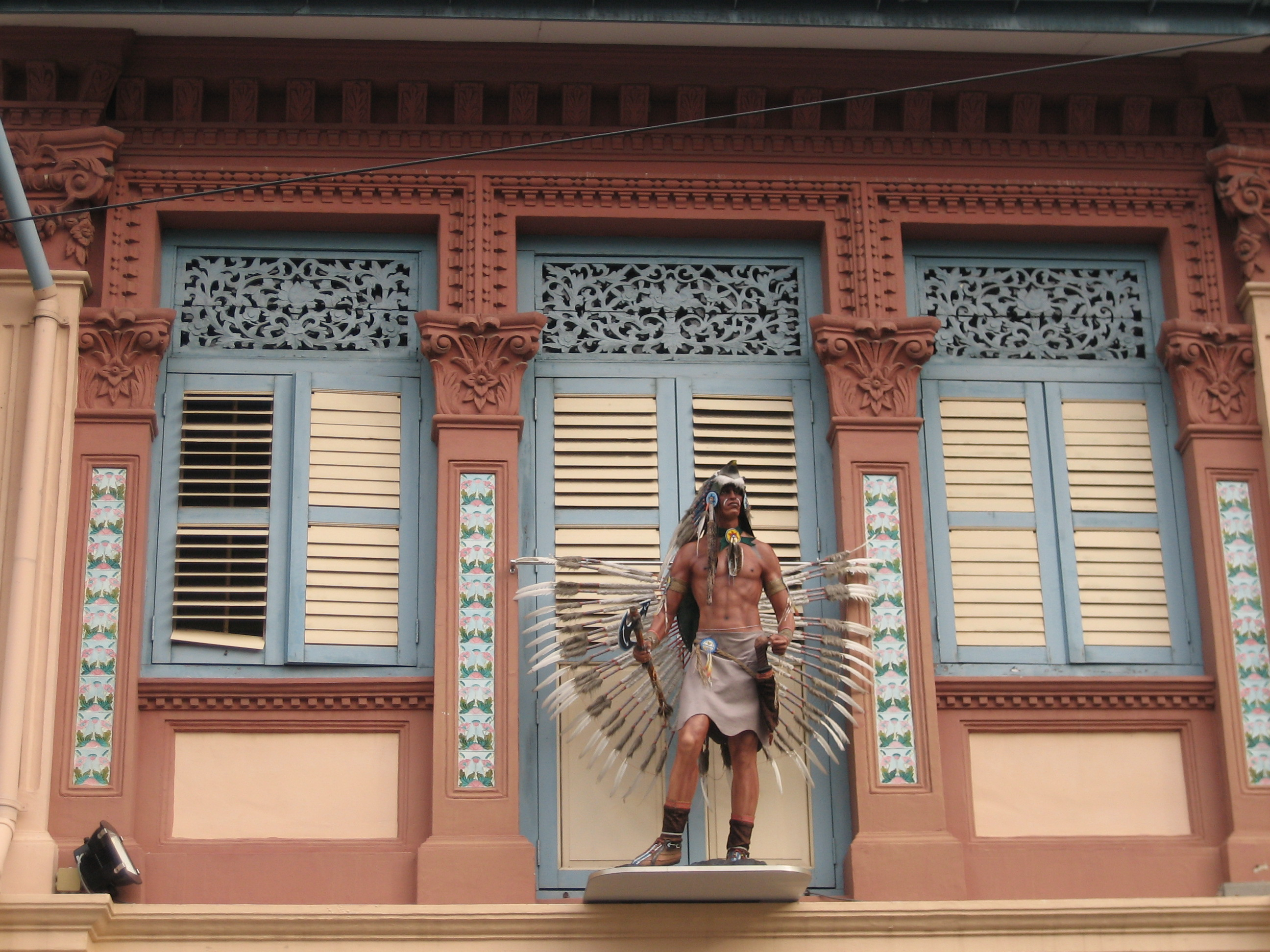
Le Mohican Pub à Little India
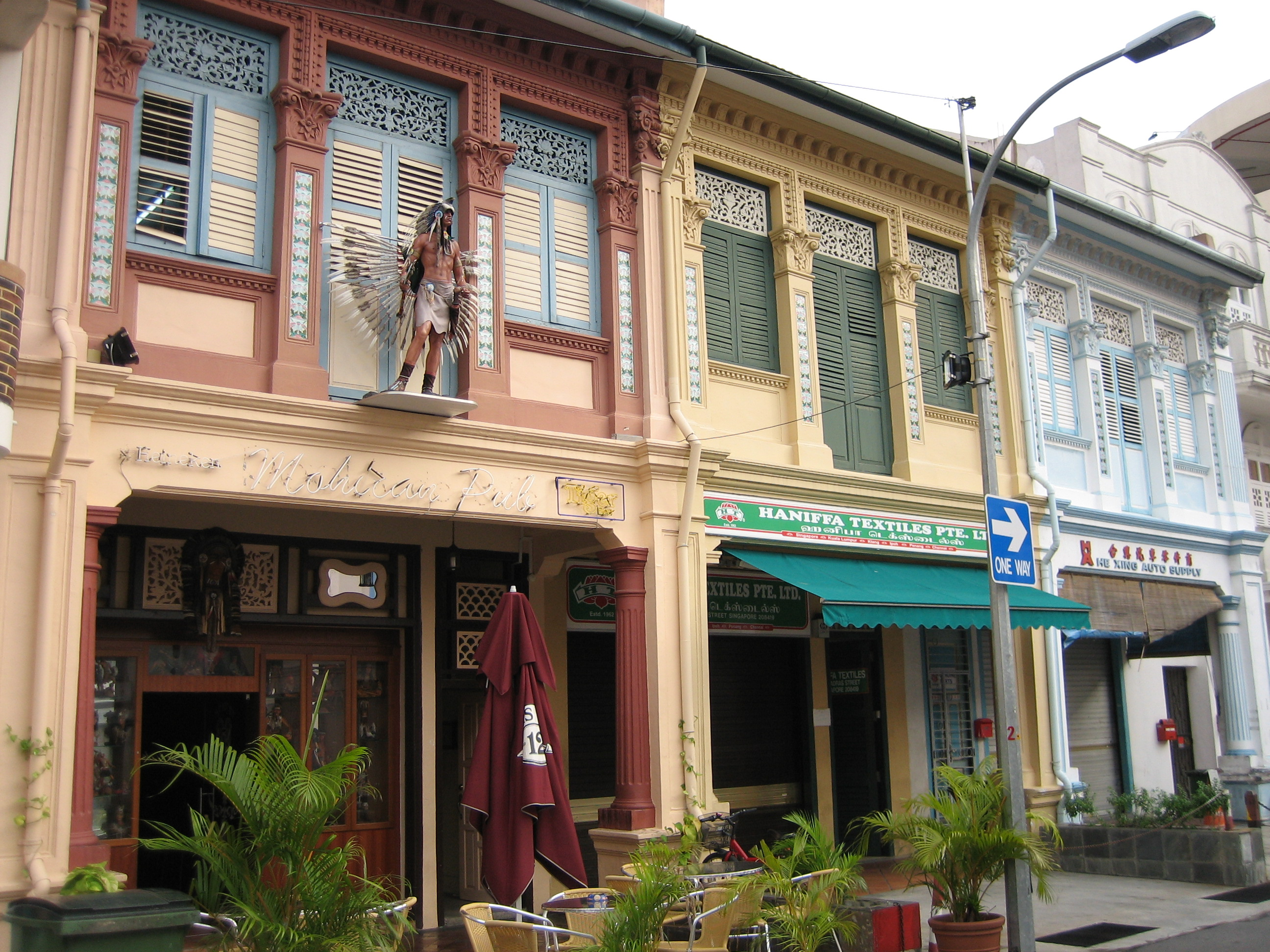
La Madras Road à Little India
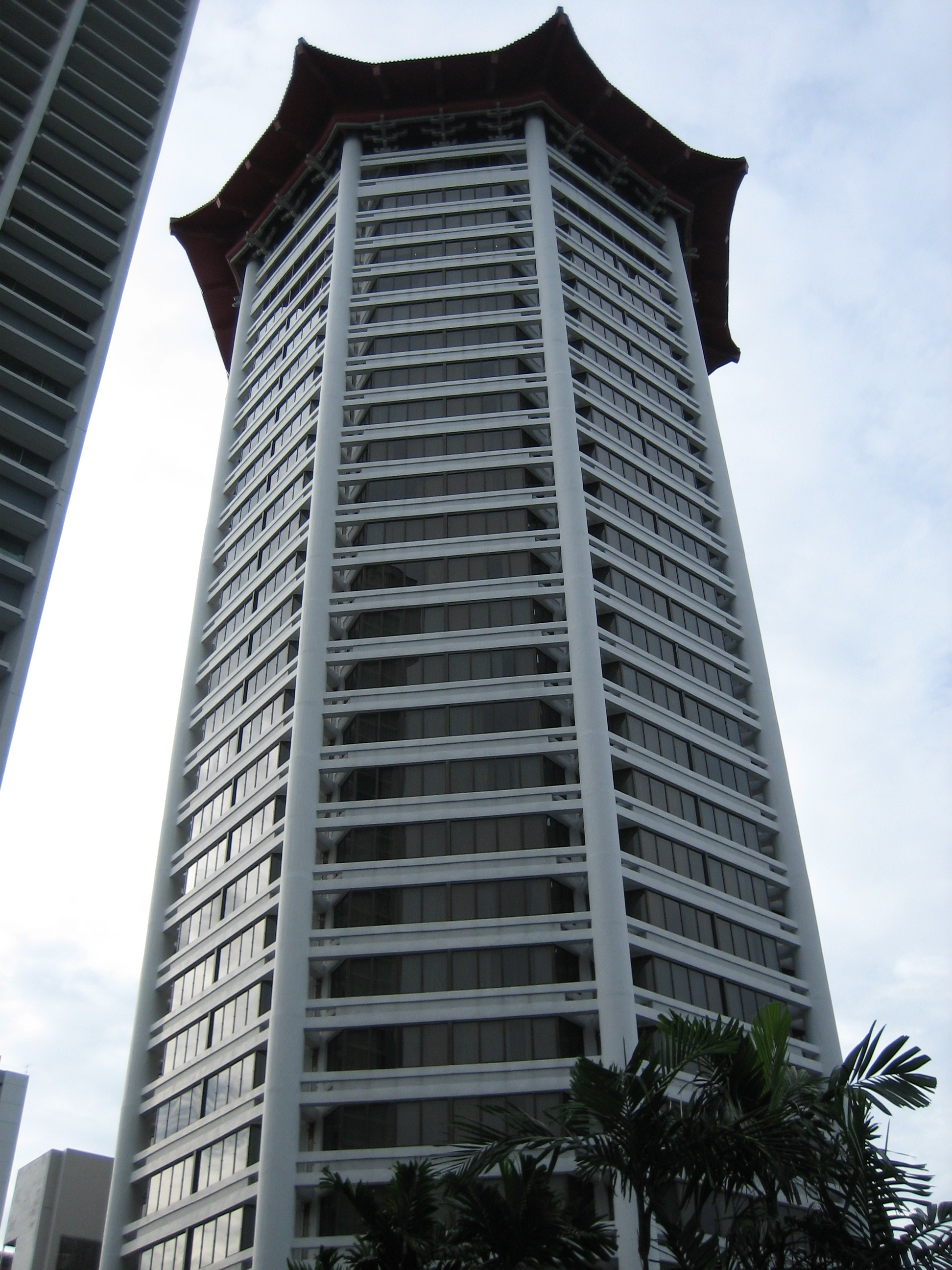
L'architecture de l'hôtel Marriott